# Refugio Reyes Rivas
José Refugio Reyes Rivas (Sauceda de la Borda, Zacatecas; 2 de septiembre de 1862-Aguascalientes, Aguascalientes; 3 de febrero de 1943) fue un arquitecto mexicano que se caracteriza por su obra civil, religiosa y urbana. Fue autor de algunos de los edificios más representativos de la ciudad de Aguascalientes, donde su obra es considerada parte del patrimonio histórico y arquitectónico. Reyes no tuvo estudios profesionales de arquitectura, por lo que es llamado «arquitecto empírico». En 1985 recibió el título post mortem de arquitecto, concedido por la Universidad Autónoma de Aguascalientes. Reyes realizó más de 200 edificaciones entre los estados de Aguascalientes, Jalisco y Zacatecas. Se caracterizó por emplear diversos estilos decorativos, desde el neoclásico al Art nouveau, así como innovaciones de construcción de la primera mitad del siglo XX.
Entre sus obras más destacadas se encuentran el Templo de San Antonio, la renovación del Templo de Guadalupe, el Templo de la Purísima Concepción, la edificación de diversos hoteles, como el París, el Francia, Regis y Washington, y del actual Museo de Aguascalientes. Varios de estos edificios son actualmente museos o forman parte de las instituciones gubernamentales del estado y la ciudad de Aguascalientes.

## Biografía

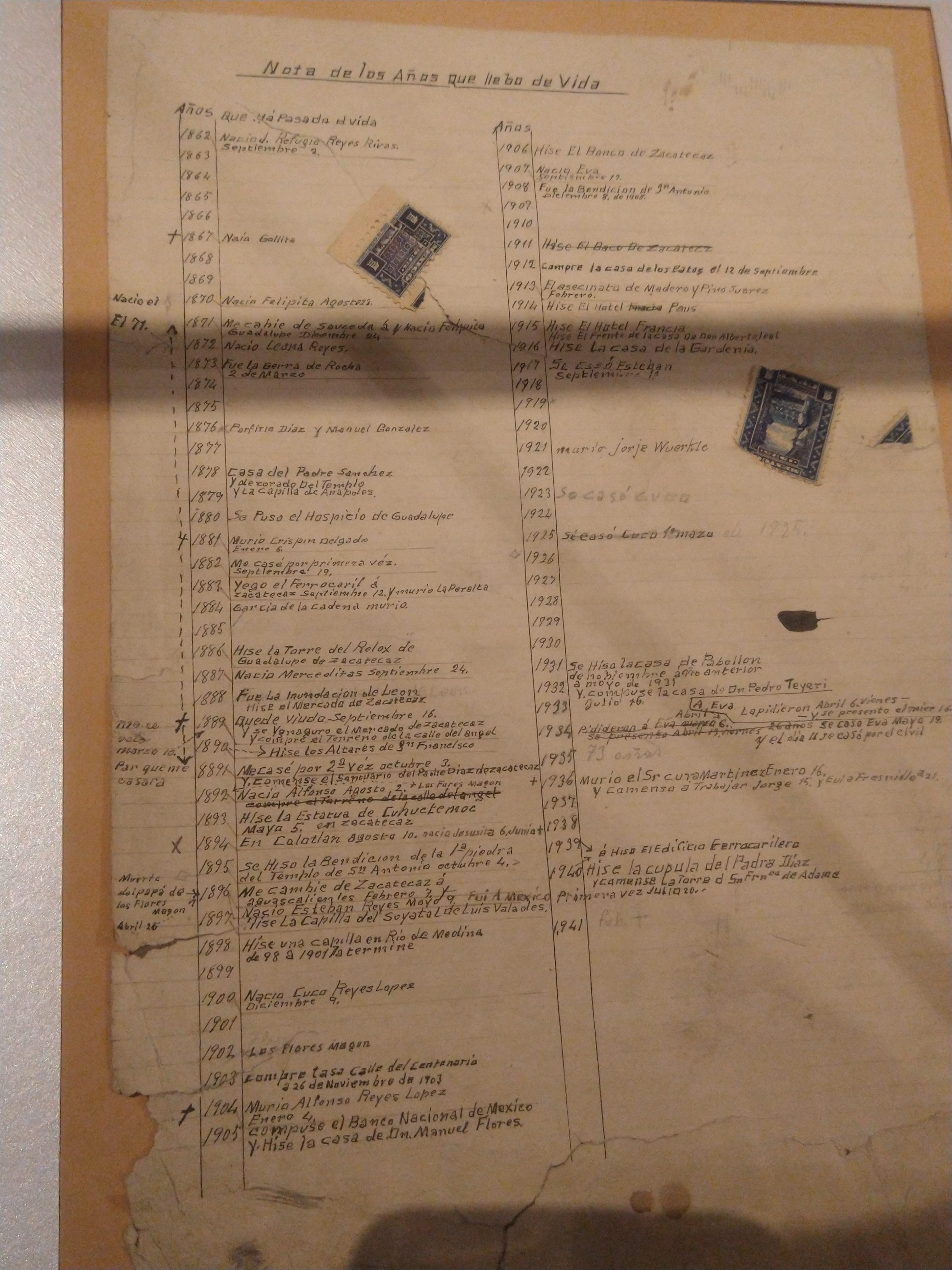
Apuntes cronológicos de la vida de Refugio Reyes.

Refugio Reyes nació el 2 de septiembre de 1862, como él mismo cuenta en unos apuntes autobiográficos. Sin embargo, en los libros de registro de Sauceda la Borda no hay indicios de su nombre, sino del de Esteban, debido a que sus padres, Juan Reyes y María Jesús Rivas, realizaron el trámite ante el registro civil con dicho nombre y más tarde con el de Refugio en el registro parroquial. Como era costumbre de la época, se tomó en cuenta el nombre asentado en las actas parroquiales.
Víctor Manuel Villegas trata de reconstruir la biografía del arquitecto en su libro Arquitectura de Refugio Reyes, en el que esta retoma las notas del propio Refugio Reyes en forma de memorias, bajo el sobrenombre «Notas de los años que llevo de vida» o «Note de los años que hé pasado» (sic). En estos apuntes se reúnen sin interrupción todos los años de la vida del arquitecto; sin embargo, dado que se trata de una bitácora muy irregular, hay datos que no aparecen o que resultan incompletos.

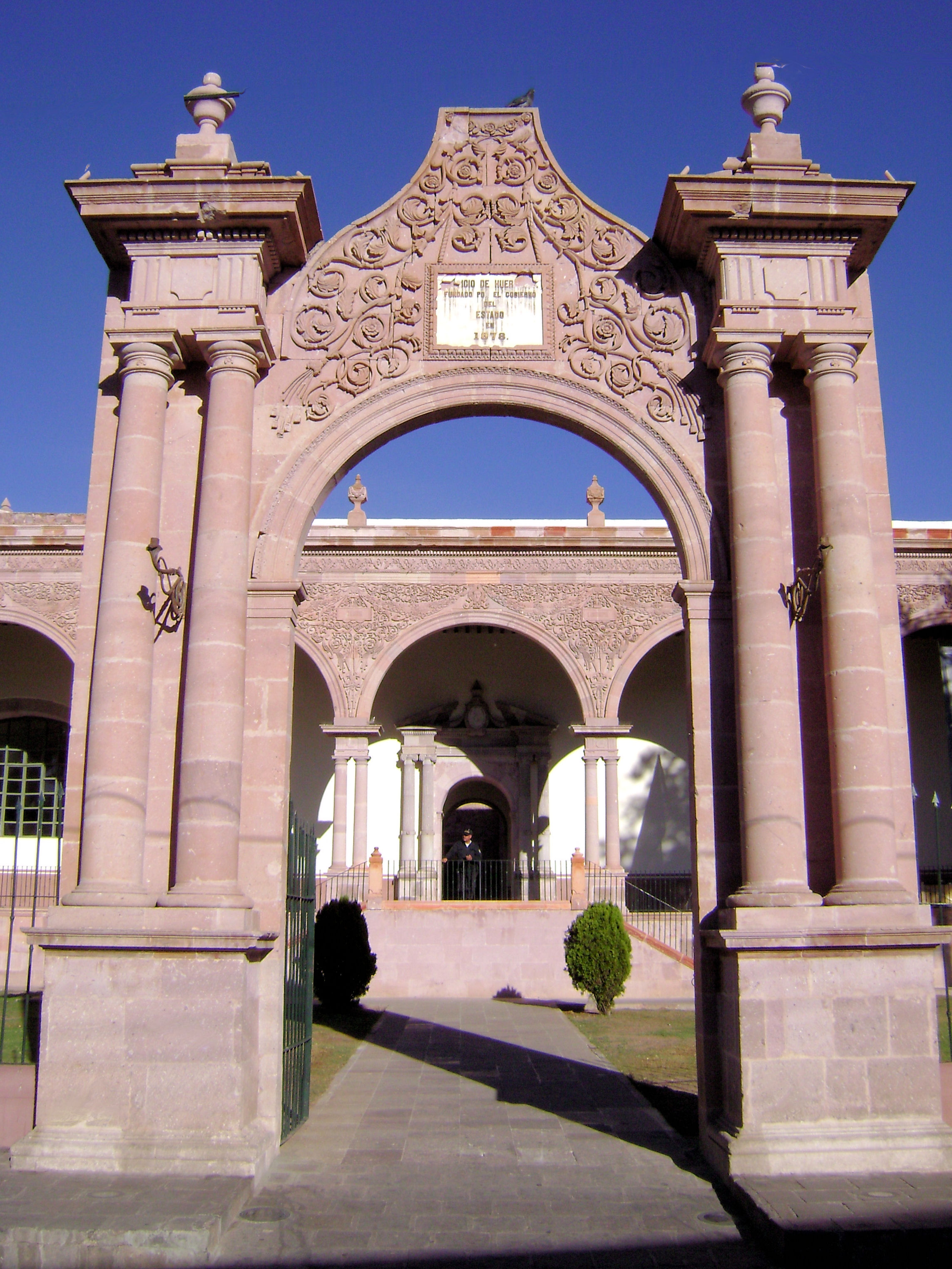
Hospicio franciscano en el que estudió Refugio Reyes cuando era niño. Actualmente es el Museo de Guadalupe, Zacatecas.

Para Refugio Reyes los acontecimientos más importantes de su infancia, teniendo en cuenta que nació en 1862, fueron los nacimientos de sus hermanas Goya en 1867, Felipa en 1871 y Leona en 1872. Otro de los datos que anota en su cronología fue su traslado a un hospicio en Guadalupe, Zacatecas, en 1871. También destacó con sus propias palabras la Guerra de Zacatecas del 2 de marzo de 1873, que figura entre sus notas bajo el nombre «Guerra de Rocha». Entre los once y los catorce años hace anotaciones sobre acontecimientos políticos y militares, que guardan relación con el presidente de aquel entonces, Porfirio Díaz.
Su infancia fue precaria, dominada por la incertidumbre. Su casa poseía un solo cuarto. Tenía que trasladarse a pie al municipio de Guadalupe desde Sauceda de la Borda, su localidad natal. Justo ahí, en Guadalupe, había un convento franciscano en el que comenzó a estudiar. Sus amigos lo llamaban Cuco, y parecía contento; sin embargo, sus padres no estuvieron de acuerdo en que continuara estudiando y, por un tiempo, regresó a Sauceda para apoyar a su familia económicamente. El hermano Alfonso del convento insistió en la importancia de que Refugio siguiera estudiando, por lo que hizo un trato con sus padres: le conseguirían un trabajo con la promesa de que el sueldo se les daría íntegramente. El trabajo que le consiguieron fue de ayudante de albañilería, y además los franciscanos enviaban frijol y maíz a su familia.
En la escuela franciscana Refugio se sentía como si estuviera con su familia; ahí aprendió a leer, a escribir y algo de latín. Reyes siempre regresaría al convento de Guadalupe, aun viviendo en Aguascalientes, cada vez que pudiera, pues, además del lazo que tuvo con el mismo, se hizo cargo de la remodelación y construcción de la torre del templo.

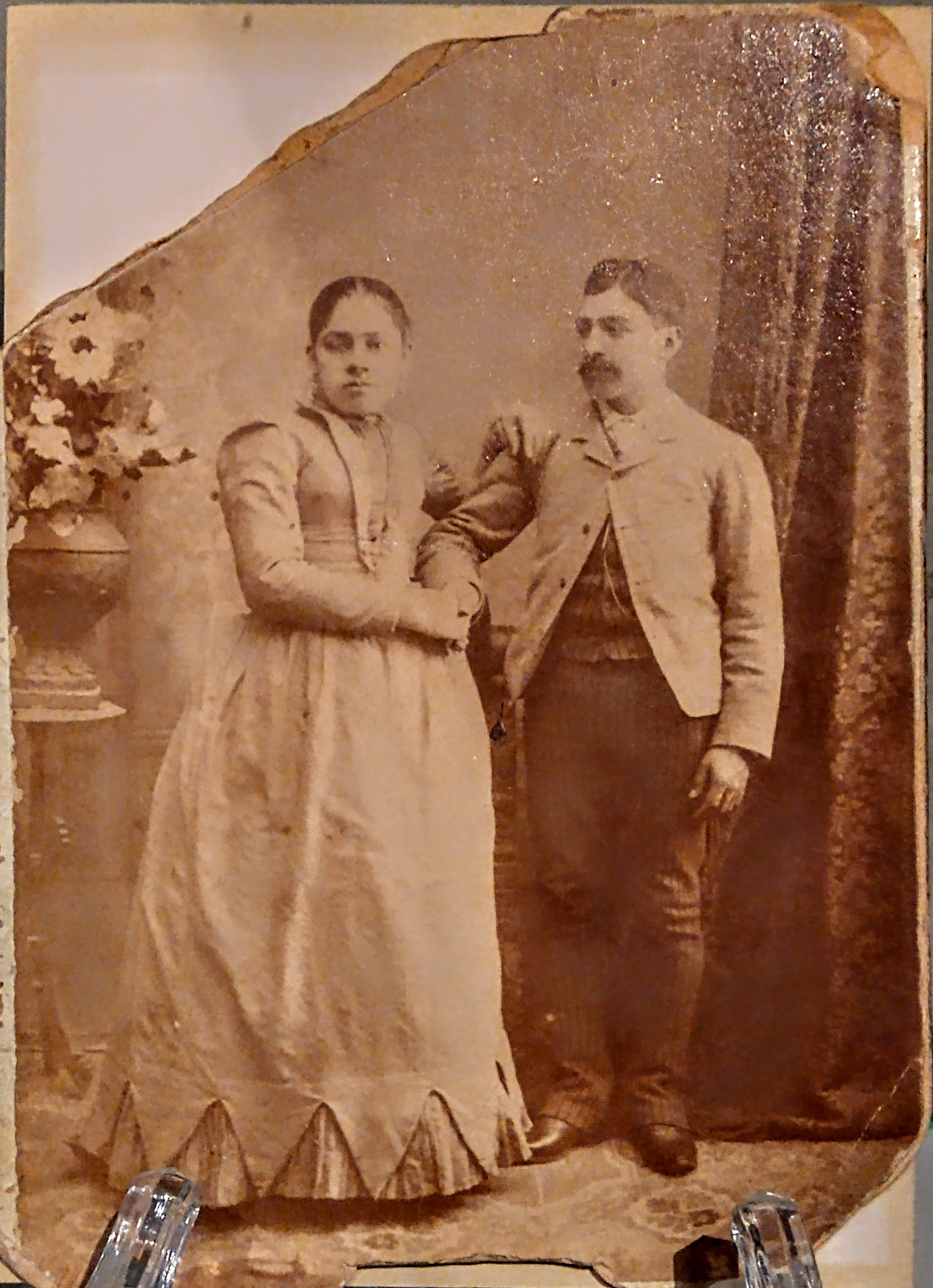
Fotografía de Felipa López y Refugio Reyes, ca. transcursos de finales del s. XIX y principios del s. XX.

### Vida familiar
Refugio Reyes se casó dos veces. La primera vez el 19 de septiembre de 1882, a la edad de veinte años, con Gregoria Palomino, enviudando poco después; con ella tuvo a su primera hija, Mercedes, en 1882. Contrajo segundas nupcias con Felipa López en 1890. En su segundo matrimonio tuvo cinco hijos: Alfonso (2 de agosto de 1892); Jesusa (6 de junio), quien falleció el mismo día de su nacimiento; Esteban (9 de mayo de 1896); Refugio (9 de diciembre de 1900) y Eva (17 de septiembre de 1907). El nombre de su penúltimo hijo, Refugio, aparece en las listas de raya de sus construcciones y fue quien siguió los pasos de su padre.
Como lo señala Esther Romo Reyes, nieta de Refugio, la familia se caracterizó por haber laborado en el oficio de la construcción, pues también Juan Reyes, padre del arquitecto emérito, trabajaba como cantero, así como también Timoteo López, que era su suegro.

## Contexto histórico
Durante la época en la que nació Refugio Reyes sucedieron diversos hechos sociales, culturales y políticos en México y en el resto del mundo. En el plano estético, la segunda mitad del siglo XIX supuso diversos cambios estilísticos y artísticos, ya que se produjo la decadencia del estilo neoclásico y el advenimiento del neogótico. Asimismo, hubo eventos políticos importantes, como la segunda intervención francesa en México. En el mismo año del nacimiento de Refugio Reyes, tuvo lugar la batalla de Puebla.
A finales del siglo XIX se produjo un importante desarrollo industrial en México por la apertura de las primeras líneas de ferrocarril. En Aguascalientes, la Gran Fundición Central Mexicana de Salomón Guggenheim en 1895 influyó en un notable crecimiento del área metropolitana. El modelo positivista del porfirismo cobró auge en la parte central del país. Todos estos hechos políticos y económicos que afectaron a México en este periodo tuvieron una gran repercusión en la carrera de Refugio Reyes y otros constructores de la época. El crecimiento económico e industrial del Estado y las regiones cercanas a finales del siglo XIX y principios del XX, impulsaron el desarrollo arquitectónico y urbano de la zona. La construcción del Templo de San Antonio y otras obras importantes de Refugio Reyes coincidieron con el desarrollo minero de Asientos y Tepezalá, principales municipios de Aguascalientes en cuanto a producción minera.
La Revolución mexicana (1910-1920), evento que transformó la estructura sociopolítica de todo el país, también tiene preponderancia, pues las vías férreas aguascalentenses fueron un paso obligado para tropas villistas, carrancistas y huertistas.
Una anécdota revolucionaria relata que en 1914, Alberto Fuentes Dávila y David G. Berlanga, intentaron tomar el Templo de San Antonio para convertirlo en Palacio Legislativo, como represalia al apoyo de la iglesia a las tropas de Victoriano Huerta; por esta razón, un grupo de mujeres católicas encabezadas por Adela Douglas se opusieron y defendieron las puertas del templo con palos y piedras.
En 1925, después de la Revolución mexicana, la Fundición Central Mexicana dejó de funcionar; esta compañía era la principal fuente de empleo de Aguascalientes en esa época, por lo que también fue un duro golpe para los tranvías, que había tenido una red que se extendía por cuatro rumbos, quedando solamente el que unía a la Plaza principal con la estación del ferrocarril.

## Vida profesional

### Carrera en Zacatecas
En sus apuntes, Refugio Reyes describe su participación como peón y ayudante en la decoración del «Templo y la Capilla de Anapoles» (sic) —Capilla de Nápoles—, con dieciséis años de edad. Entre sus papeles se encuentra el nombre del cuaderno «Nuevo método para aprender a escribir con rapidez y elegancia», con el que parece que perfeccionó su escritura, ya que su educación formal finalizó en tercero de primaria.
Uno de los primeros proyectos en los que trabajó Refugio Reyes fue en la construcción del Ferrocarril Central Mexicano, en Zacatecas, donde aprendió algunas de las técnicas más modernas de la época, en especial respecto a las estructuras metálicas.

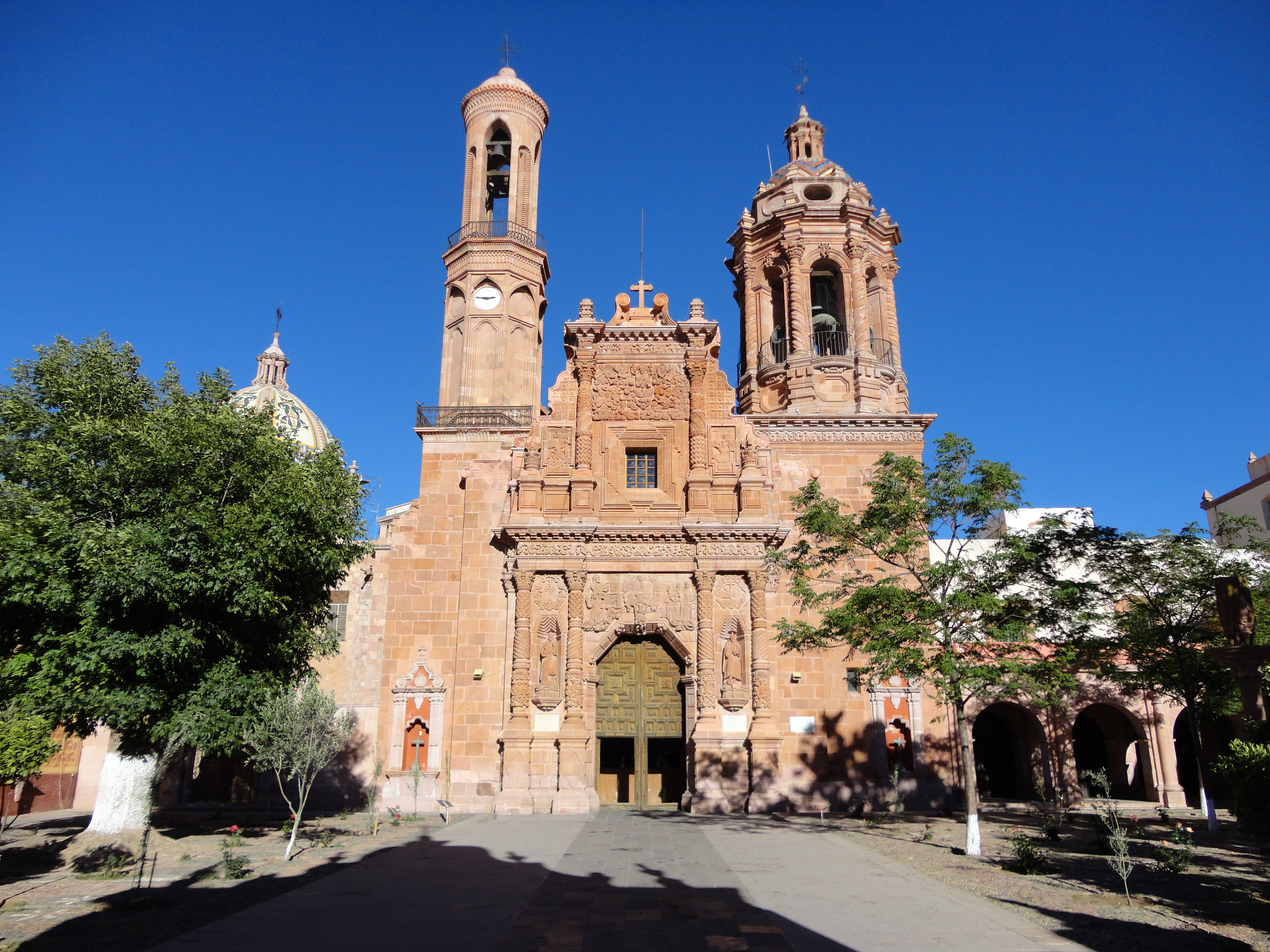
Templo franciscano en Guadalupe, Zacatecas, en el que Refugio Reyes diseñó la Torre del Reloj.

Se afirma que fue entre los catorce y diecinueve años cuando aprendió a escribir y a leer con soltura, pues dentro de la obra del Ferrocarril de Zacatecas también conoció el cálculo de resistencia de materiales de las «obras de arte». Refugio hacía frecuentes preguntas técnicas a los ingenieros durante este periodo, que favorecieron su aprendizaje en áreas que excedían su actividad en la construcción. La asimilación de estos conocimientos propició su uso del hierro como principal material de construcción, razón por la que está presente en cada una de sus obras más importantes. Este empeño por aprender le permitió ganarse la confianza de uno de los contratistas franceses, que sería su enlace para la contratación en la construcción del Mercado de Zacatecas.
La primera obra que se le encomendó fue la «Torre de Reloj» del Templo de Guadalupe, Zacatecas, en 1886, obra que destaca por el estilo neobarroco y su carácter independiente con respecto a la portada de la Iglesia. El mismo Reyes señala que la obra, al ser un encargo, no fue un diseño totalmente suyo. La obra fue terminada en cinco meses, y es considerada como un ensayo para otras obras posteriores, y una que le dio paso en su carrera, dándole paso directo a la construcción del Santuario de Guadalupe, o Guadalupito, en la ciudad de Zacatecas. En 1888, a la edad de veintiséis años, realizó el Mercado de Zacatecas. Dentro de sus memorias, anota haberse casado por primera vez a la edad de veinte años (19 de septiembre de 1882) y haber quedado viudo el 16 de septiembre de 1889, año de inauguración del Mercado.
En la década de 1890 continúa su trabajo en Zacatecas para los franciscanos, donde realiza los altares en el Templo de San Francisco. El 2 de octubre de 1891 se casa por segunda vez, el mismo año en que inició la construcción del santuario del Padre Díaz, donde aparecen tableros con representaciones abstractas —reproducidas en el santuario del Templo de Guadalupe, Zacatecas—. La primera estatua que realizó Reyes fue un Cuauhtémoc, en 1892, inspirado en la estatua del Paseo de la Reforma de la Ciudad de México. Esta estatua se encuentra en un edificio colindante al antiguo Templo de la Compañía de Jesús, ahora Templo y exconvento de Santo Domingo, donde se encuentra el Museo Pedro Coronel.

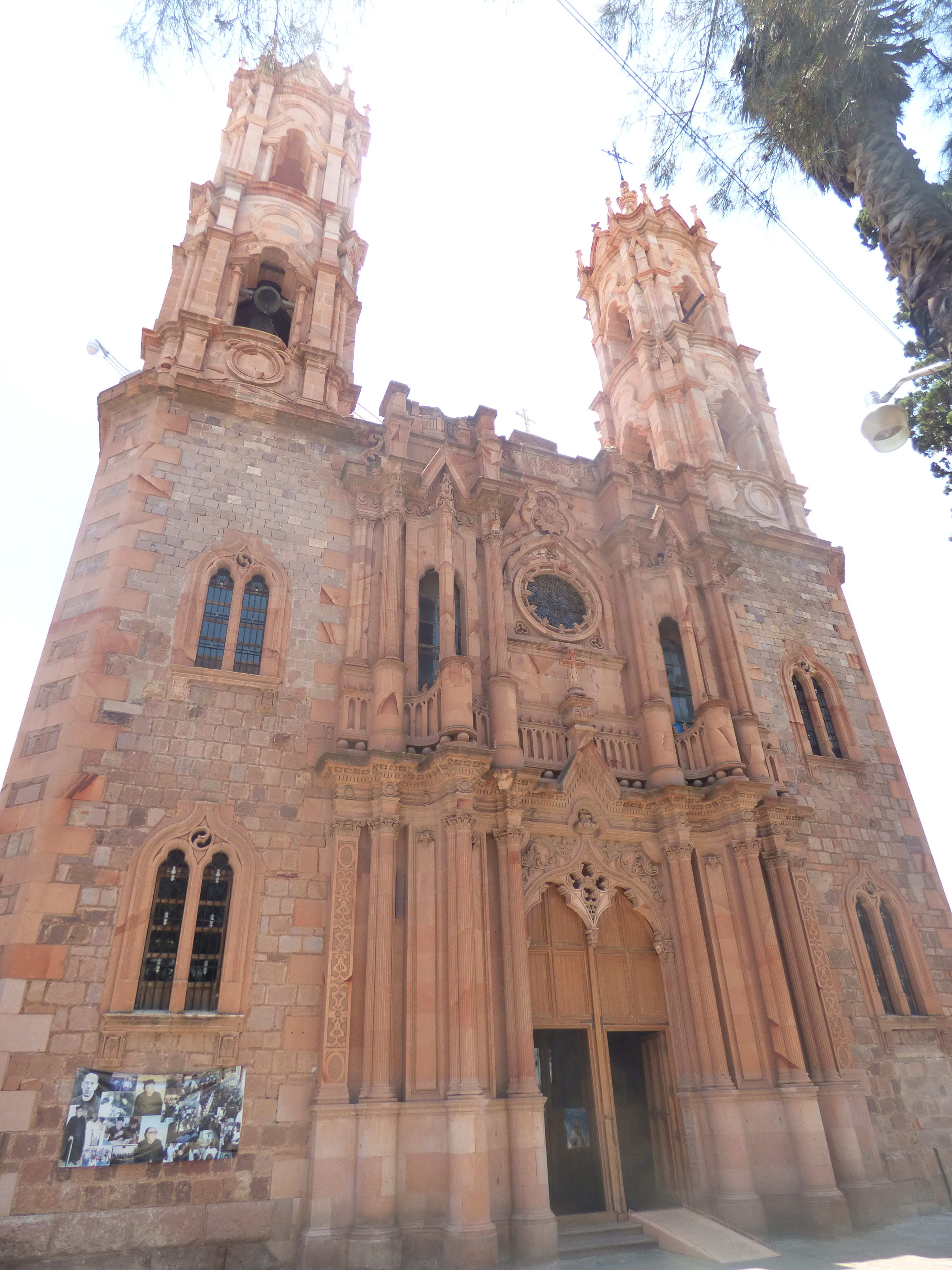
Santuario Diocesano de Ntra. Señora de Guadalupe (Guadalupito), Zacatecas.

#### Templo de Guadalupito
El primer trabajo de gran magnitud que realizó Refugio Reyes fue el templo de Guadalupe en la ciudad de Zacatecas, el cual era conocido como el santuario del padre Díaz, por el padre José Anastasio Díaz López, o “Guadalupito”. El templo fue iniciado en 1891. El templo fue impulsado por la reciente coronación de la Virgen de Guadalupe por parte de la Iglesia Católica mexicana, por lo que se hicieron remodelaciones, ampliaciones y construcciones de templos cuya advocación fuera la guadalupana. Se eligió a Refugio Reyes, probablemente porque ya tenía experiencia de obras de gran magnitud, y también por los nexos que tenía con la comunidad franciscana, para la cual ya había realizado algunas obras.
La obra fue realizada en varias etapas y aunque, en el proceso, Reyes cambió de residencia a Aguascalientes, continuaba viajando una vez por semana a Zacatecas para supervisar los trabajos. En 1897 se terminó el arco toral del presbiterio y se colocó la cornisa.
Sin embargo, la duración del trabajo se extendió por varias décadas. En 1939 se terminaron las torres. Más adelante, el presbítero José Campos Mota llamó a Reyes, quien tenía 77 años, para supervisar el arreglo del atrio, la colocación del piso y la erección de la cúpula; trabajos terminados en 1940.

### Carrera en Aguascalientes

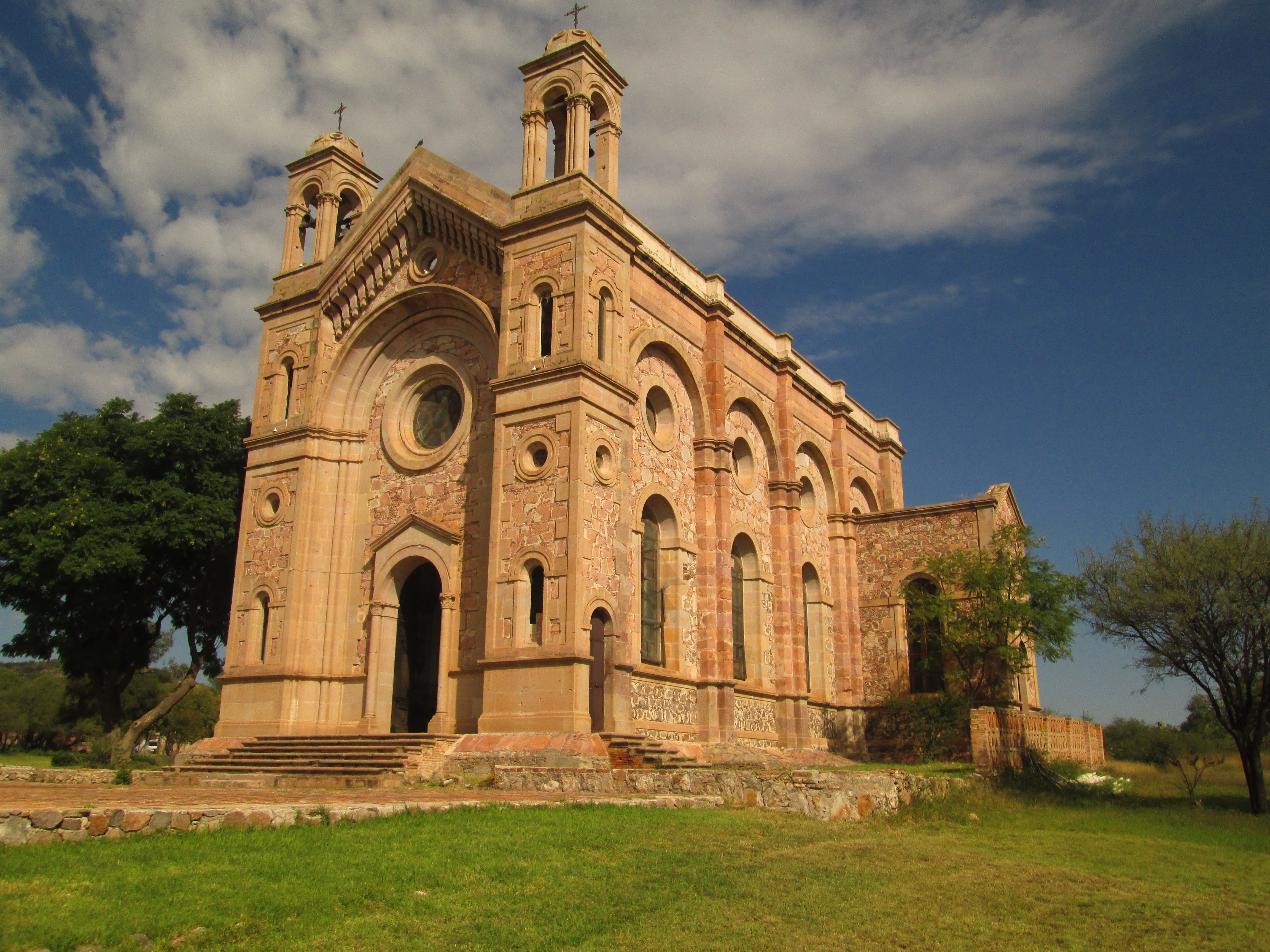
Templo de San Isidro Labrador en El Garabato, primer trabajo de Refugio Reyes en Aguascalientes.

El constante y buen trabajo que tuvo en Zacatecas hizo que personajes del sector eclesiástico, en especial de la orden franciscana, recomendaran el trabajo de Refugio Reyes en el Estado de Aguascalientes. El primer trabajo que recibió en el estado fue el templo de San Isidro Labrador en la Hacienda de Garabato, en 1893. En esta época, Refugio Reyes podía trabajar en la ciudad vecina y vivir en su natal Zacatecas, pero cuando le fue encomendado el proyecto del Templo de San Antonio en la capital aguascalentense, por parte del comerciante y hacendado Antonio Morfín Vargas, decide trasladarse junto a su familia a su localidad de trabajo. En todos los encargos que tuvo en Aguascalientes demostró un sólido dominio de las técnicas y los órdenes clásicos, así como del uso de cualquier material, ya fueran metales, maderas, tabiques o piedras.

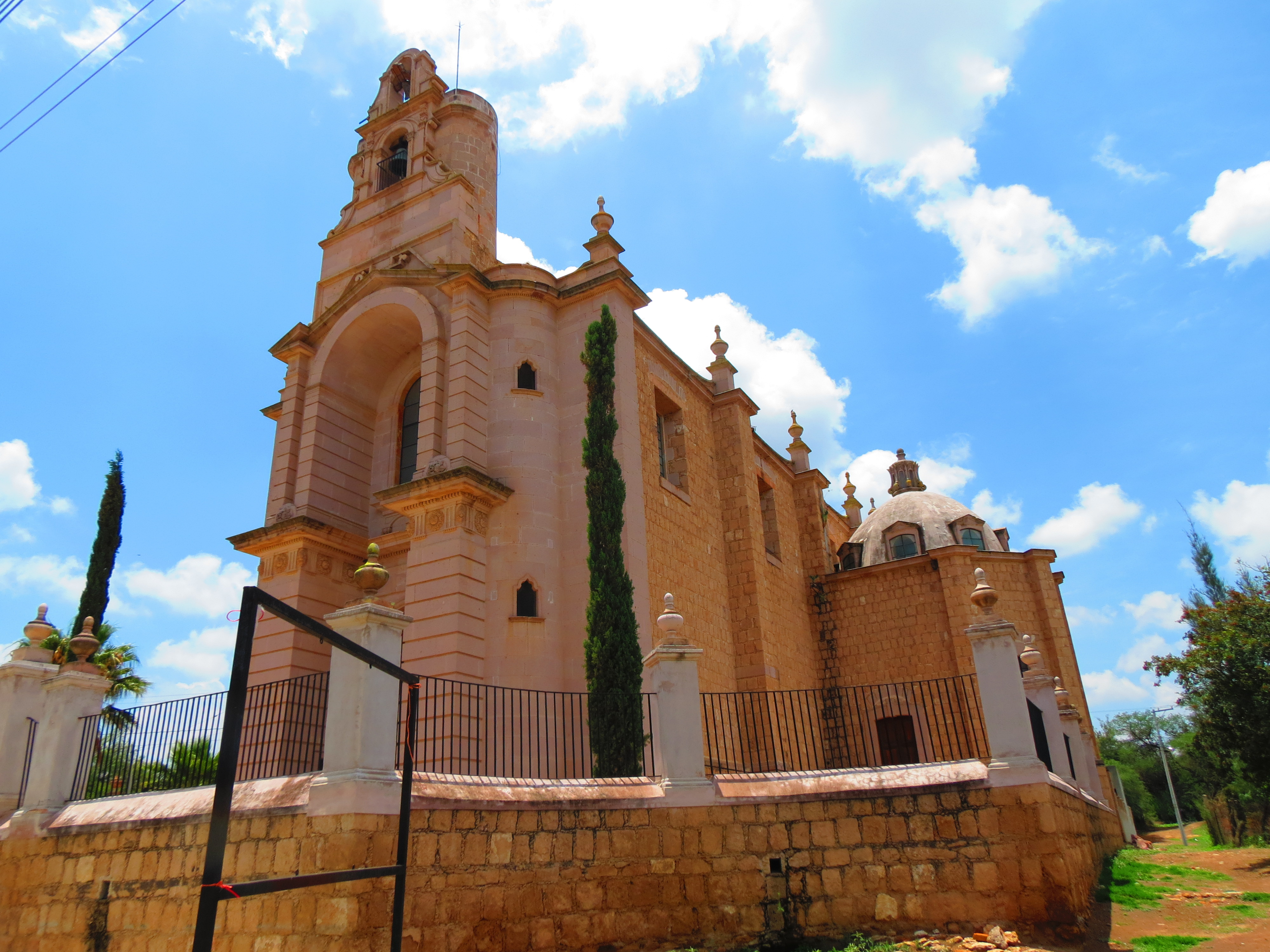
Templo de El Soyatal, El Colorado, Aguascalientes.

En 1897 realiza la Capilla y la Casa de la Hacienda porfiriana El Soyatal, notable y original por su construcción, ejecución y concepción espacial. El 18 de junio de 1902 comenzó el trabajo del Templo de la Purísima Concepción. Parece ser que Reyes no apreciaba tanto esa obra en el momento que la concibió, pues el hecho no fue consignado en su diario.

#### Funcionario público
Después de varios años en los que se había suprimido el cargo de 'ingeniero de ciudad', Refugio Reyes obtuvo este nombramiento, pues el presidente municipal, Felipe Torres consideró que era necesario. Este título también era conocido como maestro de obras públicas o director de obras públicas.
Después de una larga carrera como constructor, arquitecto y diseñador, Refugio Reyes también participó en la vida política de Aguascalientes como servidor público. Según constan algunas referencias, trabajó en el Ayuntamiento desde 1917 como Director de Obras Públicas y, a partir del 21 de enero de 1918, recibe el nombramiento de «Maestro de Obras Públicas». De algún modo, pudo compaginar estas actividades con la participación activa en la creación de obras particulares, tanto en la ciudad donde vivía, como en Jalisco y Zacatecas. Su labor como director de obras públicas durante 8 años era variada, pues dependía ampliamente de las necesidades de la ciudad en un momento de convulsión económica, como la supervisión de la caja de agua de los manantiales de Ojocaliente, las composturas en los canales de conducción, encomiendas para instalar tubo de drenaje, así como solucionar problemas de desechos de las fábricas, como La Perla.
En 1924, tras la salida del gobernador Rafael Arellano Valle, Refugio Reyes se vio envuelto en la lucha de intereses políticos, pues se le identificaba con la administración del gobernador saliente, tanto en el ámbito público como en el privado, pues le había diseñado y construido su casa particular en la calle Allende. Debido a esto, Reyes fue atacado, y se exigió su remoción del cargo.
La variada y numerosa obra atribuida a Refugio Reyes ha ido creciendo con los años, pues muchas de sus obras no fueron fechadas, no poseen registro o fueron demolidas. Gran parte del estilo arquitectónico de la ciudad de Aguascalientes presenta influencias del trabajo de Refugio Reyes. Asimismo se reconoce su visión urbanística, pues parte del diseño del centro de la ciudad, como en el caso de la apertura y ornamentación de la Avenida Madero, así como los numerosos ochaves de sus construcciones que le dieron otra perspectiva a las calles, son un sello distintivo del arquitecto.

### Un arquitecto empírico
Aunque Refugio Reyes no recibió estudios profesionales de arquitectura, sus comienzos como albañil y cantero le permitieron involucrarse en el aspecto creativo de la construcción. Al final de su vida, gracias a la relación profesional que mantuvo con el arquitecto Federico Ernesto Mariscal Piña, Reyes llegó a manejar los conceptos arquitectónicos a nivel académico. Una de sus fuentes de referencia fue el tratado de Vignola, donde copiaba y redibujaba las órdenes cuando debía hacerlo. Sus biógrafos señalan que una de las características de don Cuco, como fue llamado en vida, es que a pesar de haberse relacionado con el ámbito académico de la arquitectura y también con la terminología, su creatividad no resultó alterada ni inhibida por la orientación dogmática de los estilos preconcebidos.
Refugio Reyes no ha sido el único arquitecto autodidacta de México; Francisco Eduardo Tresguerras, el arquitecto más representativo de Celaya, Guanajuato, tampoco cursó estudios formales de arquitectura. Asimismo, parece probable que existiera una influencia indirecta de la arquitectura de Tresguerras en Refugio Reyes, pues al igual que el arquitecto guanajuatense, utilizó de manera ocasional la torre central, en contra de la tradición arquitectónica de las dos torres. No obstante, aunque ambos mezclaron diferentes estilos con el neoclásico, Tresguerras criticaba el barroco mexicano a diferencia de Reyes, que lo utilizó profusamente y lo armonizó siempre que pudo dentro de sus obras.
Uno de los relatos más conocidos derivados del aprendizaje empírico de Refugio Reyes tiene que ver con el ingeniero aguascalentense Camilo E. Pani, quien además de poner en duda la resistencia de la cúpula del Templo de San Antonio, se cuenta que llegó a saludar con desdén a Reyes, diciéndole: «¿Qué pasa?, ¡arquitecto sin título!», a lo que el aludido contestó: «¡Nada, título sin arquitecto!».
La habilidad de Refugio Reyes como arquitecto también se puede constatar en sus dibujos y trazos a lápiz o a tinta, que son meticulosos y precisos. Esta habilidad es atribuible a su formación empírica junto a ingenieros, de los que aprendió a que sus dibujos y diseños en papel pudieran ser ejecutables en la práctica, a diferencia de los dibujos de otros arquitectos, que poseen cierta soltura y espontaneidad pero no un sentido estructural.
En 1913, la ciudad de Aguascalientes estaba buscando un ingeniero que se hiciera cargo de las obras públicas de la ciudad, sin embargo, decidieron que “no sería posible erogar el gasto de un ingeniero titulado, siendo apenas posible pagar a un individuo práctico”, por lo que optaron por contratar de Refugio Reyes. Al no disponer de un título superior que acreditase sus conocimientos de arquitectura, Reyes recibió durante toda su carrera un sueldo bajo, sobre todo considerando las responsabilidades que tuvo y la cantidad de obras en las que participó. Como consecuencia, mantuvo el modo de vida honesto que lo caracterizó desde su nacimiento hasta el día de su muerte.
En enero de 1985 recibió el título póstumo de arquitecto por parte de la Facultad de Arquitectura de la Universidad Autónoma de Aguascalientes y el 3 de octubre de 2014 fue declarado hijo predilecto del municipio de Vetagrande, Zacatecas. También fue inscrito postmortem como miembro distinguido en el Colegio de Arquitectos de Zacatecas y, a partir de entonces, la sala de cultura de Vetagrande fue nombrada Refugio Reyes Rivas.

## Últimos años

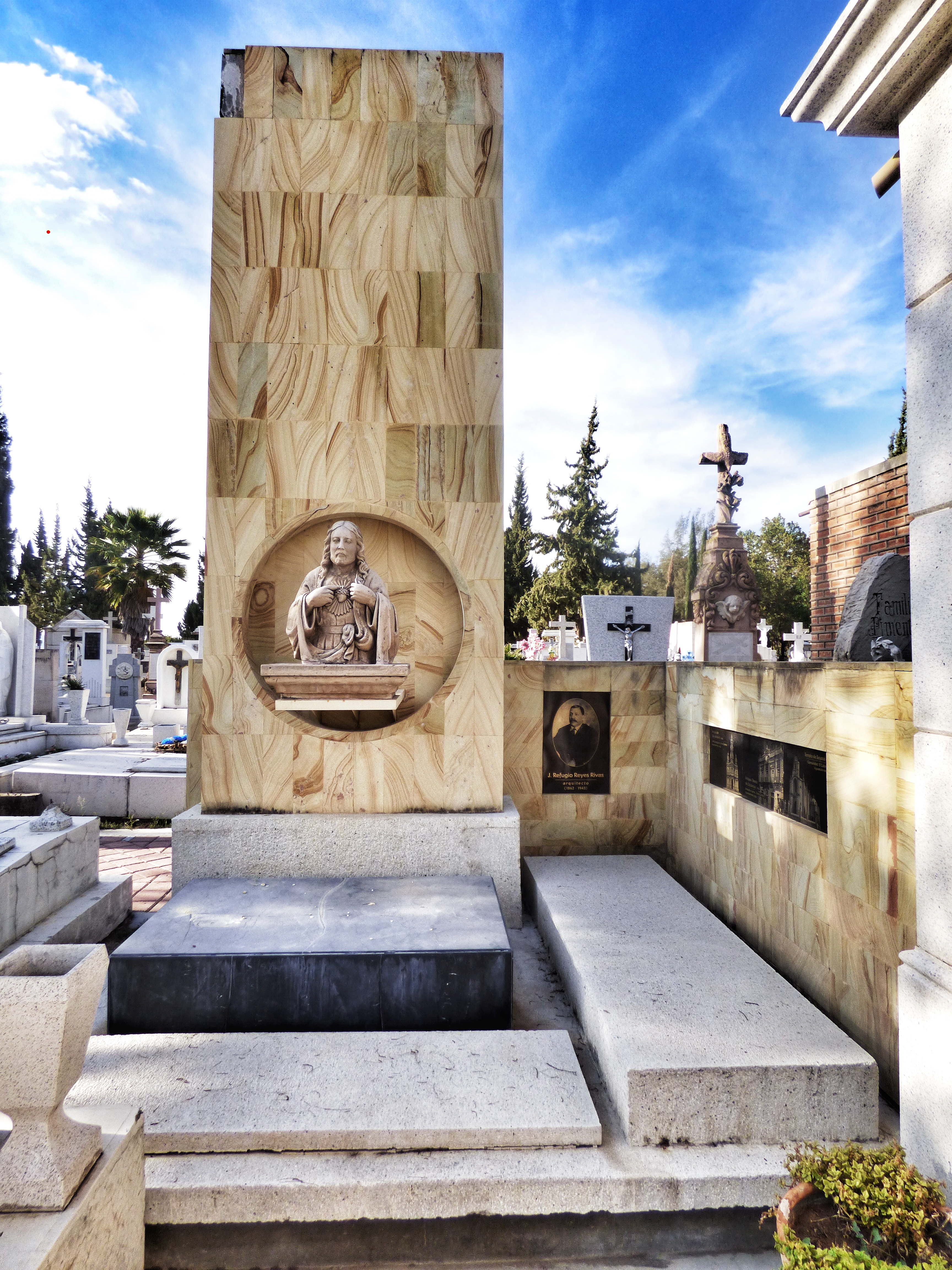
Tumba de Refugio Reyes Rivas en el Panteón de la Cruz, Aguascalientes, Ags.

En 1937, Refugio Reyes sufrió una embolia que paralizó la mitad de su cuerpo, y poco tiempo después, en 1941, su esposa Felipa falleció de cáncer en el intestino, por lo que pasó sus últimos años junto a su hija Evangelina.
En 1942, con la ayuda de un bastón para caminar, continuaba trasladándose a cualquier parte e incluso tomaba el transporte público. Solía viajar en tren de Zacatecas a Aguascalientes, siendo el traslado de 3 horas. El día previo a su muerte, Refugio hizo su rutina diaria, le dio seguimiento a la obra que se estaba ejecutando en Guadalupe, Zacatecas, y al ver que el maestro de obras no le había pagado a los peones, él hizo el pago correspondiente de su propia bolsa. De regreso a Aguascalientes le dijo a su hija que le dolía el cuerpo. El miércoles 3 de febrero de 1943, falleció a las 7 de la noche a los 80 años. Fue velado en su casa de la avenida Juan de Montoro, y el oficio religioso se realizó en el Templo de San Antonio. Más tarde sus restos fueron llevados al Panteón de la Cruz.
Víctor Manuel Villegas, primer biógrafo del arquitecto, apuntó que su fallecimiento había ocurrido en 1945, dato erróneo que se ha repetido en multitud de ocasiones e incluso en una placa conmemorativa junto al Templo de San Antonio.
Su tumba se encuentra junto a la de su esposa, Felipa López de Reyes, en el Panteón de la Cruz. La estatua del Sagrado Corazón de Jesús que decora la tumba, fue esculpida por Dionisio Rangel, discípulo y compañero de Reyes.

## Homenaje a su obra
En 1974, el arquitecto Víctor Manuel Villegas publicó la primera biografía sobre la vida y obra de Refugio Reyes, titulada Arquitectura de Refugio Reyes. Manuel Villegas fue un arquitecto titulado por la Benemérita Universidad Autónoma de Puebla y miembro del Instituto de Investigaciones Estéticas de la UNAM que, impresionado por la obra de Reyes, viajó a Aguascalientes para investigar sobre las obras inconclusas del zacatecano. Luego de estas visitas, Villegas se convirtió en difusor de la obra de Reyes, dando conferencias en distintas instituciones, incluyendo una que fue organizada el 5 de marzo de 1972 en la Casa de Cultura de Aguascalientes, titulada «La tradición arquitectónica de Aguascalientes y la obra de J. Refugio Reyes».

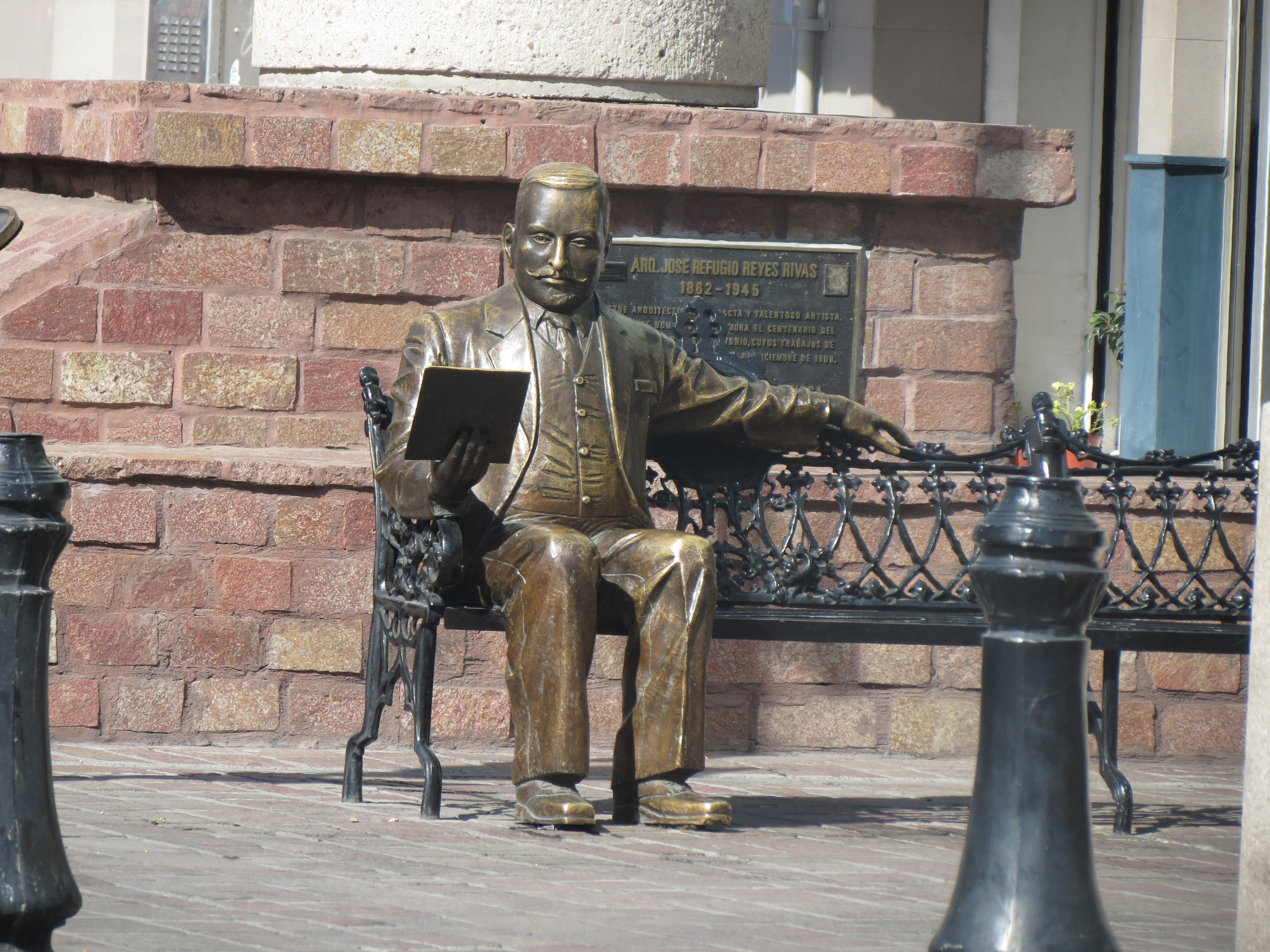
Escultura en bronce de Refugio Reyes Rivas, del escultor Miguel López Artasánchez.

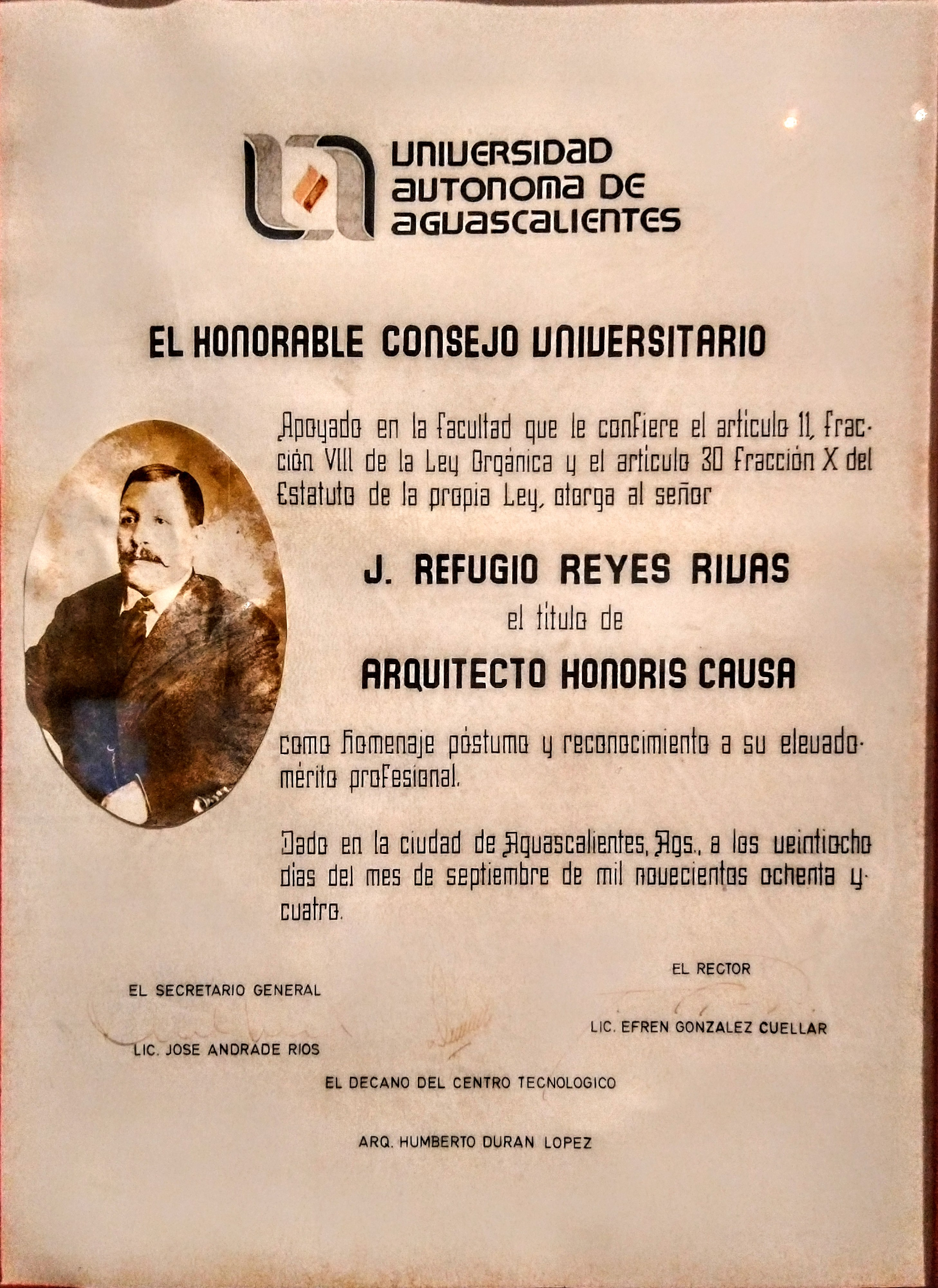
Título de arquitecto honoris causa otorgado por la Universidad Autónoma de Aguascalientes en 1985.

Villegas fue el primero en afirmar que había un lazo entre la tradición arquitectónica aguascalentense y Refugio Reyes, y elogió sus obras, lo que se convirtió en un homenaje póstumo para el arquitecto empírico.
En 1985, fue montada una exposición en la sala J. Jesús Gómez Portugal del Instituto de Ciencias y Tecnologías titulada “Aquel arte de construir”. Dicha exposición fue convocada por José Luis Ruvalcaba y Benjamín Luna Vela. Fueron exhibidos planos, maquetas, libretas y fotografías que pertenecieron a Refugio Reyes. En dicho evento se entregó a Evangelina Reyes, hija del arquitecto, un título universitario que reconocía a su padre como Arquitecto honoris causa post mortem.
En el año 2008, el ayuntamiento de Aguascalientes celebró el centenario del Templo de San Antonio y reconoció el trabajo de Refugio Reyes Rivas colocando una escultura en bronce del arquitecto, encargada al escultor Miguel López Artasánchez. La obra se encuentra en la avenida Ignacio Zaragoza, frente al Templo de San Antonio, diseñado por el arquitecto emérito.
A finales de 2013, el ayuntamiento finalizó la restauración de la casa que construyó y habitó Refugio Reyes, para convertirla en un museo que mostrara las maquetas, planos, materiales y muebles del arquitecto. Aunque fue inaugurado el 30 de diciembre de 2013, al finalizar el trienio de la alcaldesa Lorena Martínez, permaneció inactivo durante los dos años siguientes. Finalmente, en abril de 2015 se anunció que no abriría sus puertas al público por problemas presupuestarios de la administración municipal, y porque el espacio no contaba con las condiciones para establecer un museo. En 2017, la casa abrió sus puertas, no como museo, sino como espacio cultural para la enseñanza de oficios e impartición de talleres artísticos por parte del Instituto Municipal Aguascalentense para la Cultura (IMAC).
En 2018, Lidia Camacho, directora del Instituto Nacional de Bellas Artes, señaló que dos de las obras de Refugio Reyes, el Templo de San Antonio y el Templo de la Purísima, se encontraban en trámites para convertirse en monumentos artísticos de la nación.
En diciembre de 2021, se presentó la exposición Utilidad y deleite: Trazos de Refugio Reyes, curada por Andrés Reyes Rodríguez, en el Museo Regional de Historia de Aguascalientes, con una serie de objetos, planos, fotografías y dibujos, del propio Refugio Reyes, su familia o personas cercanas. Dicha exposición tuvo como objetivo el homenajear al arquitecto, a través de la muestra de sus actividades profesionales y cotidianas, y la relación con su obra. La exposición también fue presentada en el Museo Zacatecano, en 2022, en el marco del Festival Cultural Zacatecas.

## Principales obras

### Templo de San Antonio

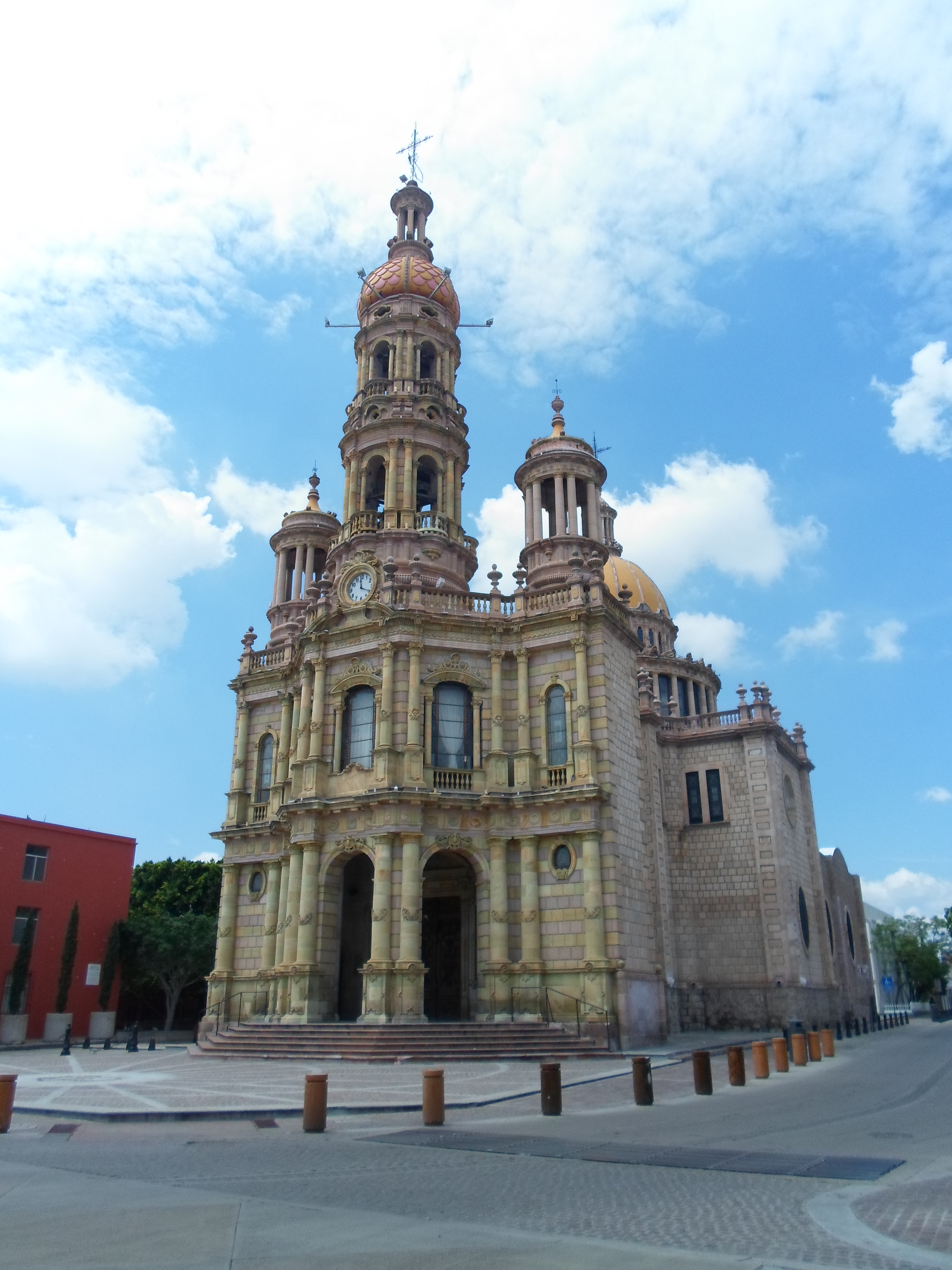
Perfil del Templo de San Antonio.

La primera piedra del Templo de San Antonio se colocó el 4 de octubre de 1895. Se trata de la obra más emblemática de Refugio Reyes y uno de los símbolos de Aguascalientes. Es considerada una obra maestra del eclecticismo, no solo por la mezcla de estilos, sino de épocas: del siglo XIX por los motivos neoclásicos y del siglo XX por su cúpula de acero.
El proyecto fue un encargo de la orden franciscana de la ciudad al joven arquitecto Refugio Reyes, que ya había dado muestras de su talento en el vecino estado de Zacatecas. En su primer intento diseñó una edificación de estilo gótico que no fue aprobada por el coste estimado, 300 000 pesos de la época. Aunque la segunda propuesta de Reyes fue aprobada y la construcción comenzó en 1895, el proyecto fue cancelado por problemas presupuestarios. El propietario de la Hacienda de la Cantera y de la fábrica de tabacos La Regenadora, Antonio Morfin Vargas, mandó reanudar los trabajos en septiembre de 1897 bajo el compromiso de asumir todos los costes derivados de la construcción.

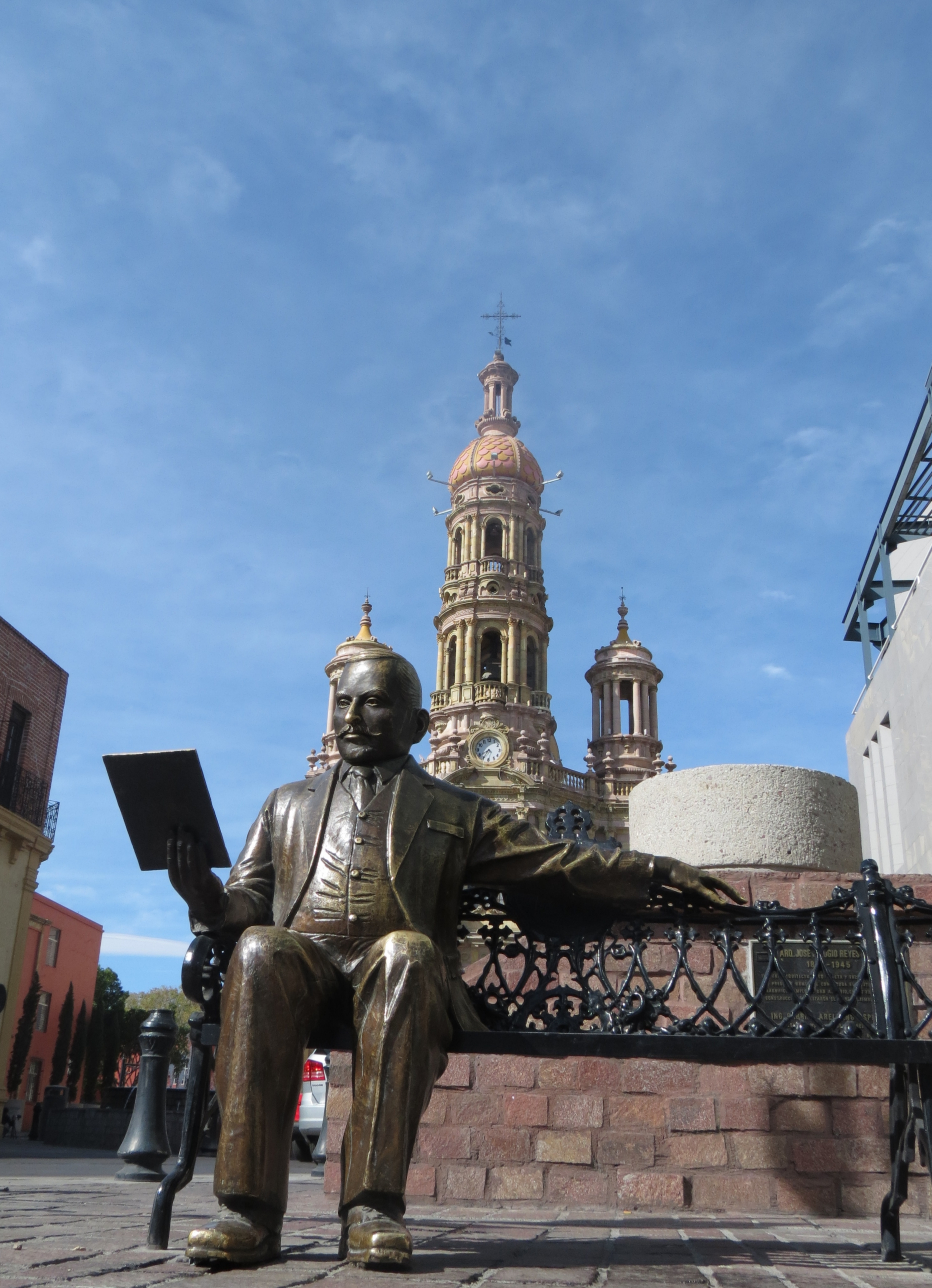
Monumento a Refugio Reyes Rivas frente al Templo de San Antonio.

Una de las anécdotas que rodean a este edificio sucedió en 1906, cuando terminaron los trabajos del templo. El ingeniero Camilo Pani vaticinó que la cúpula no resistiría y sucumbiría por su propio peso cuando se retirasen los andamios. En respuesta, Refugio Reyes pidió a su familia que se colocaran debajo de la cúpula en el momento en que se quitaran los soportes. La cúpula resistió como lo había previsto Reyes. José Luis Ruvalcaba atribuye el éxito en la construcción a la innovación tecnológica que logró Reyes al colocar la cúpula de doble tambor a través de un sistema constructivo mixto entre el corte de las piedras, con una serie de anillos metálicos a base de rieles. Con esto se consigue transmitir la sensación de que la cúpula vuela por encima de la bóveda.
La estructura del templo es de cruz latina. La sacristía ocupa todo el ancho del templo hasta el ábside, a imagen de las iglesias jesuitas. Asimismo, dentro de la construcción, se pueden apreciar soluciones arquitectónicas muy características de la tradición mexicana e hispánica.
Uno de los rasgos más sobresalientes del edificio se encuentra en su verticalidad monumental, reforzada por la torre central y su cupulín bizantino. Los remates que coronan a las dos torrecillas laterales le dan un aire de templete. Las columnas presentes en los dos cuerpos en que se divide la fachada son neoclásicos, pues sus capiteles hacen alusión al canon grecolatino. En la base se pueden apreciar columnas dóricas, en medio hay columnas jónicas y en la parte superior rematando se encuentra el originalmente denominado orden corintio, que en realidad se trata de un orden compuesto. La cúpula de doble tambor quizá tenga reminiscencia en la cúpula de la Catedral de San Pablo de Londres construida por el arquitecto Sir Christopher Wren, que refuerza la idea de la paleta de estilos que caracterizan el eclecticismo de Refugio Reyes.
En el interior, las pinturas que narran los milagros de San Antonio fueron concebidas por el primo segundo de Refugio, el pintor de origen zacatecano Candelario Rivas.
El valor del Templo de San Antonio no sólo reside en aspectos arquitectónicos, sino también urbanísticos. Al estar colocado en el quiebre de la actual calle Zaragoza, funciona como un remate visual, sobre todo por la verticalidad de su fachada.

### Templo de la Purísima Concepción

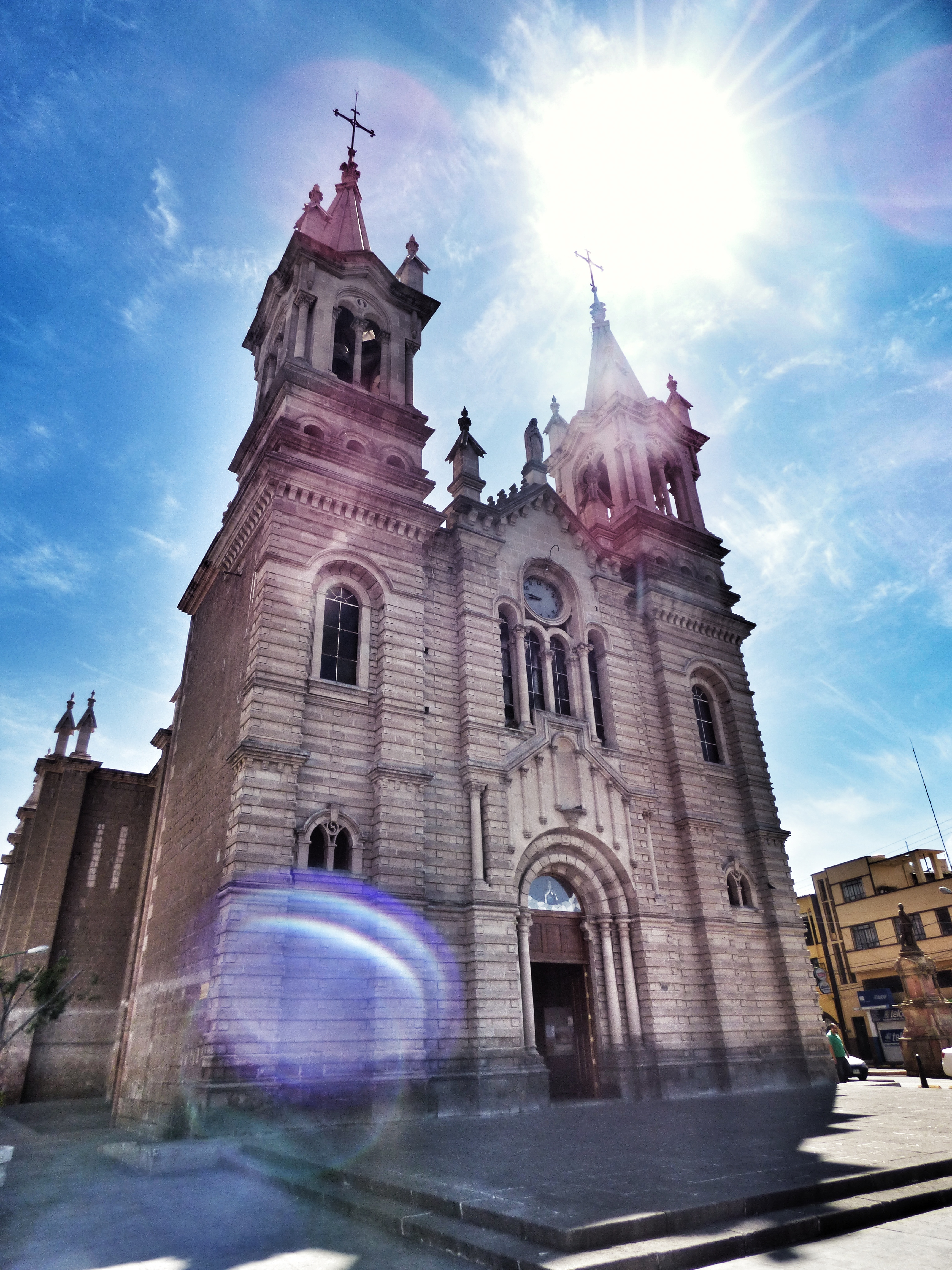
Fachada del Templo de la Purísima Concepción en Aguascalientes.

El Templo de la Purísima Concepción comenzó a ser edificado el 18 de julio de 1902, según hace constar el mismo Refugio Reyes en su bitácora de obra. El Templo rompe con la tradición de la planta de cruz latina, pues aprovechando la forma triangular del terreno de construcción se alargó la única nave para finalizarla con tres paralelas, con lo que logra crear una planta basilical que rodea al presbiterio. Esta construcción difiere en gran medida del Templo de San Antonio, pues a diferencia de aquel, aquí predomina la sobriedad y la solidez; aunque también se trata de una obra ecléctica que combina elementos neoclásicos y góticos.
El trabajo de iluminación es destacable, principalmente por las ventanas de arco apuntado y óculos en la parte superior de los muros laterales, y también por las ventanas con arco de medio punto en la portada, que iluminan el coro.
Para la década de 1970, esta obra fue objeto de un proceso de restauración exhaustivo. Las bóvedas de la cubierta estuvieron a punto de hundirse dada la baja calidad de los materiales con las que fueron construidas. Los arquitectos José Luis Calderón y Bernardo Calderón salvaron el inmueble, valiéndose de las limosnas recaudadas por el presbítero Salvador Jiménez.

### Museo de Aguascalientes
Este edificio ha tenido varios propietarios y diversos usos. A finales del siglo XIX, Antonio Morfín Vargas lo vendió a las hermanas Días Portillo, quienes construyeron un Colegio Católico. En esa época el edificio solo contaba con un patio y estaba edificado en adobe. La Sociedad Administradora de Bienes Raíces «La Esperanza» adquirió la finca el 29 de septiembre de 1913. Para el 1 de diciembre de 1914, de acuerdo a la Ley de Instrucción Pública, el edificio se convierte en la Escuela Normal para Maestros a través de la intervención del gobernador Alberto Fuentes Dávila.

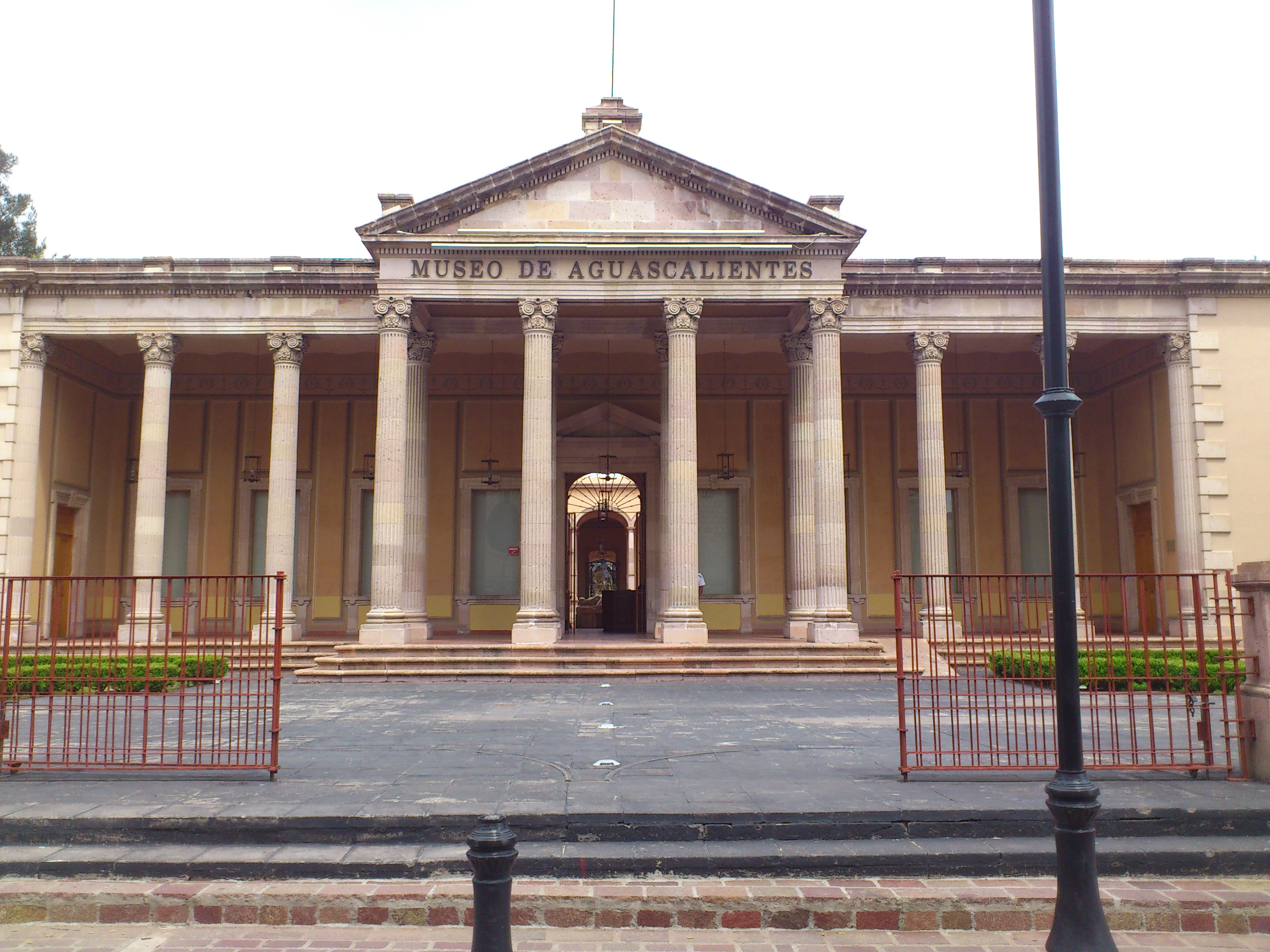
Fachada del Museo de Aguascalientes.

Más adelante, durante la administración del Gobernador General Martín Triana, se encomienda a Refugio Reyes la intervención del edificio, al que se incluyen un pórtico neoclásico, un segundo patio con deambulatorios y dependencias con el toque personal del arquitecto.
En 1975 el edificio es adquirido por la administración de José Refugio Esparza Reyes, que lo convierte en el Museo de Aguascalientes como parte de los festejos del cuarto centenario de la ciudad. La imagen actual del edificio se debe a los trabajos de Refugio Reyes, como autor de su reconstrucción y ampliación.
Para la época del edificio, el estilo neoclásico puede parecer tardío, pero posee la tipología de templo clásico tetrástilo de orden compuesto, el cual está bien ejecutado. En el interior del edificio hay dos patios con peristilos de esbeltas columnas, representativos de la arquitectura aguascalentense de la época.
La importancia de este edificio recae no solo en su ejecución, sino por el acervo que resguarda, especialmente la de dos de los artistas aguascalentenses más representativos de la ciudad: Jesús F. Contreras y Saturnino Herrán.

### Hotel Francia

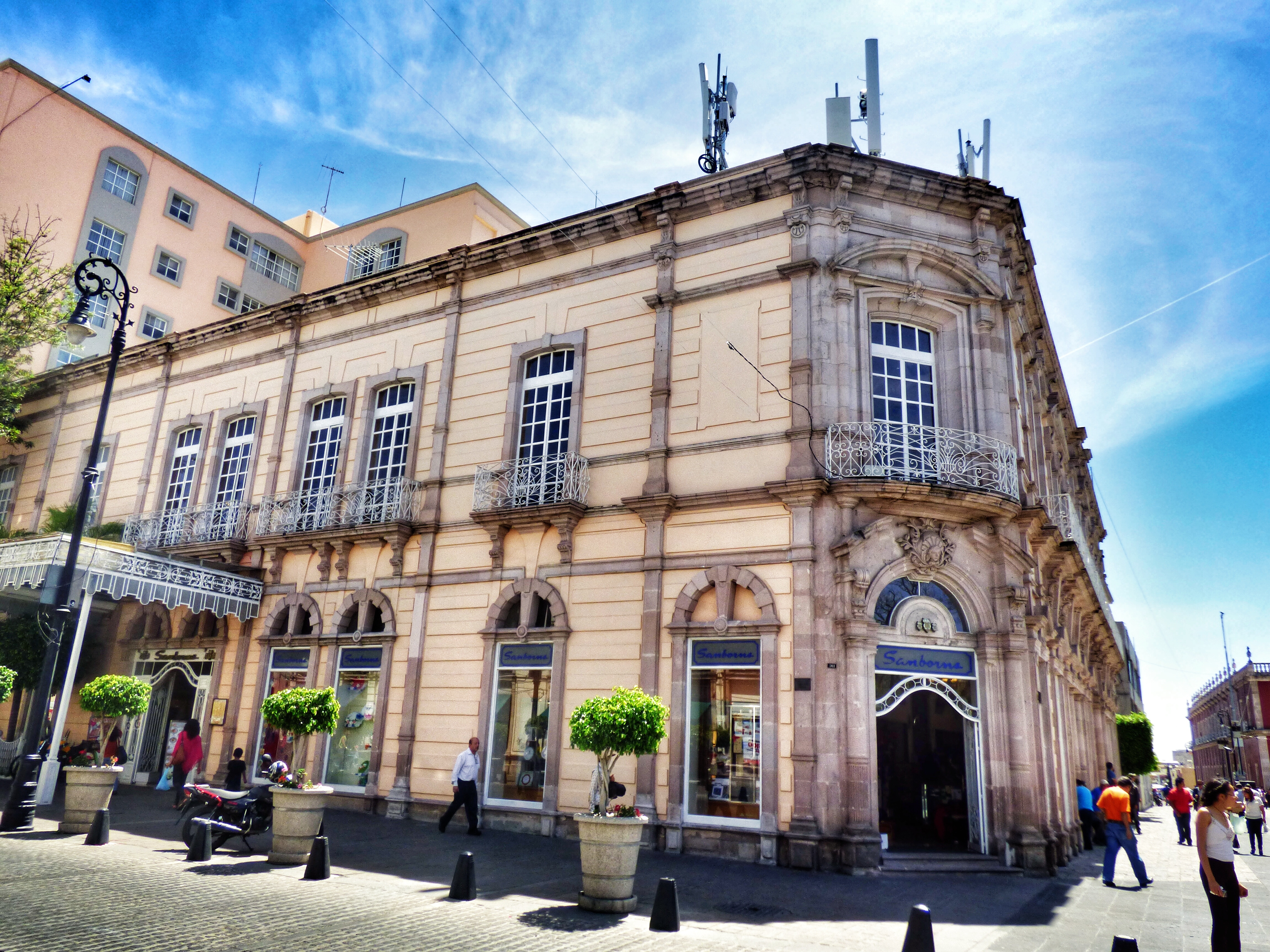
Vista del Hotel Francia (1915), posteriormente convertido en una tienda Sanborns.

El Hotel Francia data de 1917. Como tantos edificios de Refugio Reyes, utiliza el ochavo para centrar todos los elementos decorativos en la esquina. Esto hace que la construcción tenga dos fachadas gemelas y tres entradas.
Ubicado justo enfrente de la Catedral y la Plaza Patria, este característico edificio posee diversos elementos arquitectónicos, desde el estilo barroco hasta el neoclásico: frontones rotos, arcos de medio punto, arcos escarzanos y dinteles con frontones circulares, entre otros. En este edificio destacan los balcones por la herrería artística que poseen, así como algunos detalles de estilo francés, con un trabajado e intrincado obraje de cantería en las columnas, los marcos y los dinteles. Dentro del decorado destaca el trabajo artesanal, en especial los relieves de cabezas, como el que está en el vano de la esquina de la fachada, que se encuentra en un excelente estado de conservación.
Se dice que fue en el vestíbulo del hotel donde Juan S. Garrido encontró la inspiración para componer la célebre canción «La pelea de gallos» el 25 de abril de 1943, himno de la Feria Nacional de San Marcos.
Desde 1998 el edificio es una tienda Sanborns, que ocupa el lugar del hotel original. La planta baja, que alojaba el café Fausto, es ahora el restaurante de la conocida tienda.

### Santuario de Nuestra Señora de Guadalupe

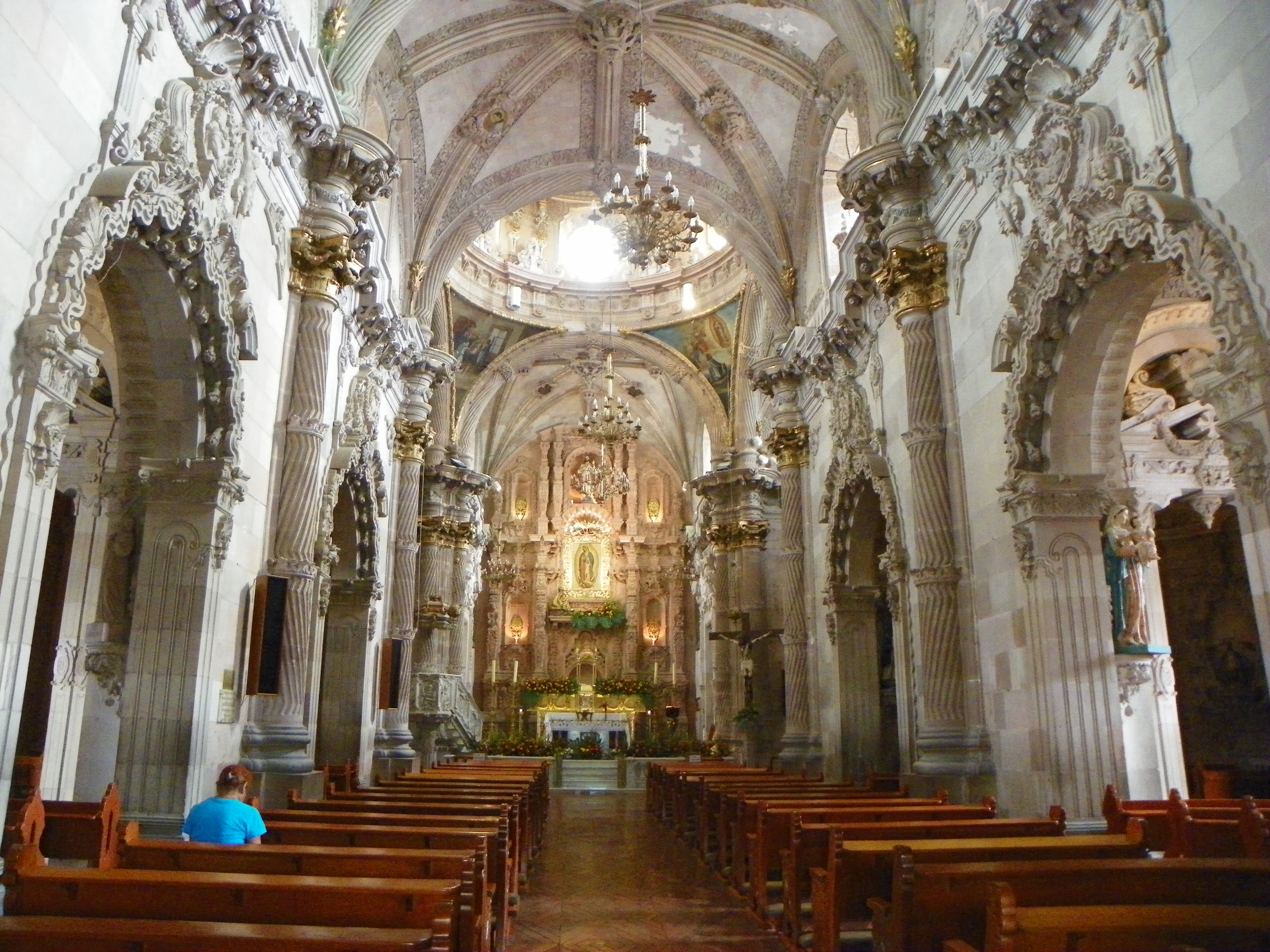
Templo del Santuario de Nuestra Señora de Guadalupe, Aguascalientes, Ags.

Se trata de un templo barroco del siglo XVIII que fue intervenido por primera vez en 1907, por Refugio Reyes. El proyecto que presenta en 1919 para las torres es desechado y en 1925 comienza a efectuarse un proyecto propuesto por la Inspección de Monumentos Artísticos e Históricos. En 1936 el arquitecto Luis del Refugio Palacios comienza la ejecución de un nuevo proyecto que pronto se descarta pues estuvo a punto de venirse abajo. Entonces el padre Francisco Tiscareño recurre a Refugio Reyes para que consolidara la nueva planta, de la que no se conservan planos. Reyes construye las naves laterales del santuario, así como los cubos para las torres, ejecutados en los años 70 por un arquitecto que respeta la tipología de Reyes, Víctor Manuel Villegas.

### Hotel París

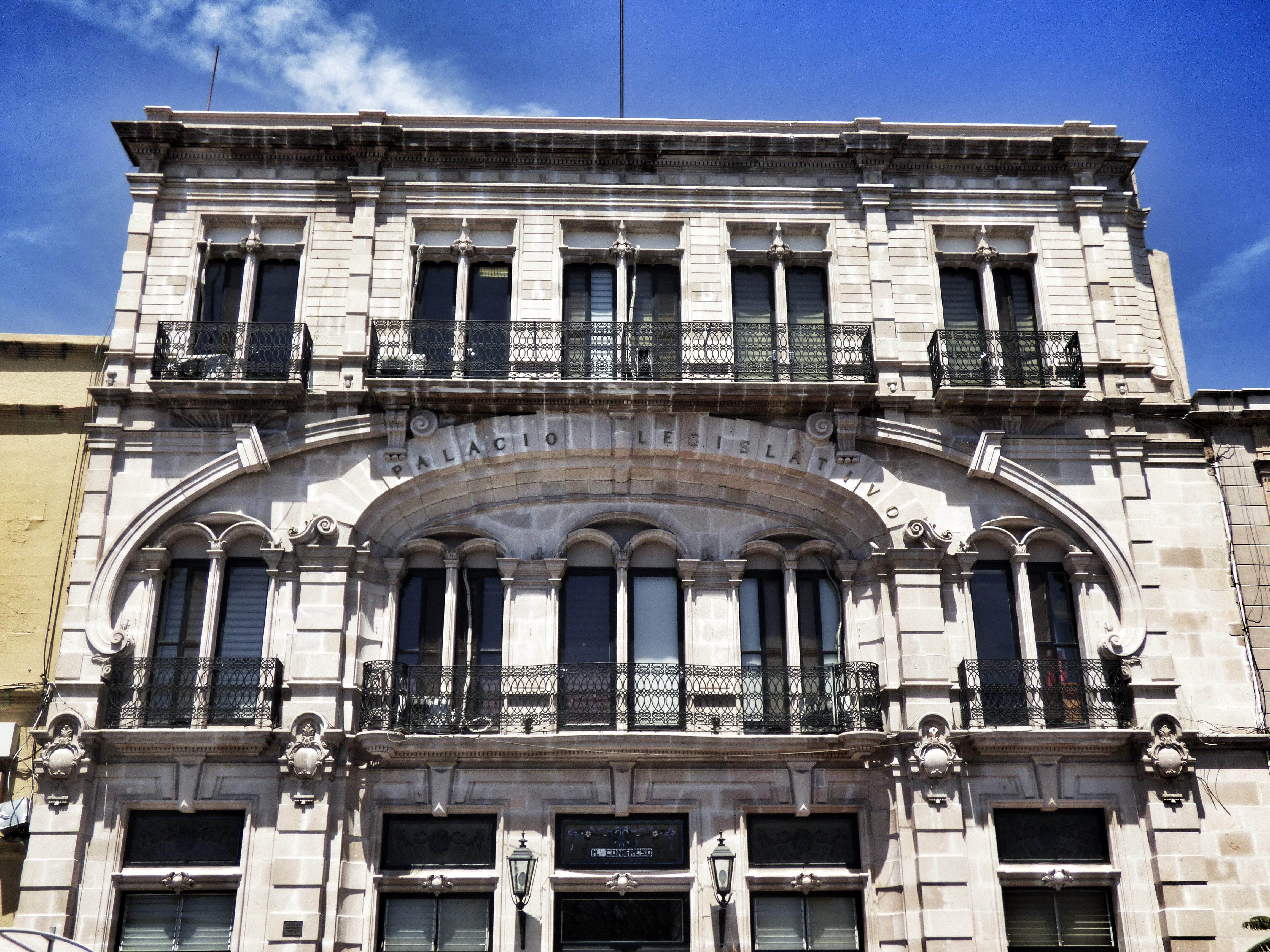
Fachada del Hotel París (1912), actual Congreso del Estado.

Este edificio funcionó desde su construcción, de 1912 a 1914, hasta el año de 1982 como hotel, año en el que se convirtió en el Congreso del Estado. Se encuentra frente a la Plaza Patria y es uno de los edificios más emblemáticos de Refugio Reyes Rivas.
Posee una fachada de tres niveles realizada con cantera rosa. Como es común en Reyes, ocupa el estilo neoclásico en combinación con el art nouveau. El acceso principal abarca dos plantas y tiene forma de nicho. El segundo nivel posee balcones con ventanas de aberturas dobles en forma de bífora. En el tercer nivel se pueden apreciar ventanas rectangulares y paramentos almohadillados. El interior posee columnas dóricas y una escalinata con balaustres muy típicos del neoclásico.
Este hotel recibió entre sus huéspedes a Francisco Villa, líder revolucionario, y a otros generales durante la Convención de Aguascalientes de octubre de 1914. Más adelante también se hospedaron en este hotel los presidentes Miguel Alemán, Adolfo López Mateos y Gustavo Díaz Ordaz, así como artistas como Mario Moreno “Cantinflas”.

## Cronología de obras
Las listas siguientes contienen información del libro En Aguascalientes Refugio Reyes se revalora:
| Obra                                                  | Año       | Participación de Refugio Reyes y descripción | Imagen |
| ----------------------------------------------------- | --------- | --- | ------ |
| Capilla de Nápoles                                    | 1878      | Ubicada en Guadalupe (Zacatecas), Refugio Reyes participó en las labores de decoración de la capilla. |        |
| Casa del Padre Sánchez                                | 1878      | Casa particular ubicada en Guadalupe. Reyes participó como albañil y cantero. |        |
| Portada de Acceso y pórtico del Hospicio de Guadalupe | 1880      | Reyes realizó la portada de acceso. |        |
| Mercado de Guadalupe                                  | 1885      | Mercado ubicado en Guadalupe. El diseño corrió a cargo de Carlos Suárez Fiallo, Refugio Reyes participó en el mismo. |        |
| Torre del Reloj, Templo de Guadalupe                  | 1886      | Fue su primer encargo formal. En esta obra combina los estilos neogótico y mudéjar con el barroco de la fachada del templo. |        |
| Mercado Jesús González Ortega                         | 1888      | Ubicado en la capital de Zacatecas, Reyes trabajó en su construcción y tiempo después ocupó la dirección para finalizar el edificio. |        |
| Altares del Templo de San Francisco                   | 1890      | Templo ubicado en Zacatecas. El arquitecto participó en la elaboración de los altares. |        |
| Santuario de Guadalupe en Zacatecas o Guadalupito     | 1891      | Reyes participó en todas las etapas de la construcción, la cual fue suspendida cuando el padre Anastasio Díaz, encargado de la obra, falleció. Más adelante seguiría supervisando la obra hasta el final de su vida. |        |
| Escultura de Cuauhtémoc                               | 1893      | Ubicada en Zacatecas. Fue parte de un conjunto de esculturas para una casa que se encuentra frente al templo de Santo Domingo. |        |
| Capilla de la Hacienda Río de Medina                  | 1898-1901 | Capilla de Saín Alto. Obra neoclásica. Construcción de la portada y finalización de la capilla. |        |
| Templo de San Francisco de los Adame                  | 1907-1941 | Templo dedicado al Sagrado Corazón de Jesús ubicado en Luis Moya (antes San Francisco de los Adame). Reyes realizó el diseño de la cúpula, la portada de acceso al atrio y la torre de la capilla de la hacienda. El mismo Refugio anotó haber comenzado el proyecto de la torre en 1940 con el apoyo económico de Delfina Castorena. |        |
| Capilla de la hacienda de Tacoaleche                  | 1941      | Ubicada en Guadalupe, esta obra comenzó dos años después de su muerte, por lo que no fue concluida por él. |        |

| Obra                                           | Año       | Participación de Refugio Reyes y descripción | Imagen |
| ---------------------------------------------- | --------- | --- | ------ |
| Templo de San Isidro Labrador                  | 1893      | Localizada en la Hacienda de Garabato, fue la primera construcción encargada a Refugio Reyes en Aguascalientes, donde erigió una obra en una sola nave que remata en un ábside |        |
| Templo de San Antonio                          | 1895      | Es la edificación más célebre y representativa de Refugio Reyes, en la que coexisten un gran número de estilos. |        |
| Hotel Washington                               | 1896      | Remodelación del hotel, primero en su tipo dentro de la ciudad. Más adelante se convirtió en el Cine Colonial y, tras su demolición, fueron rescatadas las fachadas sur y norte, que actualmente forman parte de la plaza Fundadores. |        |
| El Soyatal                                     | 1897      | Localizada en la hacienda El Soyatal, es muy parecida a la iglesia de San Isidro Labrador, Garabato. En esta obra, Refugio Reyes crea una construcción maciza, sólida y con arcos abocinados. |        |
| Torre del Templo de Nuestra Señora del Rosario | 1900      | 5 años antes un relámpago había derrumbado los dos cuerpos superiores de la torre, que habían sido previamente dañados durante la Guerra de Reforma. La reparación de la torre, de estilo neogótico, fue concluida en 1906. |        |
| Templo de la Purísima Concepción               | 1902      | A diferencia de otras iglesias construidas por Refugio Reyes, esta posee una planta basilical. Se caracteriza por su sobriedad y solidez. |        |
| Archivo Histórico del Estado                   | 1902      | Edificio remodelado por Refugio Reyes, en el que realizó un corredor alrededor del primer patio. La techumbre de este se sostiene por columnas metálicas esbeltas. |        |
| Casa Refugio Reyes                             | 1903      | En 1903, Refugio Reyes adquiere una casa cercana al Centro de la ciudad, que tenía una sola planta en tabique, por lo que realizó una ampliación. Actualmente alberga el Museo "Refugio Reyes Rivas". |        |
| Panteón de la Cruz                             | 1903      | Una de las características principales del panteón, el pórtico de cantera rosa en forma de Omega (Ω), fue diseñado y construido por Reyes. El pórtico que comunica al Panteón de la cruz con el Panteón de los Ángeles, así como diversos monumentos funerarios en ambos panteones, fueron diseñados y ejecutados por Refugio Reyes. |        |
| Banco Nacional de México                       | 1905      | Oficialmente el proyecto estuvo a cargo del ingeniero Samuel Chávez, dado que Reyes carecía de título universitario. Sin embargo, tiene diversas características que están presentes en otras de sus edificaciones. Es un edificio neoclásico y la entrada principal presenta un ochave, lo que le da perspectiva a la calle. |        |
| Casa de Manuel Flores                          | 1905      | Fue proyectada con un estilo neoclásico. |        |
| Banco de Zacatecas                             | 1906      | Su estructura básica es neoclásica, pero mezcla elementos renacentistas. En el primer piso maneja el estilo dórico y en el segundo el jónico. |        |
| Altar de Nuestra Señora del Refugio            | 1906      | Se trata de una obra de corte neogótico fabricada en cantera amarilla dentro del Templo del Señor del Encino. Refugio Reyes realizó el pórtico de este templo, así como la barda y el acceso al atrio, que guarda relación con el que construyó en el Convento de Guadalupe en Zacatecas. |        |
| Altar de la Catedral y Ciprés                  | 1907      | El Ciprés es de estilo neoclásico y está labrado en mármol blanco de Carrara. Asimismo participó en la remodelación del recinto, ampliándolo de una a tres naves, en las que utilizó arcos abocinados que le confieren una mayor profundidad. |        |
| Juan de Montoro, n.º 425                       | 1917      | Es una casa con el tradicional esquema de patio central. |        |
| Templo de San Diego                            | 1908      | Reyes construye una nave lateral que limita con el claustro del ex-convento. Para este trabajo utiliza arcos de medio punto. También se encargó de construir dos altares laterales. |        |
| Calle Morelos, n.º 309                         | 1908      | La portada es de dos niveles y está hecha con cantera rosa. Cada nivel posee siete vanos. Por dentro, su esquema presenta el clásico patio central. |        |
| Baños de Ojocaliente                           | 1908      | También denominados Antiguos Baños de Ojocaliente o Baños Grandes, fueron intervenidos por Reyes. En el pórtico de acceso colocó un arco de tres puntos y también redondeó la fachada. |        |
| Mansión Escobedo                               | 1908      | Se trata de una edificación de corte francés de dos plantas. Posee algunas características neoclásicas y es de esquema de patio central. |        |
| Museo Regional de Historia de Aguascalientes   | 1908      | Refugio Reyes remodeló el patio y la fachada. El edificio cuenta con un estilo neoclásico, aunque los arcos de la fachada son art nouveau. Además, en el interior se encuentra una capilla de estilo neogótico. |        |
| Casa Alfonso Esparza Oteo, Allende 238         | 1908      | Casa habitación diseñada y construida por Refugio Reyes. Tiene estilo neoclásico con un patio central. Fue la casa habitación en la que nació el compositor Alfonso Esparza Oteo. En 1980 se convirtió en el Departamento de música de la Universidad Autónoma de Aguascalientes, y en 2004 fue adquirida por el Gobierno del estado, convirtiéndose en el CIELA Fraguas (Centro de Investigación de Estudios Literarios de Aguascalientes). |        |
| Hotel París                                    | 1910      | El estilo ecléctico entre neoclásico y art nouveau se debe a la intervención de Refugio Reyes. |        |
| Hacienda de Cañada Honda                       | 1910      | Posee arcos de medio punto en el corredor, elaborados con cantera amarilla de Cavellinas. Algunos elementos de la hacienda tienen elementos de la Sauceda, comunidad natal de Reyes. |        |
| Monumento al Centenario de la Independencia    | 1910      | Colocado en la conmemoración del centenario de la Independencia de México, este obelisco está hecho con cantera amarilla y está dedicado a los oriundos de Aguascalientes que participaron en el movimiento insurgente. Está compuesto de tres cuerpos: la base cuadrada con roleos en las esquinas; el cuerpo en forma de prisma con cuatro columnas que tienen un capitel corintio en los cuales están inscritos los nombres de algunos insurgentes como Pedro Parga, Santos Ortega, José Calvillo y Matías de Lara; y un obelisco que emerge de una cornisa con medio círculo central donde está grabado un medallón con corona floral. El obelisco cuenta con elementos vegetales, como ramas de laurel y elementos que aluden a la patria, así como una forma piramidal en el remate. |        |
| Templo de Cristo Rey                           | 1911      | Un edificio creado con tabique aparente. |        |
| Cabildo catedralicio                           | 1913      | La particular fachada fue construida con cantera rosa; posee arcos de herradura que le dan un toque de reminiscencia mudéjar, pero también recuerdan al art nouveau’’. |        |
| Hotel Regis                                    | 1914      | Posee dos niveles que combinan los estilos neoclásico y art nouveau. |        |
| Casa de Ignacio Ortiz                          | 1915      | La casa es de cantera amarilla con un estilo neoclásico fundamentalmente sobrio. |        |
| Hotel Imperial                                 | 1915      | Este edificio, que data de 1560, ha sufrido diversas modificaciones. En la época de Refugio Reyes fungió como casino, por lo que le fue plasmado su característico estilo. |        |
| Hotel Francia                                  | 1915      | Este famoso hotel, antes propiedad de Felipe Nieto, fue remodelado en 1915 bajo el encargo de Refugio Reyes, quien conjugó diversos estilos constructivos y de ornato para completar el proyecto. |        |
| La Casa de la Gardenia                         | 1915-1919 | Desde los años 80 este edificio funge como la Biblioteca Jaime Torres Bodet. Fue construido originalmente para ubicar el establecimiento de José y Luis G. Laris, llamado «La Gardenia». En este edificio, al igual que otros, utilizó el ochave en las esquinas; asimismo cuenta con un patio central. |        |
| Castillo Douglas                               | 1917      | Una de las versiones es que el empresario Juan Douglas mandó edificar una casa de estilo medieval con el arquitecto Federico Ernesto Mariscal Piña; pero este aceptó bajo la condición de poder contar con un buen maestro de obras que se hiciera cargo de la construcción. Finalmente se decantó por Refugio Reyes, quien pudo plasmar su sello particular en esta obra. |        |
| Chalet Douglas                                 | 1917      | A un lado del Castillo Douglas está edificada esta casa, diseñada por un ingeniero de apellido Wolf. Reyes sería el encargado de llevar a cabo este proyecto que, a diferencia del castillo, posee un estilo neoclásico con elementos característicos de Reyes, como los remates de cantera en puertas y ventanas. |        |
| Mercado Terán                                  | 1918      | Obra ya desaparecida. Contaba con arcos escarzanos sostenidos por columnas toscanas de cantera. |        |
| El Número 8                                    | 1918      | El edificio sirvió como casa habitación y almacén, para después convertirse en tienda. En 1991 el Gobierno del Estado lo transformó en Museo de Arte Contemporáneo. El edificio está construido en forma de ochave, donde está la puerta principal, por lo que cuenta con dos fachadas con pocos elementos decorativos. |        |
| Hospital Hidalgo                               | 1920      | Inaugurado en 1903, su construcción finalizó en 1920, año en que se terminaron las plantas superiores. |        |
| Santuario de Nuestra Señora de Guadalupe       | 1920      | Se trata de una construcción barroca del siglo XVIII, intervenida por primera vez en 1907, por Refugio Reyes. |        |
| Museo de Aguascalientes                        | 1920      | Refugio Reyes se encargó de la renovación del edificio así como de la construcción del segundo patio, tal como se conoce actualmente. En aquellos años era la Escuela Normal del Estado. |        |
| Palacio municipal de Calvillo (demolido)       | 1921-1925 | El gobernador de Aguascalientes de ese entonces, Rafael Arellano Valle dio gran impulso a la infraestructura en el municipio de Calvillo, por lo que solicitó un palacio municipal a Refugio Reyes. La fachada contaba con dos cuerpos y cinco accesos. El segundo cuerpo poseía una cornisa sobre la cual se encontraban cinco ventanas. La ventana central tenía un frontón curvo roto. El edificio tenía un remate de cresta piramidal. No se sabe por qué fue demolido el edificio, pero fue reemplazado por el que actualmente funge con el mismo propósito. |        |
| La Popular                                     | 1923      | Este edificio fue una tienda llamada “Compañía de Abarrotes La Popular”, el cual fue remodelado por Refugio Reyes. Antes de dicha remodelación contaba sólo con una planta. |        |
| Teatro Cine Palacio                            | 1925      | Fue mandado a construir por Roberto Barnola. Parte del pago que recibió Refugio Reyes por su construcción fue un pase vitalicio, que utilizó hasta su muerte. En 1943 este edificio se incendió. |        |
| Casa Enrique Osornio Camarena                  | 1932      | De 1932 a 1936, Enrique Osornio Camarena fue gobernador constitucional de Aguascalientes. Cuando inició su mandato, Refugio Reyes construyó esta finca que combina el estilo neoclásico con el art nouveau. |        |
| Sindicato Ferrocarrilero                       | 1939      | Fue construido por encargo del gobernador J. Concepción Rodríguez (1939-1940). Aunque Refugio Reyes presentó un proyecto de corte afrancesado, la ejecución requirió un edificio de estilo funcionalista, muy moderno para la época. |        |
| Casa de Allende 224                            | S/F       | Reyes remodeló y reconstruyó el interior de la casa, la cual más tarde se convirtió en el Colegio Guadalupe Victoria y después en el Centro de Idiomas del Instituto Cultural de Aguascalientes. |        |

| Obra                                     | Año       | Lugar                        | Participación de Refugio Reyes y descripción | Imagen |
| ---------------------------------------- | --------- | ---------------------------- | --- | ------ |
| Templo de Nuestra Señora de Guadalupe    | 1908      | Encarnación de Díaz, Jalisco | El templo fue comenzado por Heraclio Jiménez el 15 de marzo de 1867, pero fue retomada por Refugio Reyes en 1908, quien diseñó las bóvedas y la cúpula. |        |
| Altar de la Parroquia de la Misericordia | 1911-1912 | Ocotlán, Jalisco             | |        |

## Galería

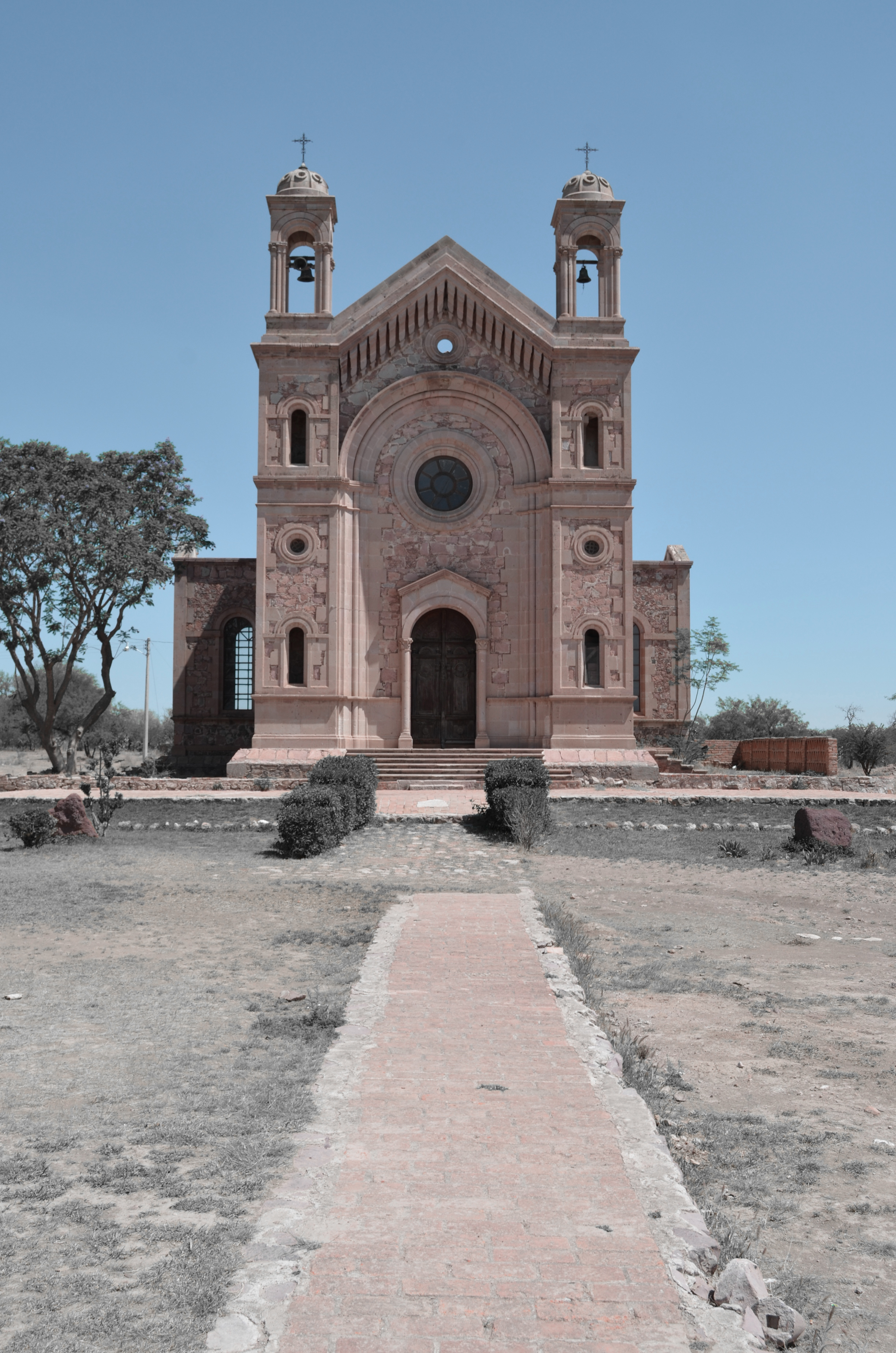
Templo De San Isidro Labrador (1893), Hacienda de Garabato, Ags.
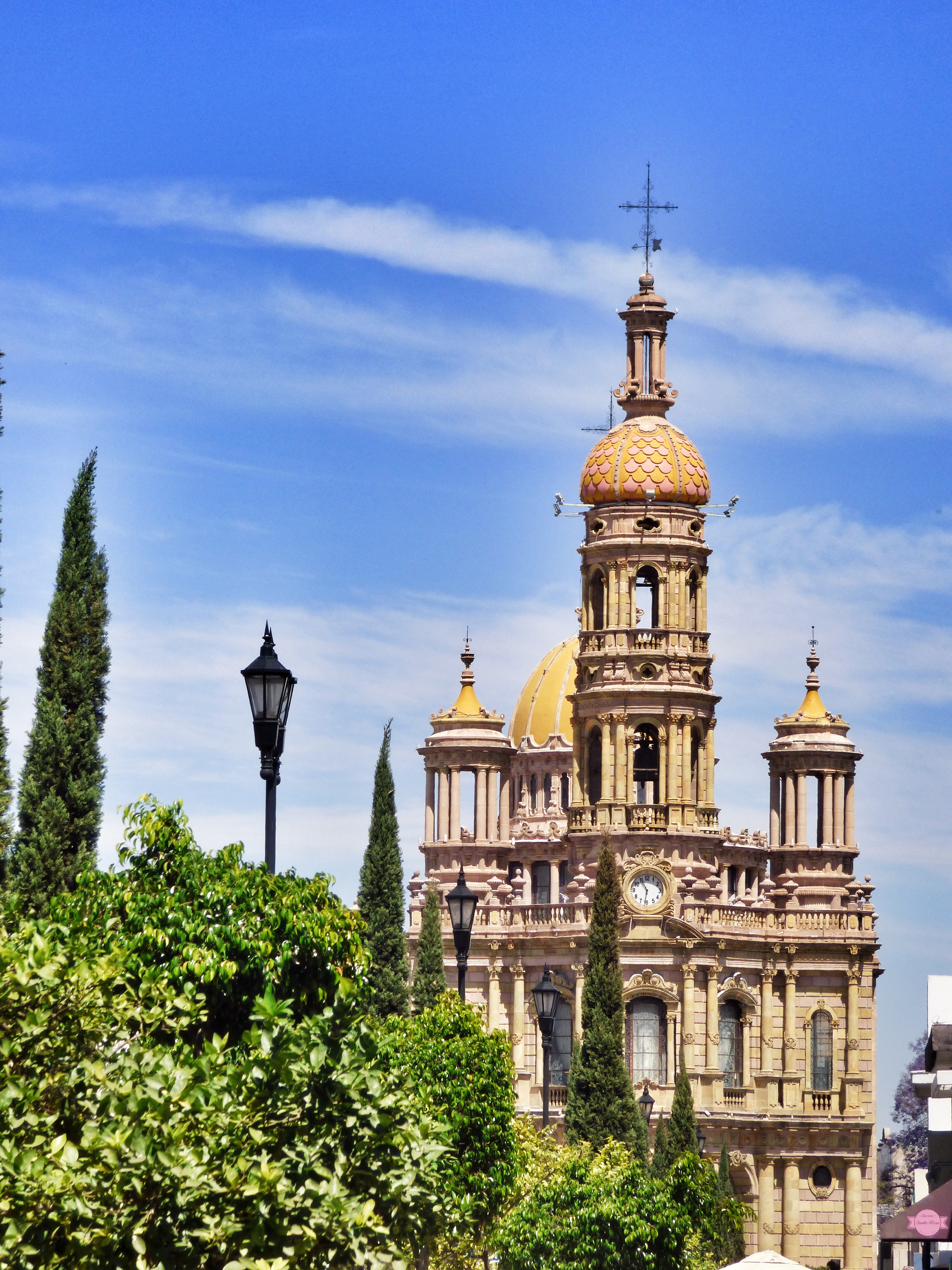
Templo de San Antonio (Aguascalientes), 1895.
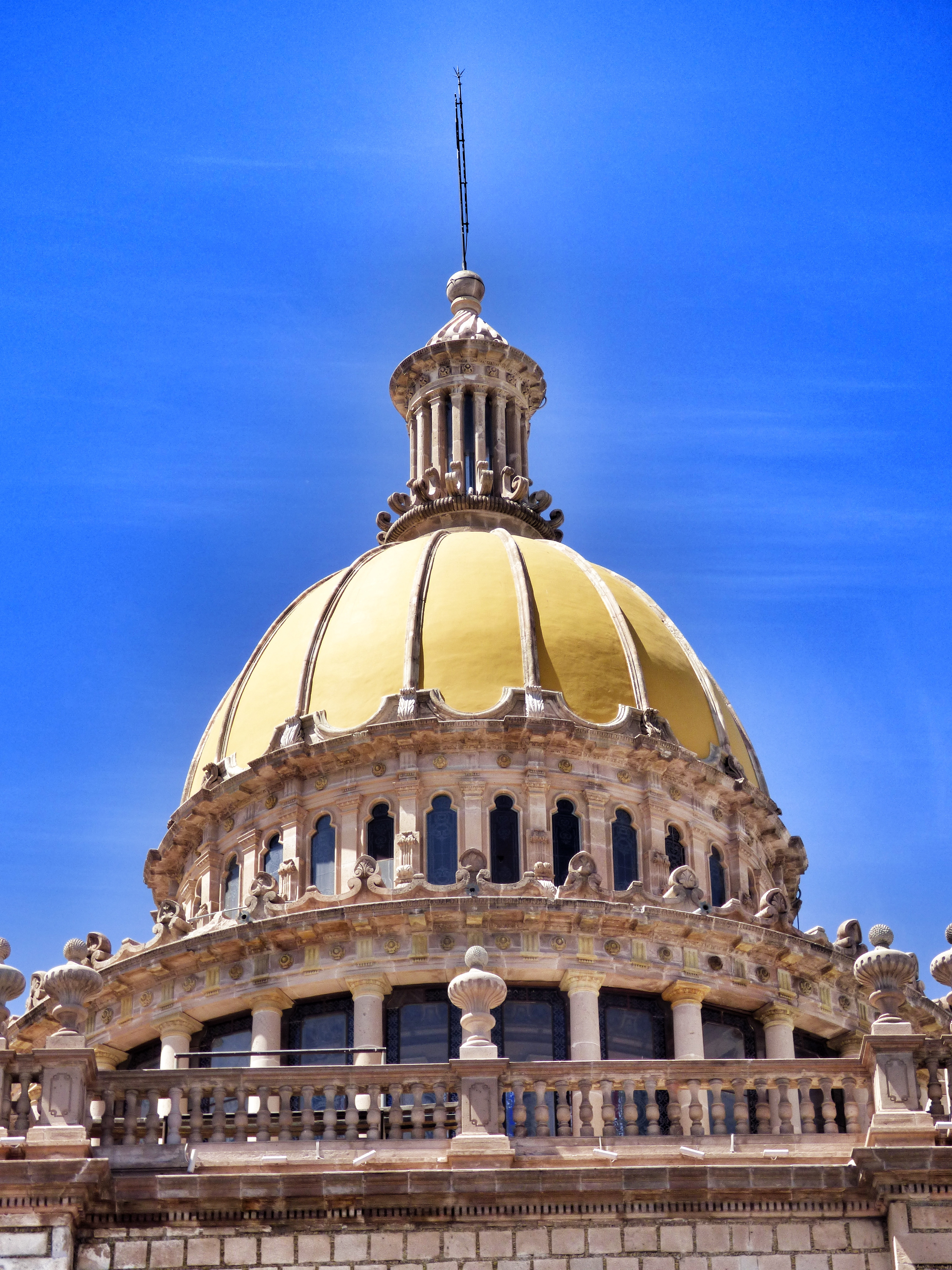
Cúpula de doble tambor del Templo de San Antonio, 1895, Aguascalientes, Ags.
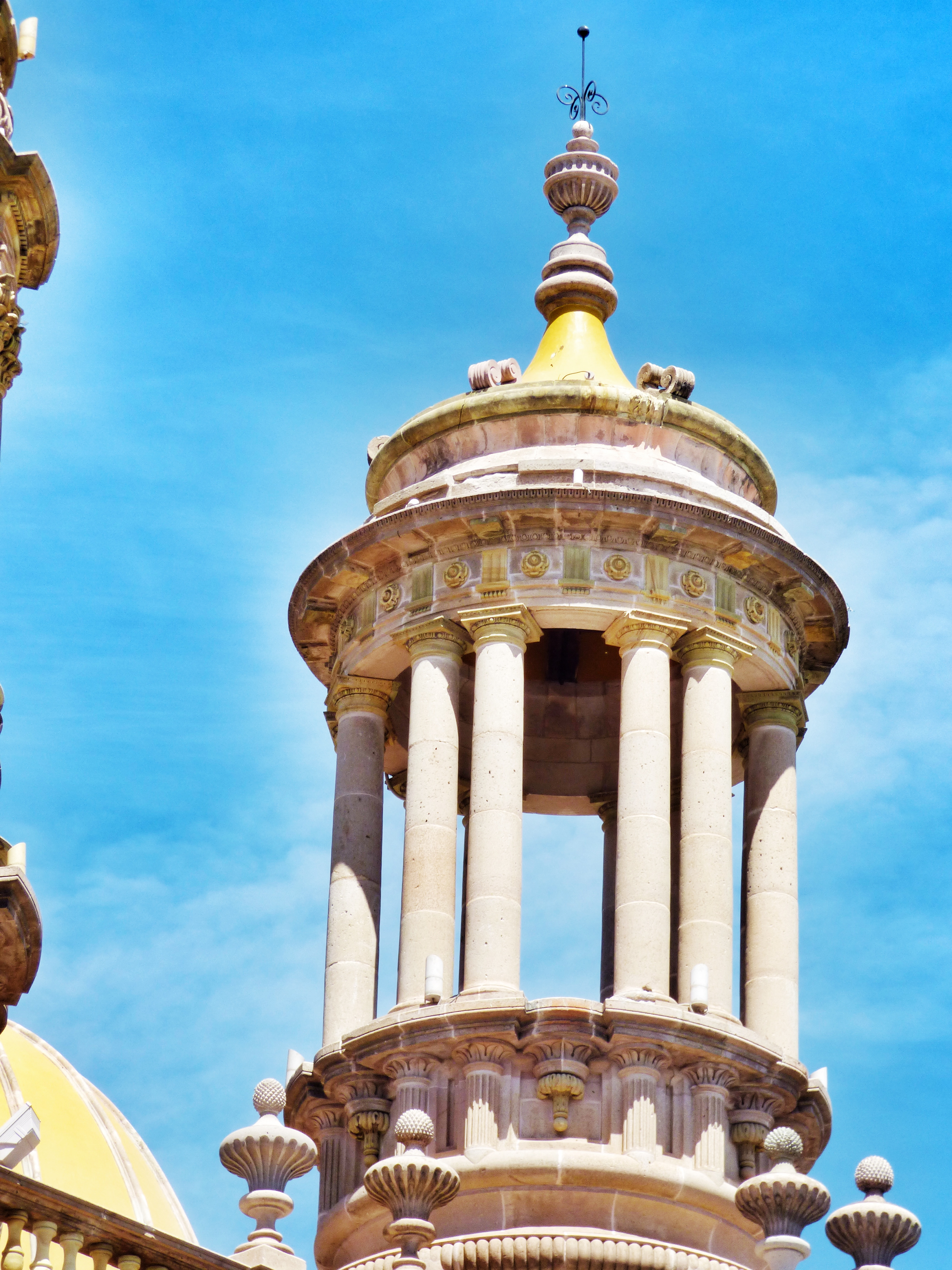
Detalle de uno de los dos torreoncillos del Templo de San Antonio, 1895, Aguascalientes, Ags.
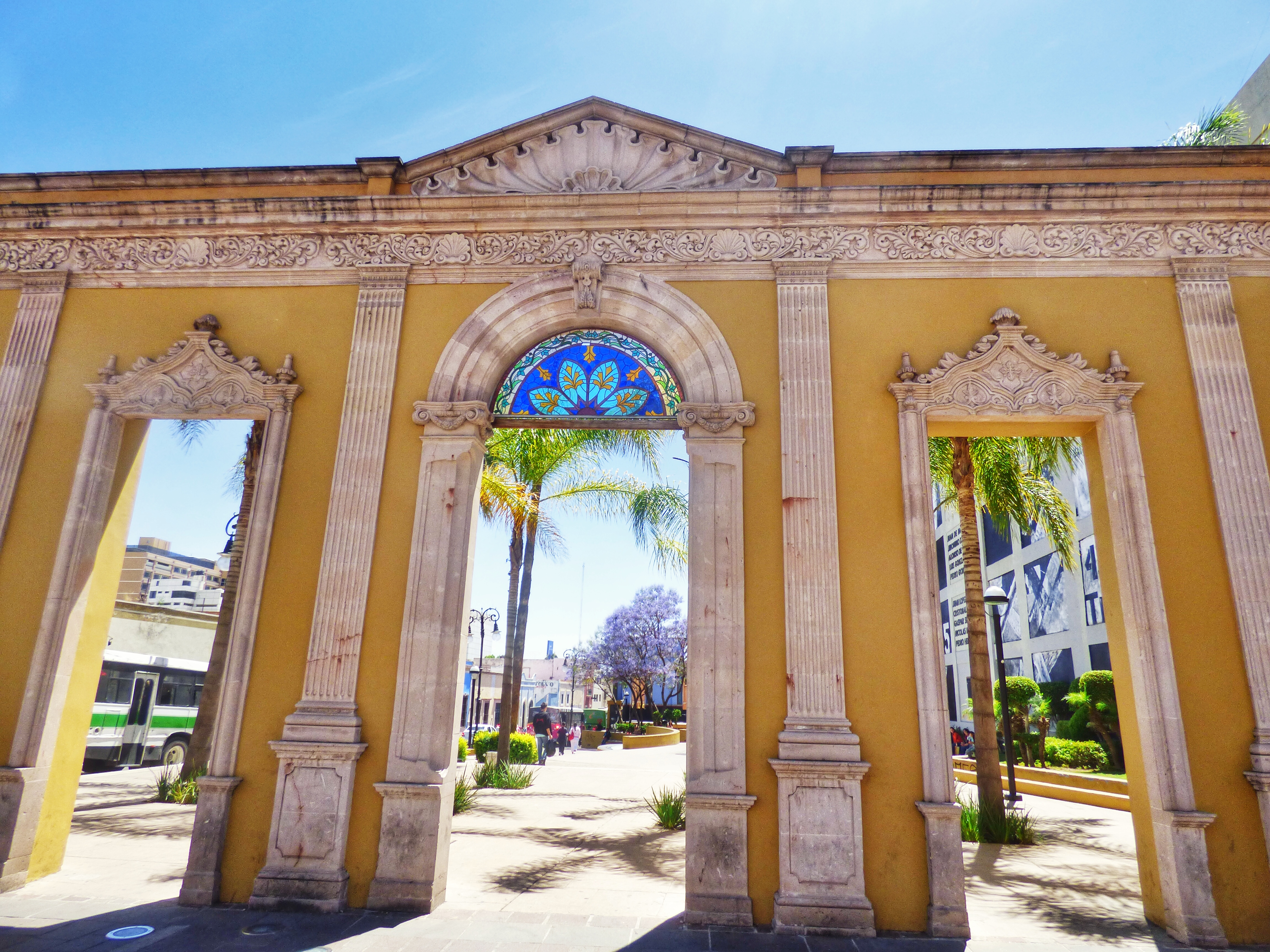
Fachada del Hotel Washington (1896), Aguascalientes, Ags.
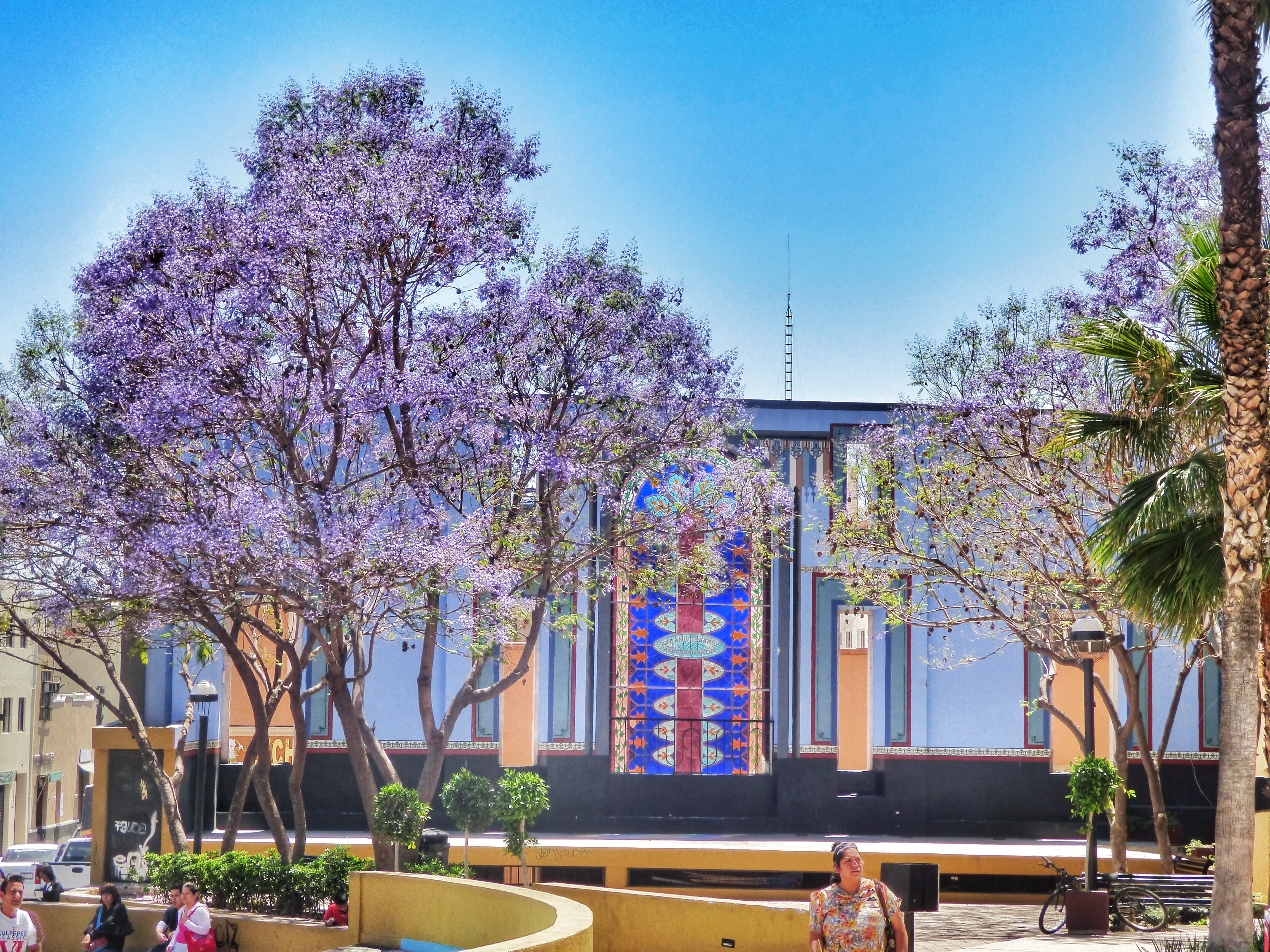
Contrafachada del Hotel Washington (1896), Aguascalientes, Ags.
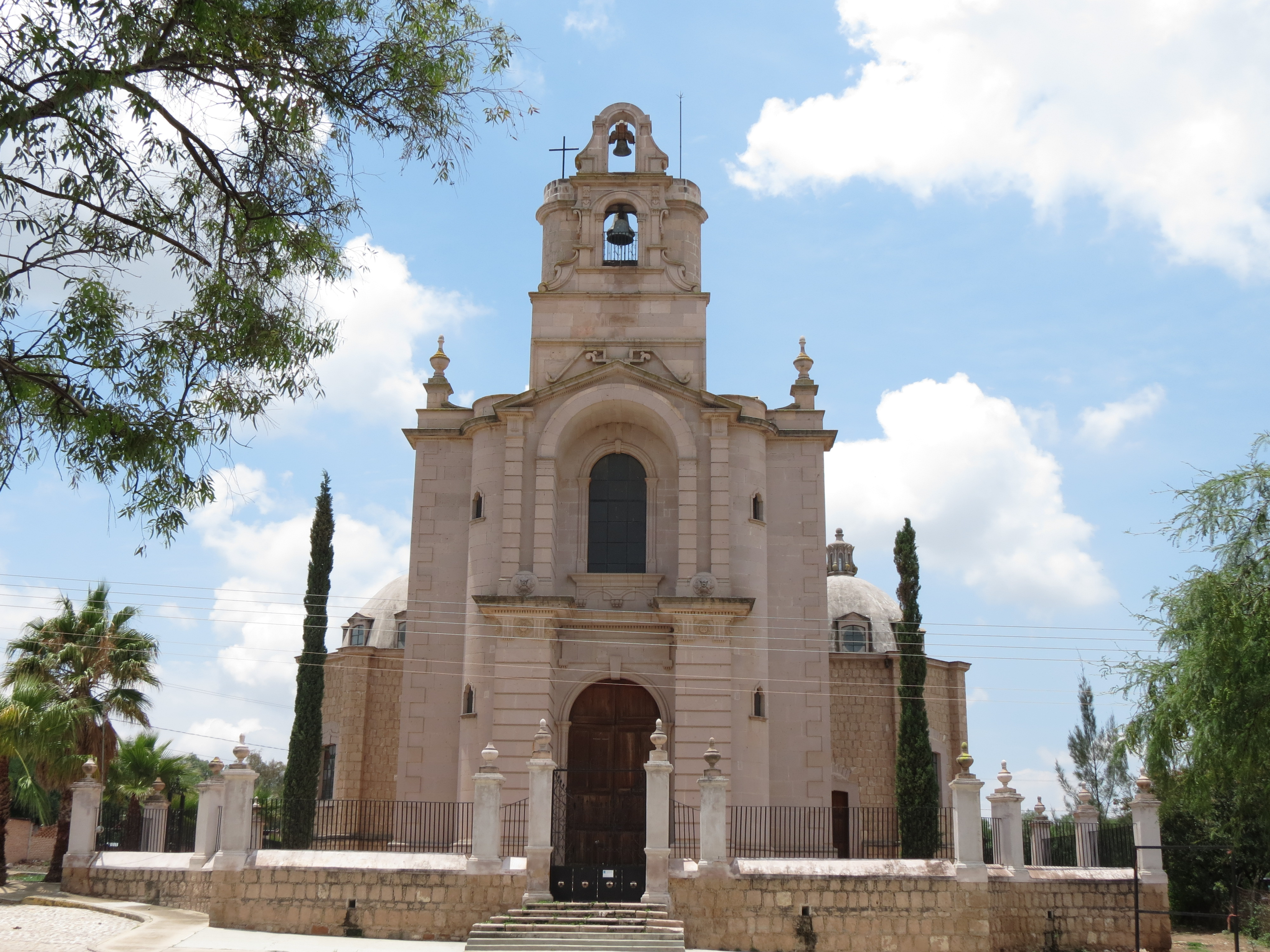
Templo de El Soyatal (1897), Aguascalientes.
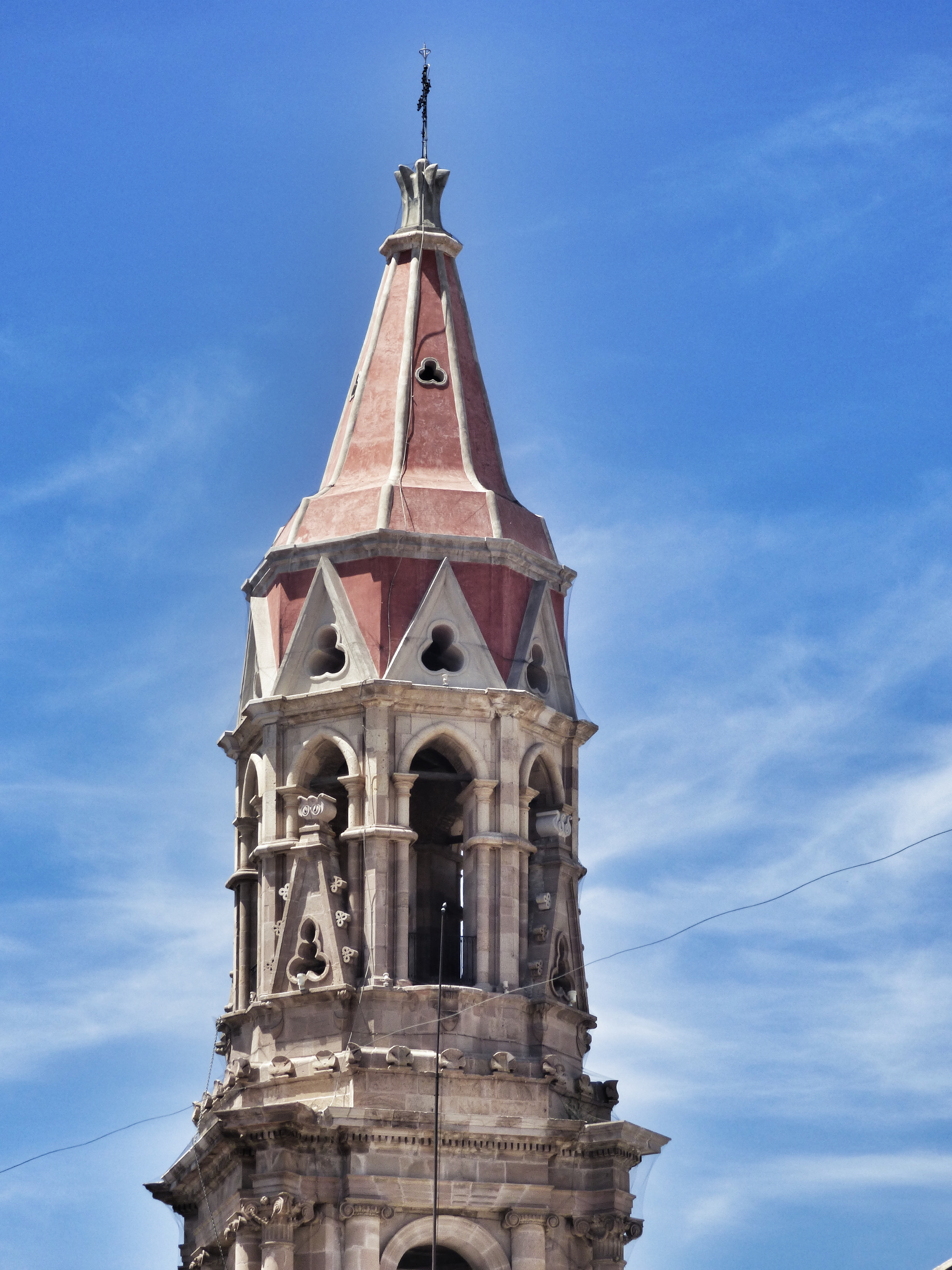
Torre del Templo de Nuestra Señora del Rosario (1900), Aguascalientes, Ags.
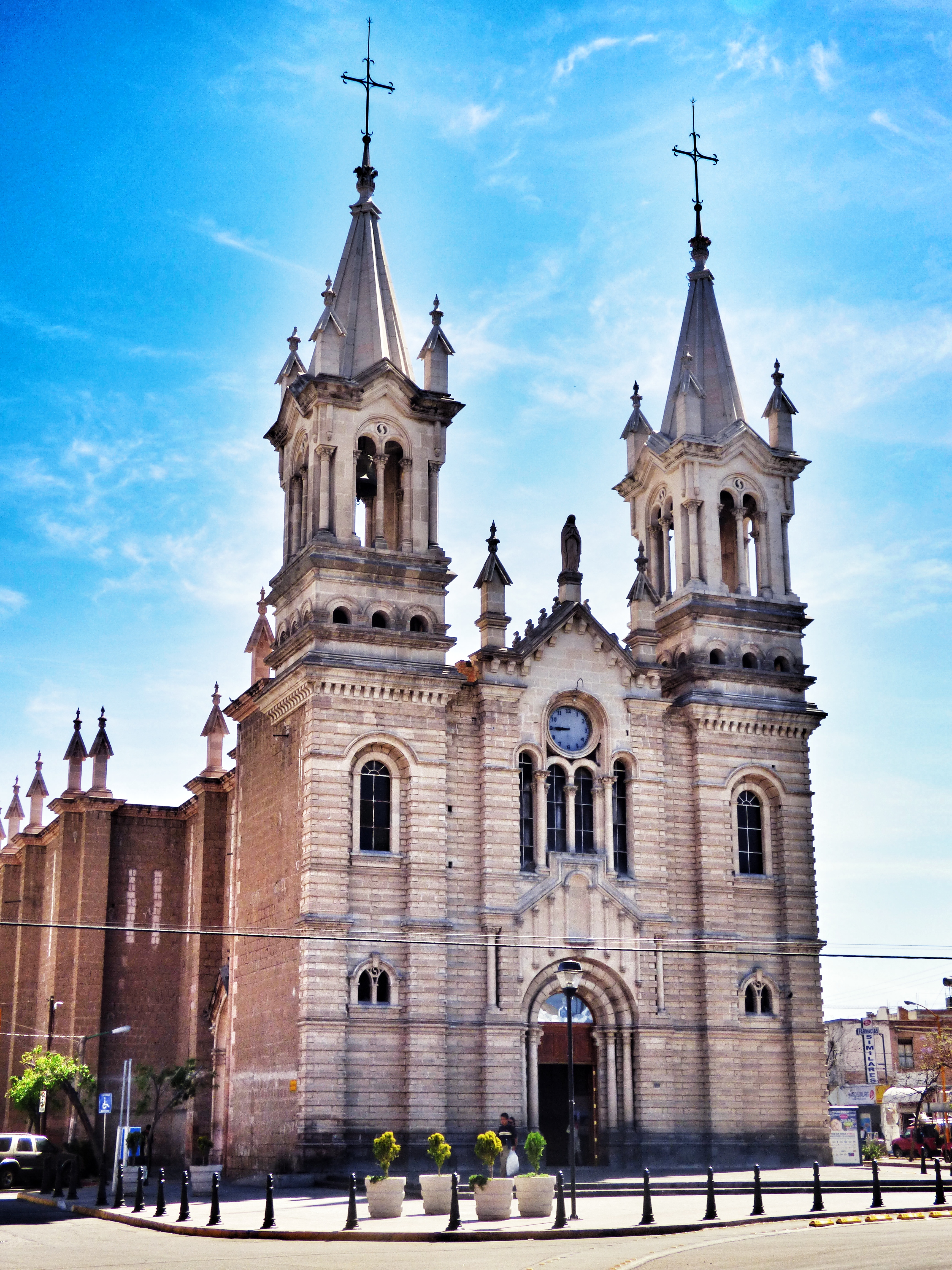
Fachada del Templo de la Purísima Concepción (1902), Aguascalientes, Ags.
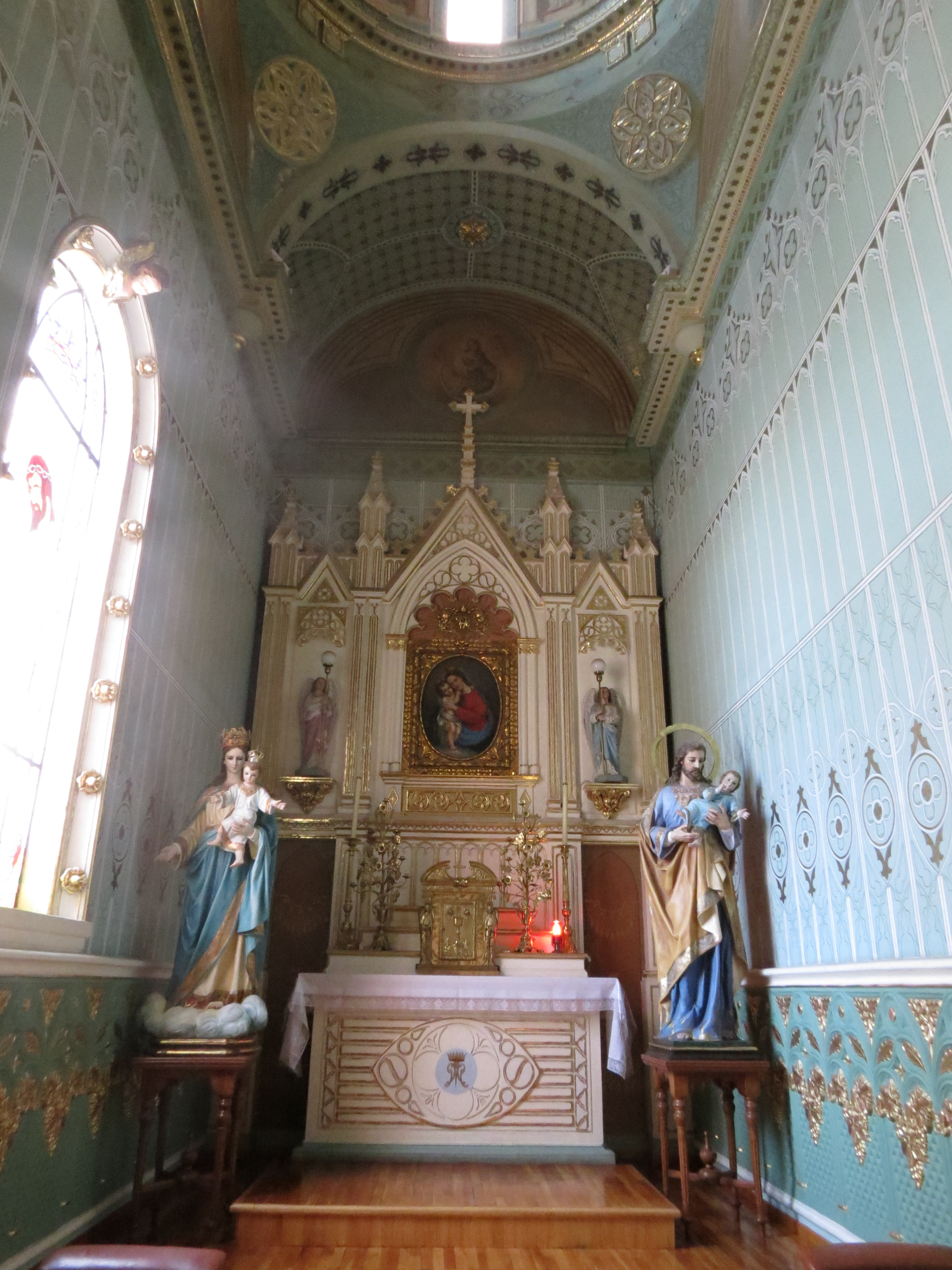
Altar de Nuestra Señora del Refugio (1906), dentro del Templo del Señor del Encino, Aguascalientes, Ags.
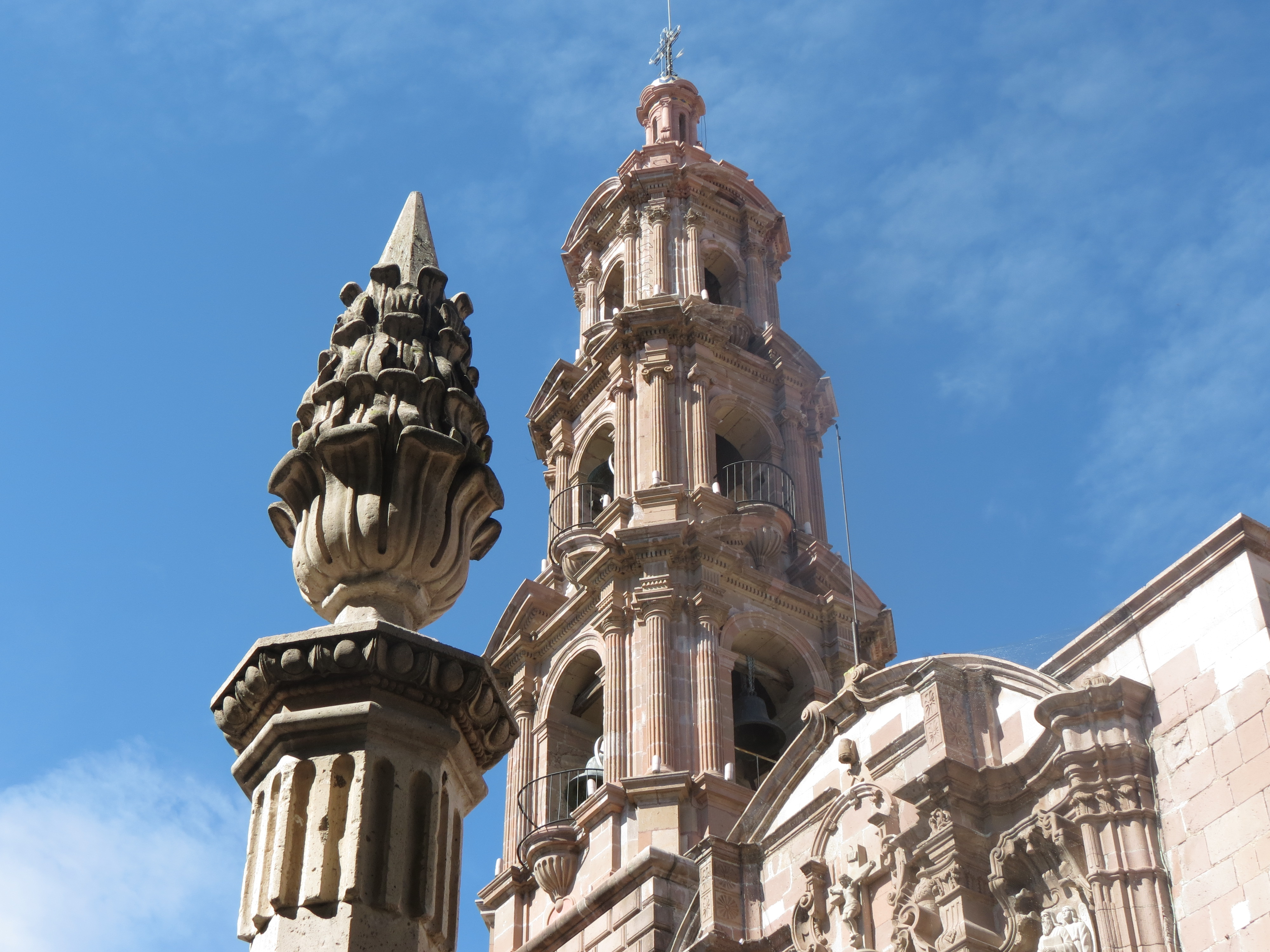
Detalle de la rampa del Templo del Señor del Encino (1906), Aguascalientes, Ags.
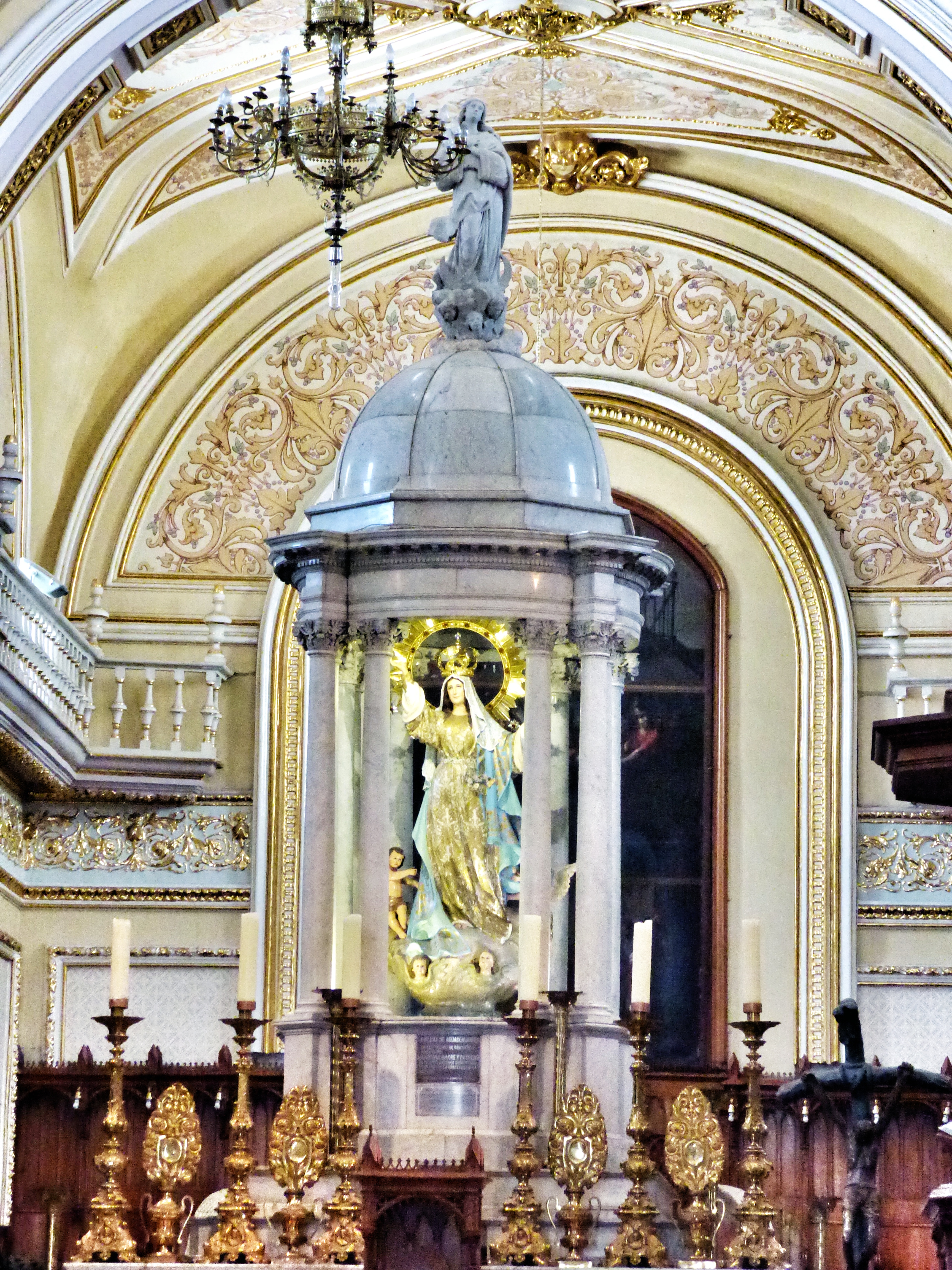
Ciprés de la Catedral de Aguascalientes (1907).
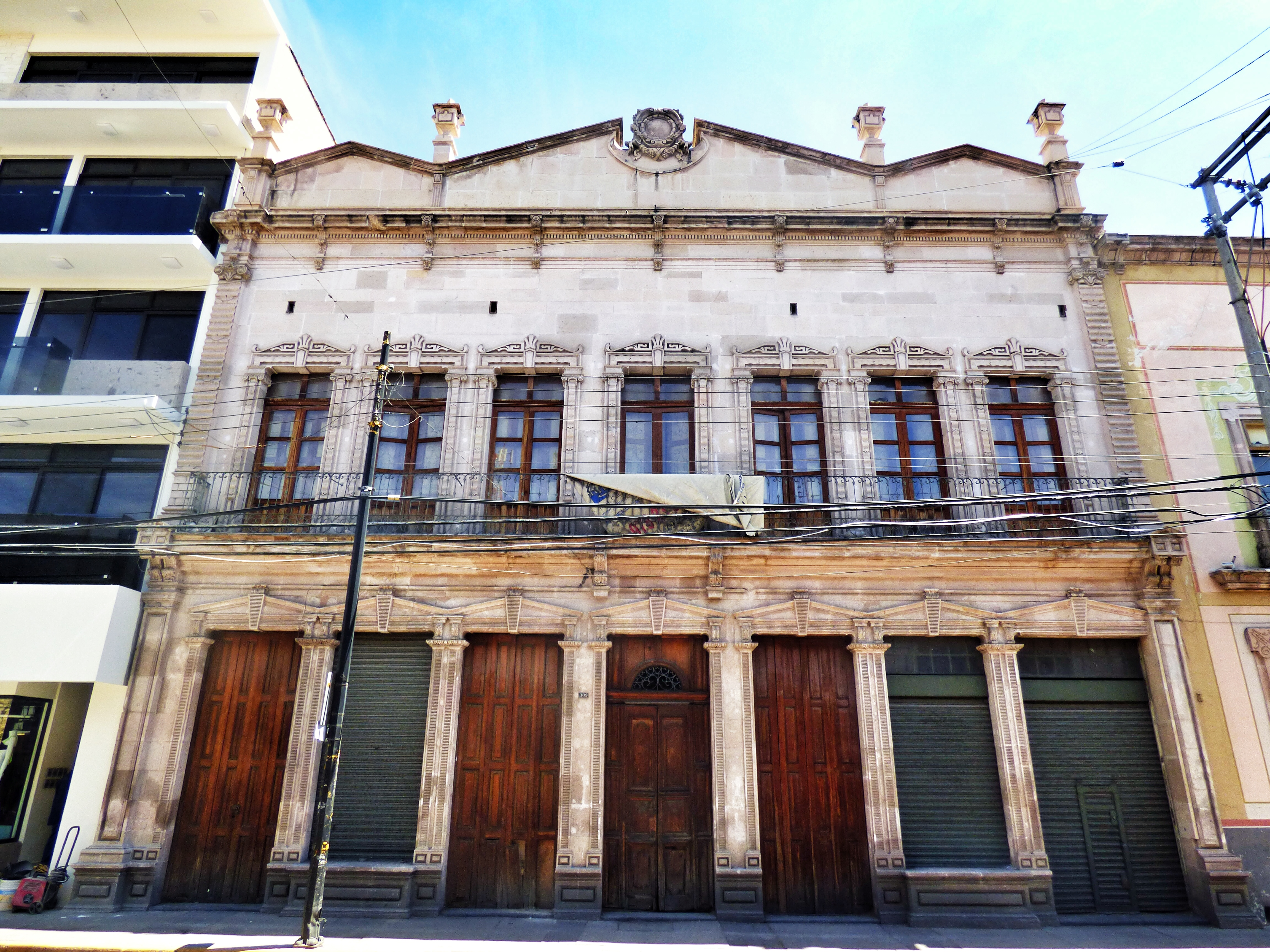
Casa calle Morelos, 309 (1908), Aguascalientes, Ags.
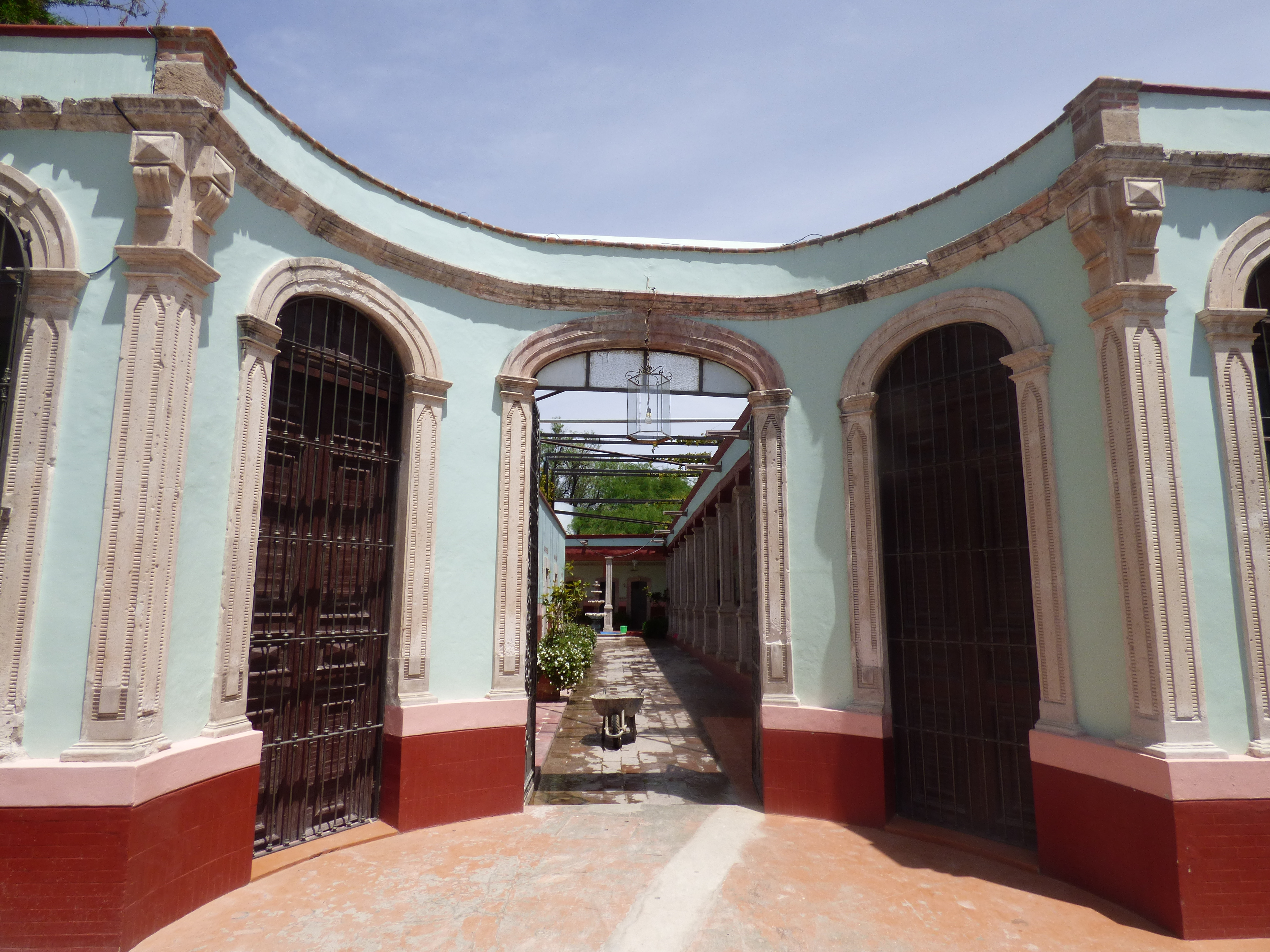
Fachada de los Baños de Ojocaliente (1908), Aguascalientes, Ags.
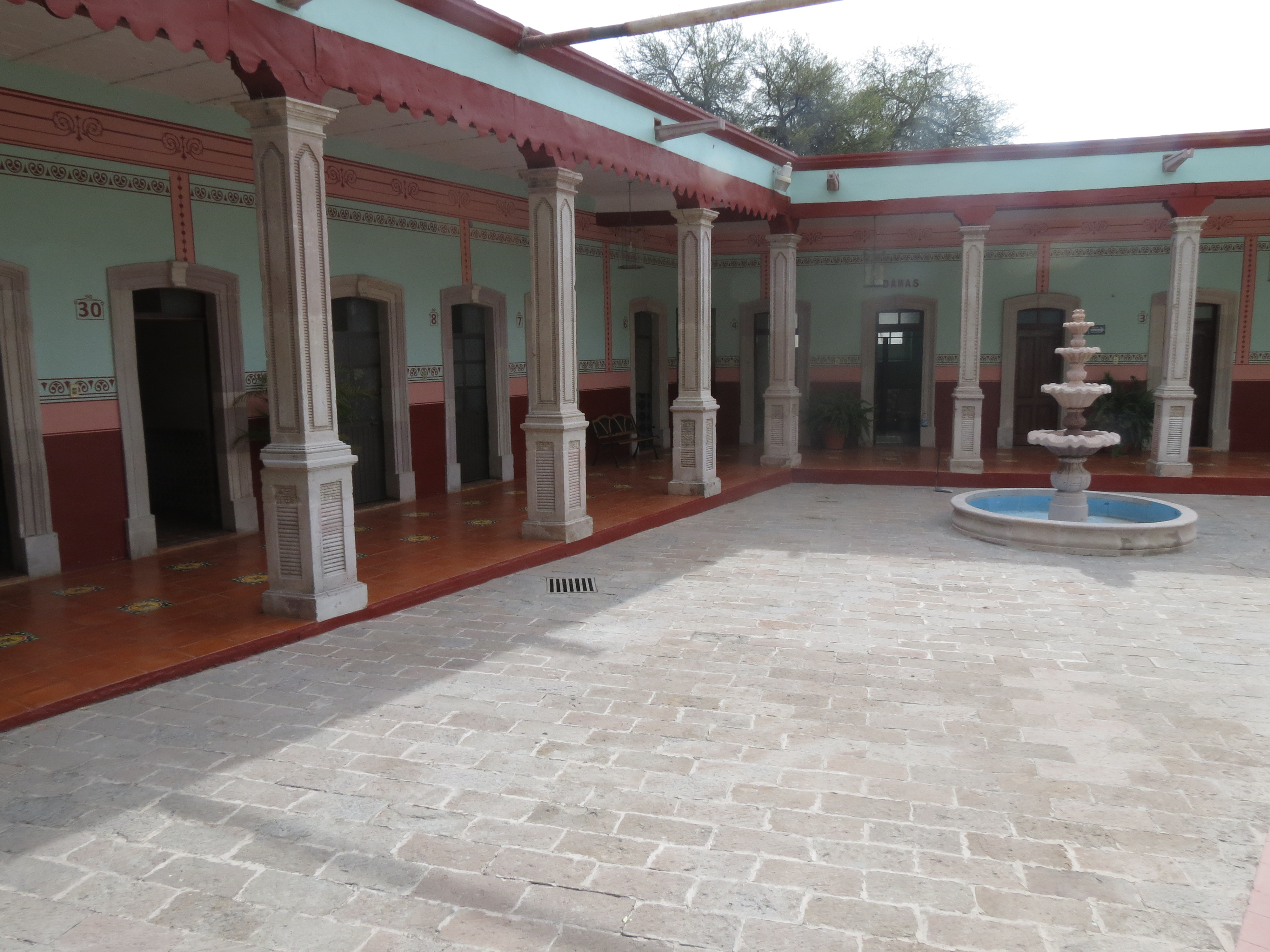
Interior de los Baños de Ojocaliente (1908), Aguascalientes, Ags.
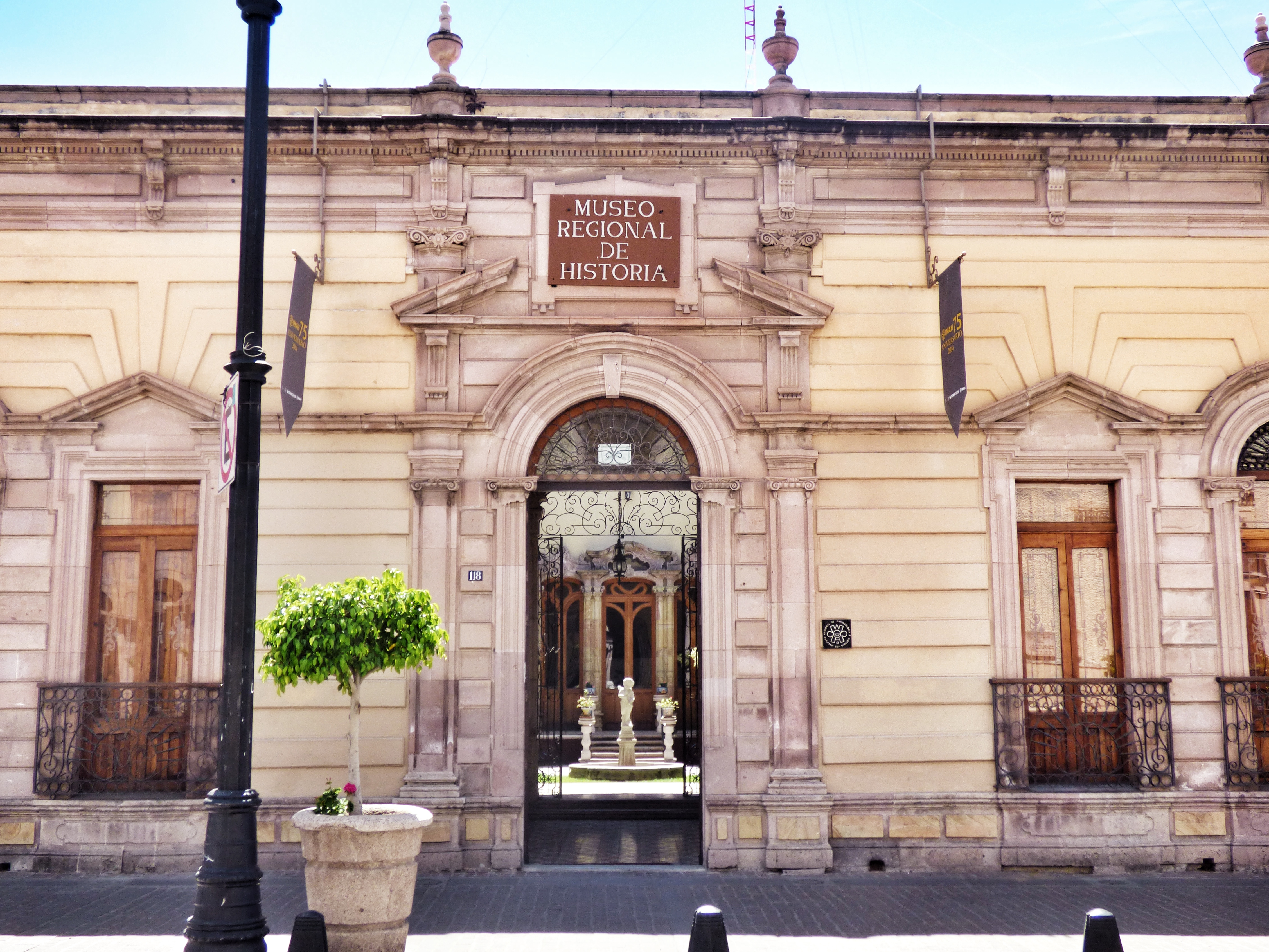
Museo Regional de Aguascalientes (1908).
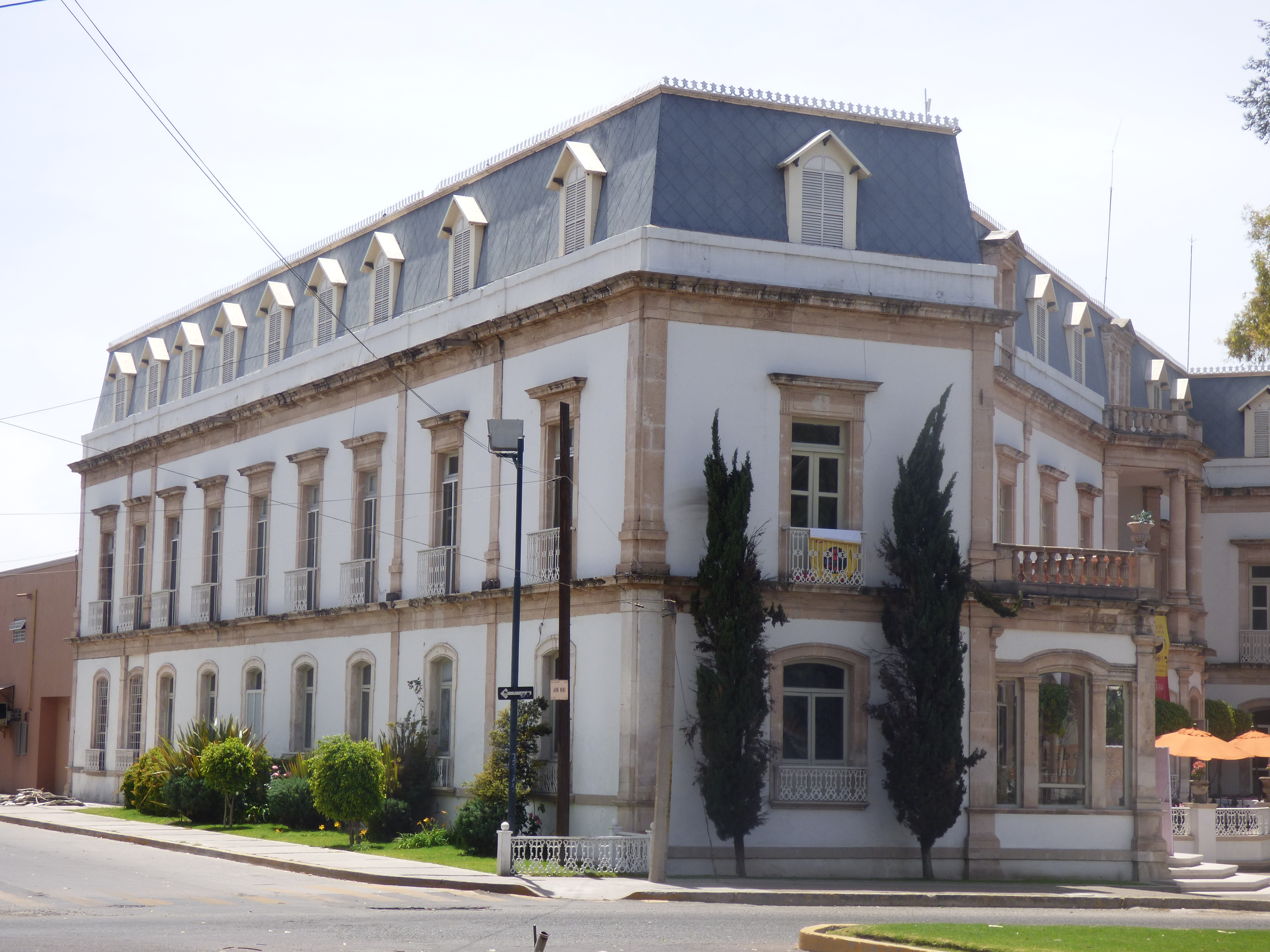
Mansión Escobedo (1908), actual Hotel Alameda, Aguascalientes, Ags.
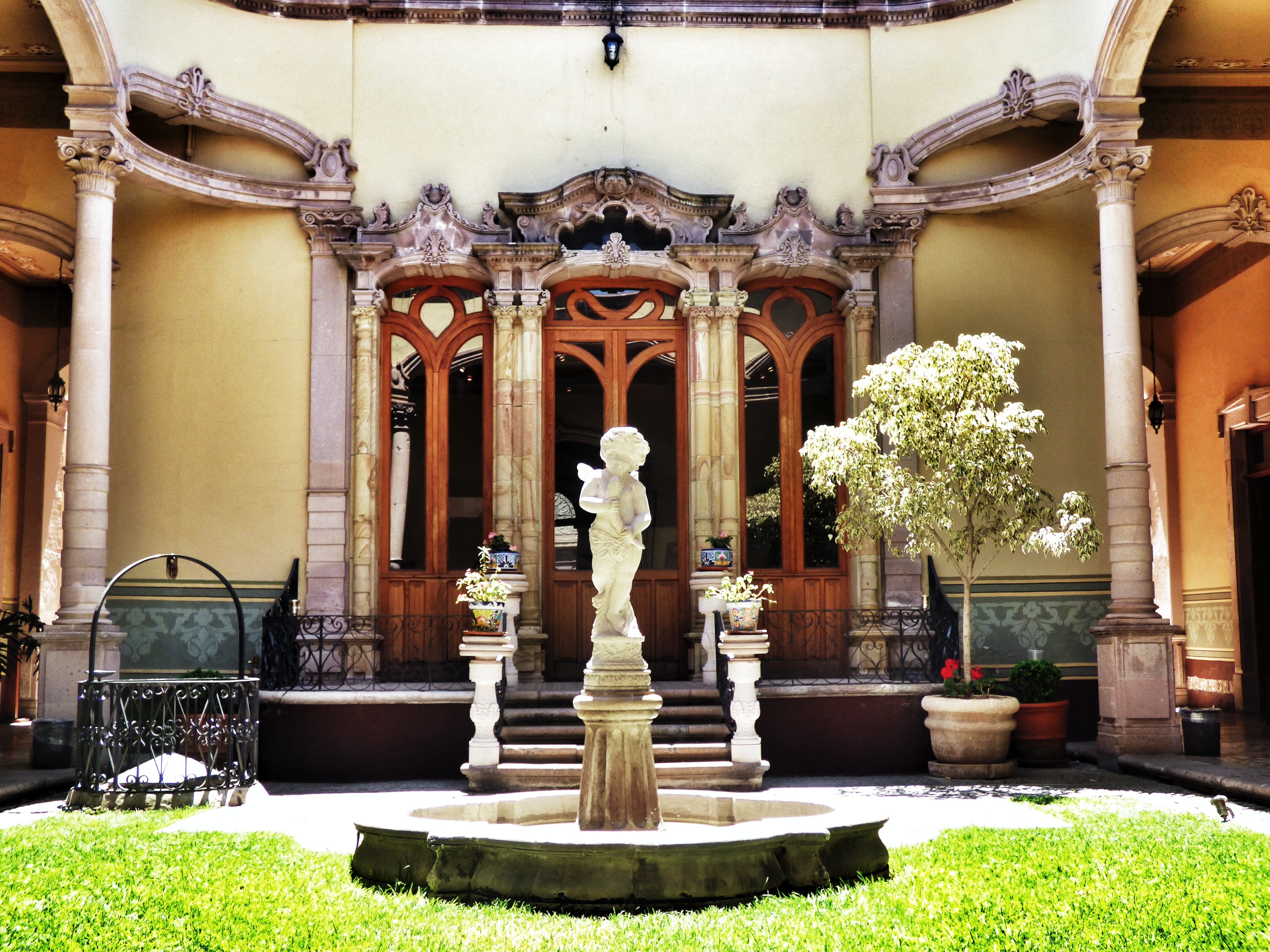
Primer patio del Museo Regional de Aguascalientes (1908).
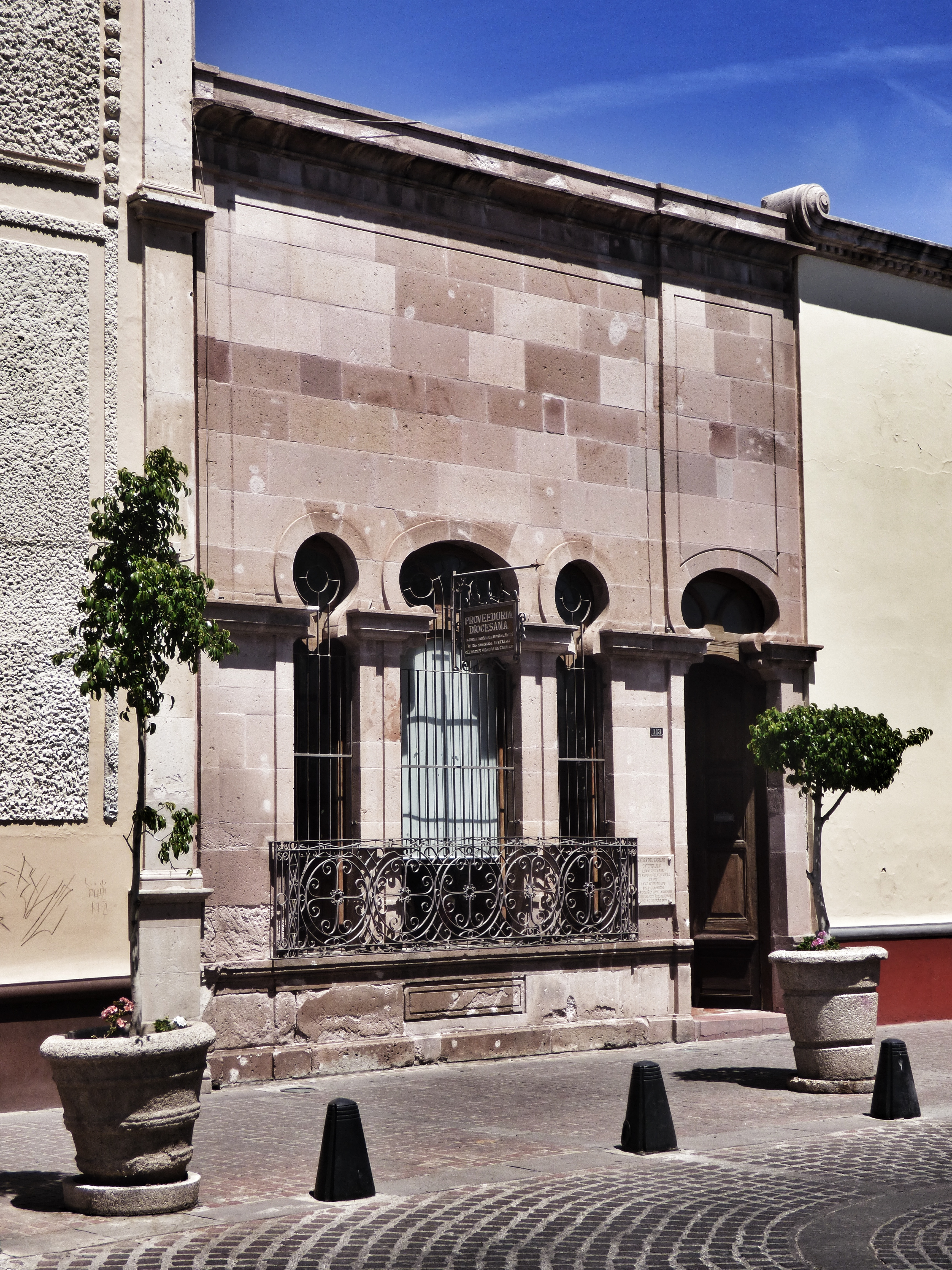
Cabildo Catedralicio (1913), Aguascalientes, Ags.
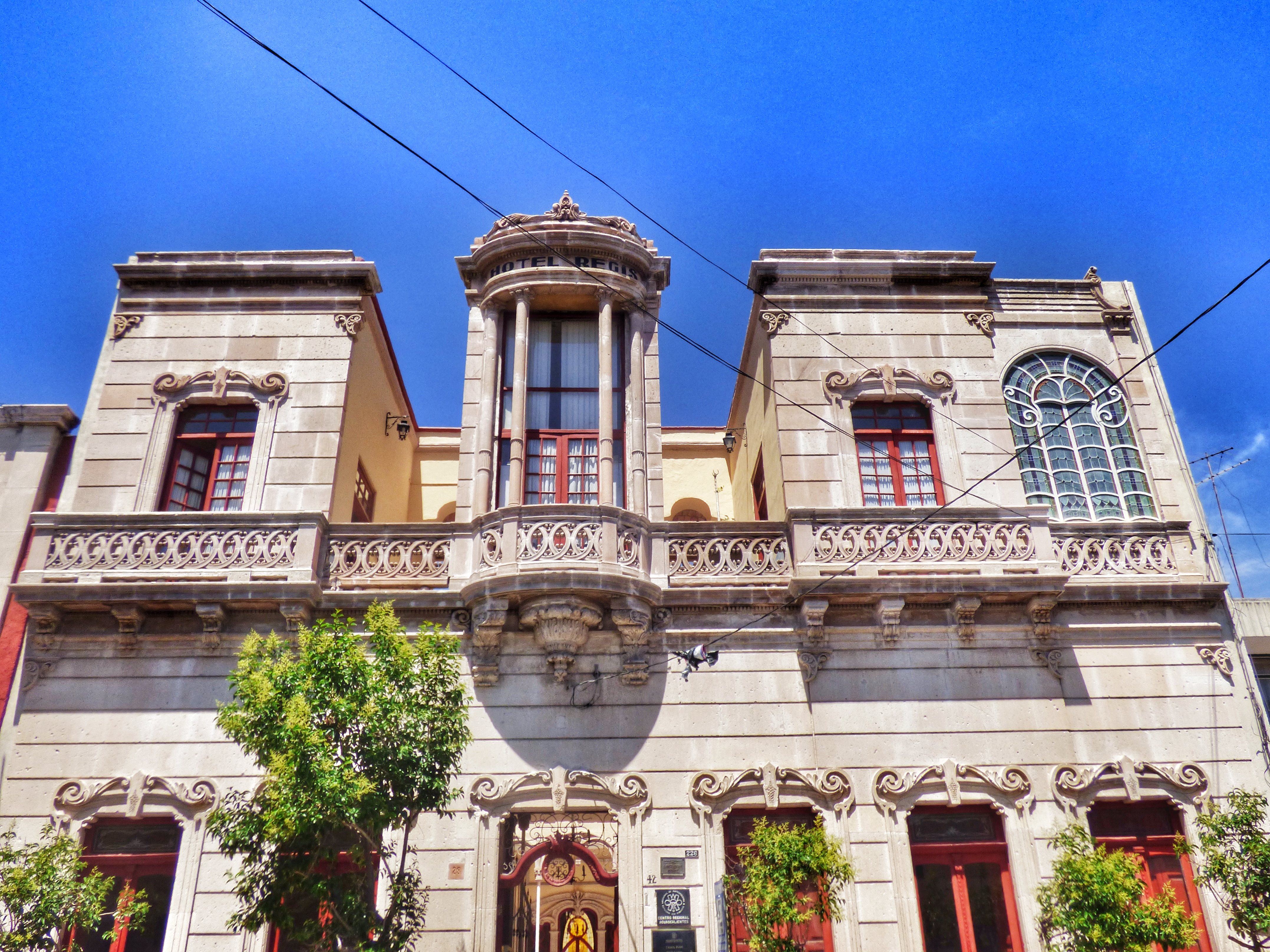
Hotel Regis (1914), Aguascalientes, Ags.
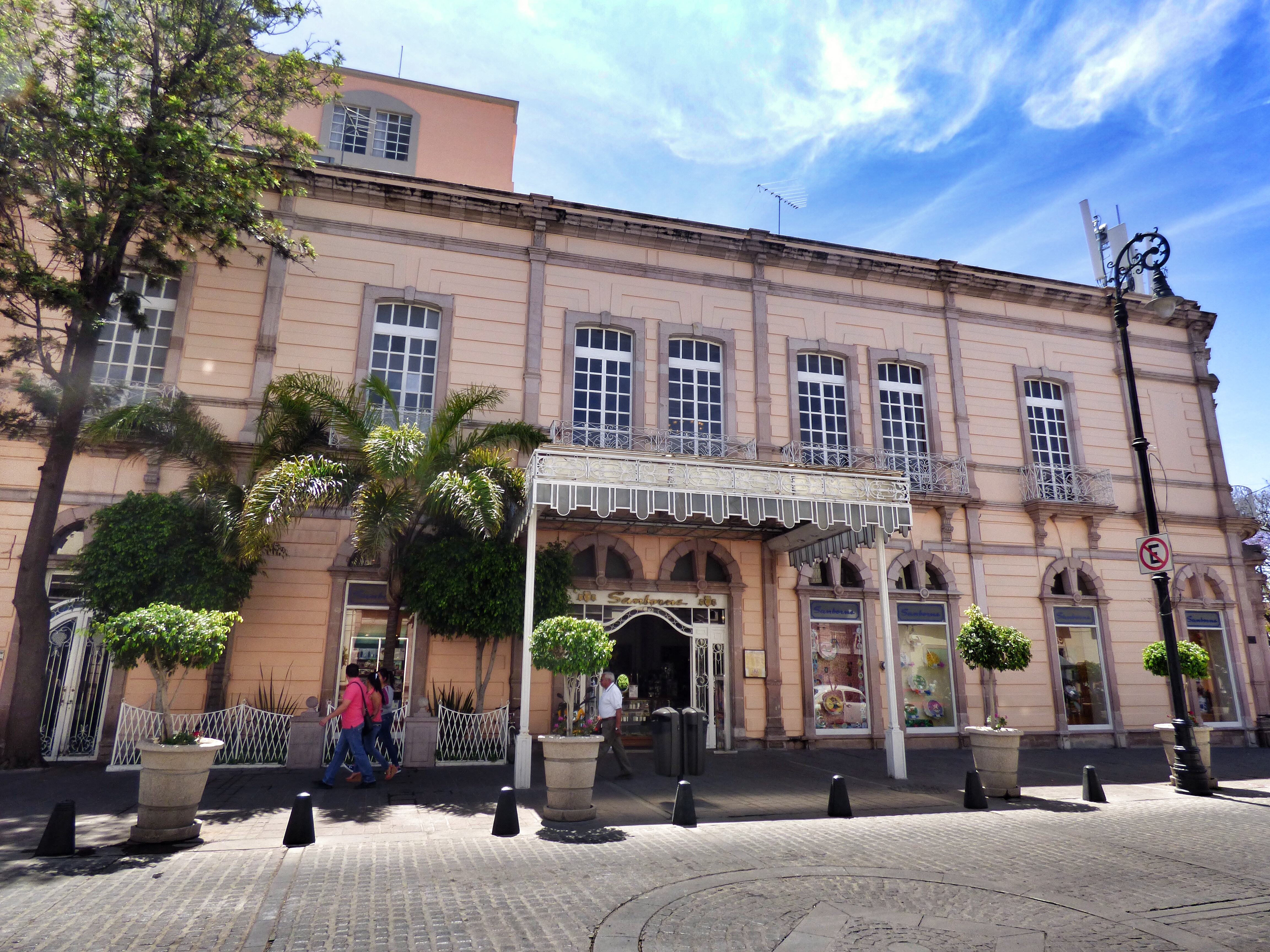
Hotel Francia (1915), Aguascalientes, Ags.
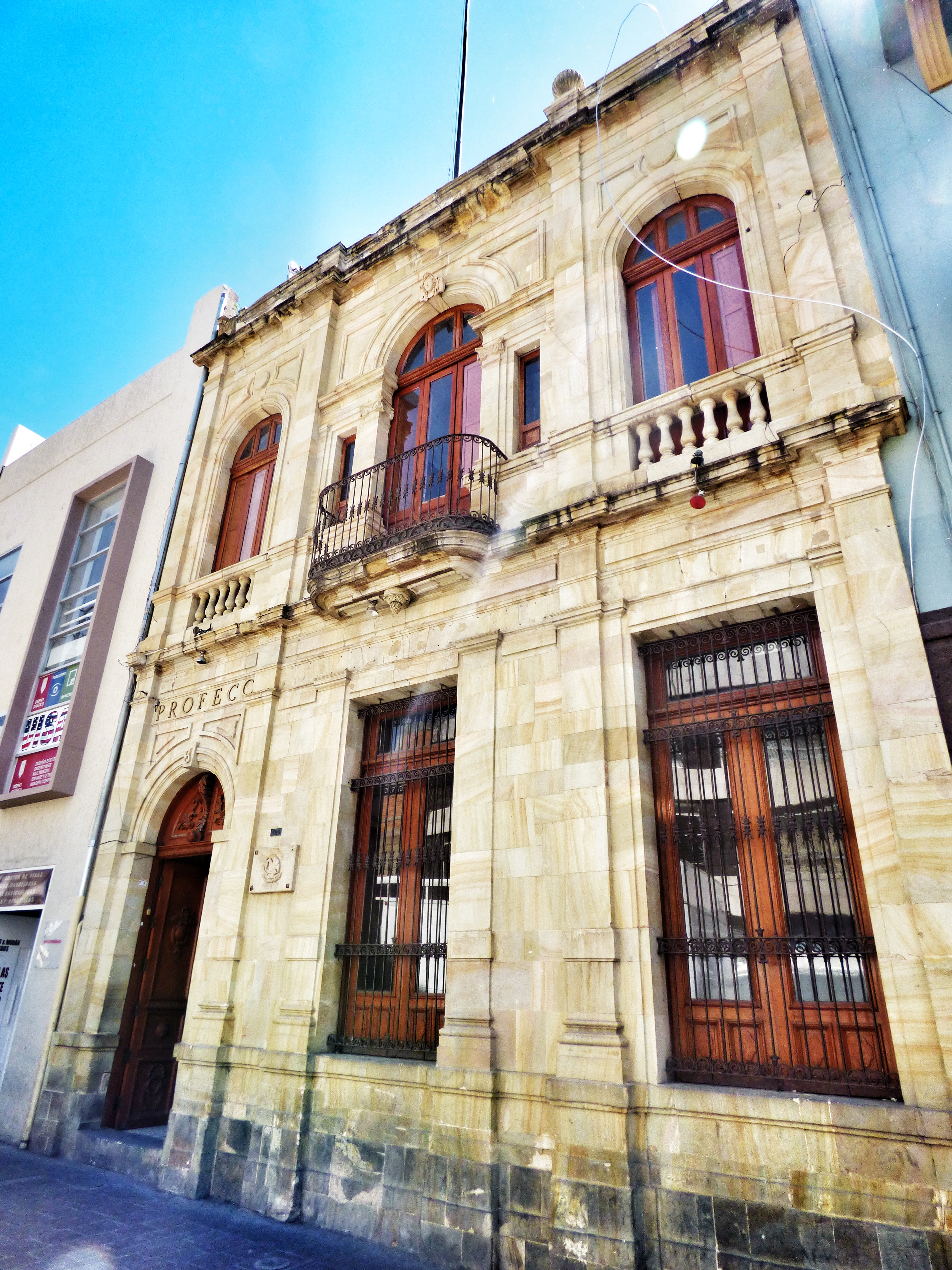
Casa de Ignacio Ortiz (1915), actual sede de Profeco, Aguascalientes, Ags.
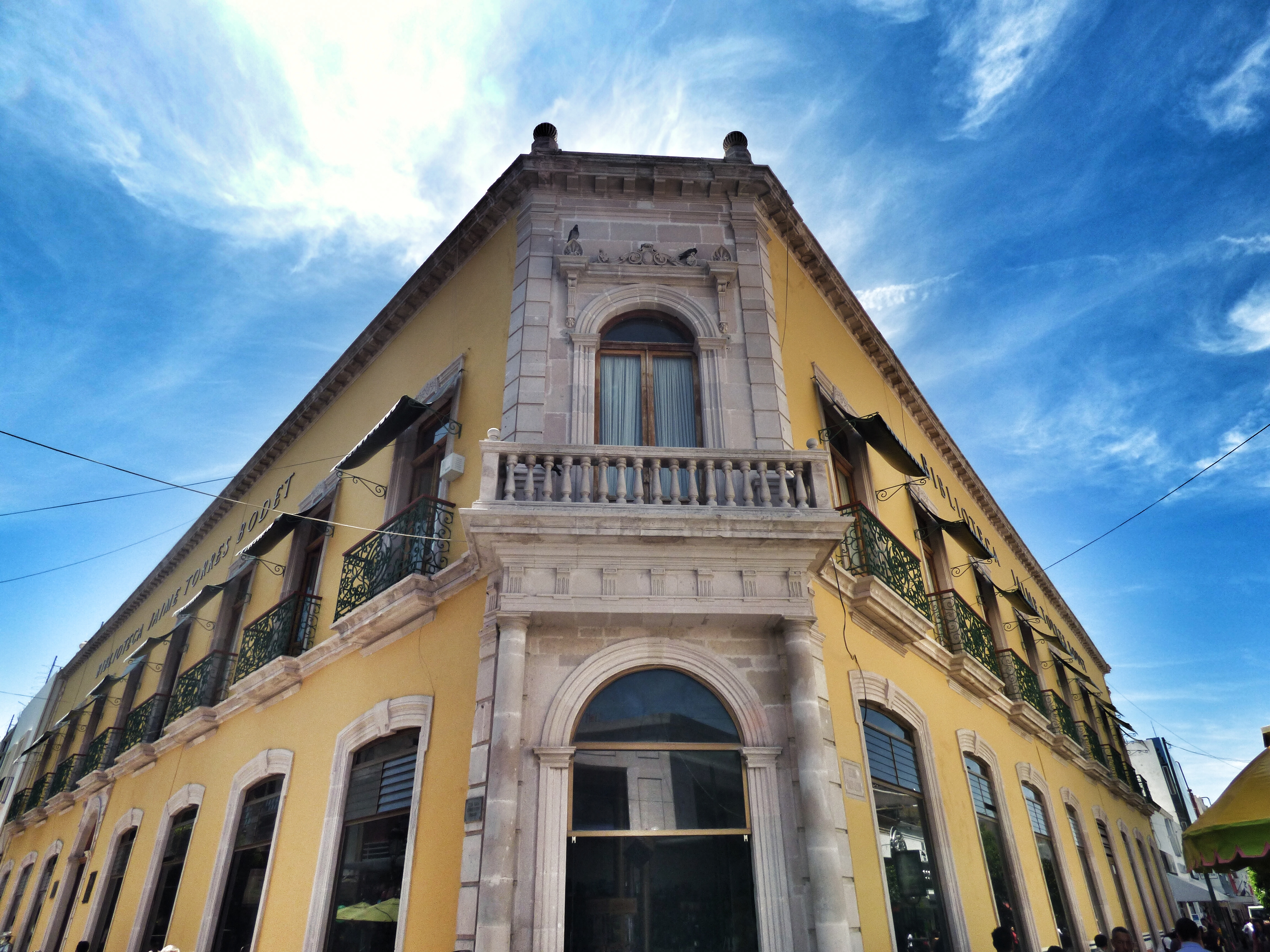
La Casa de la Gardenia (1916), actualmente Biblioteca Jaime Torres Bodet, Aguascalientes, Ags.
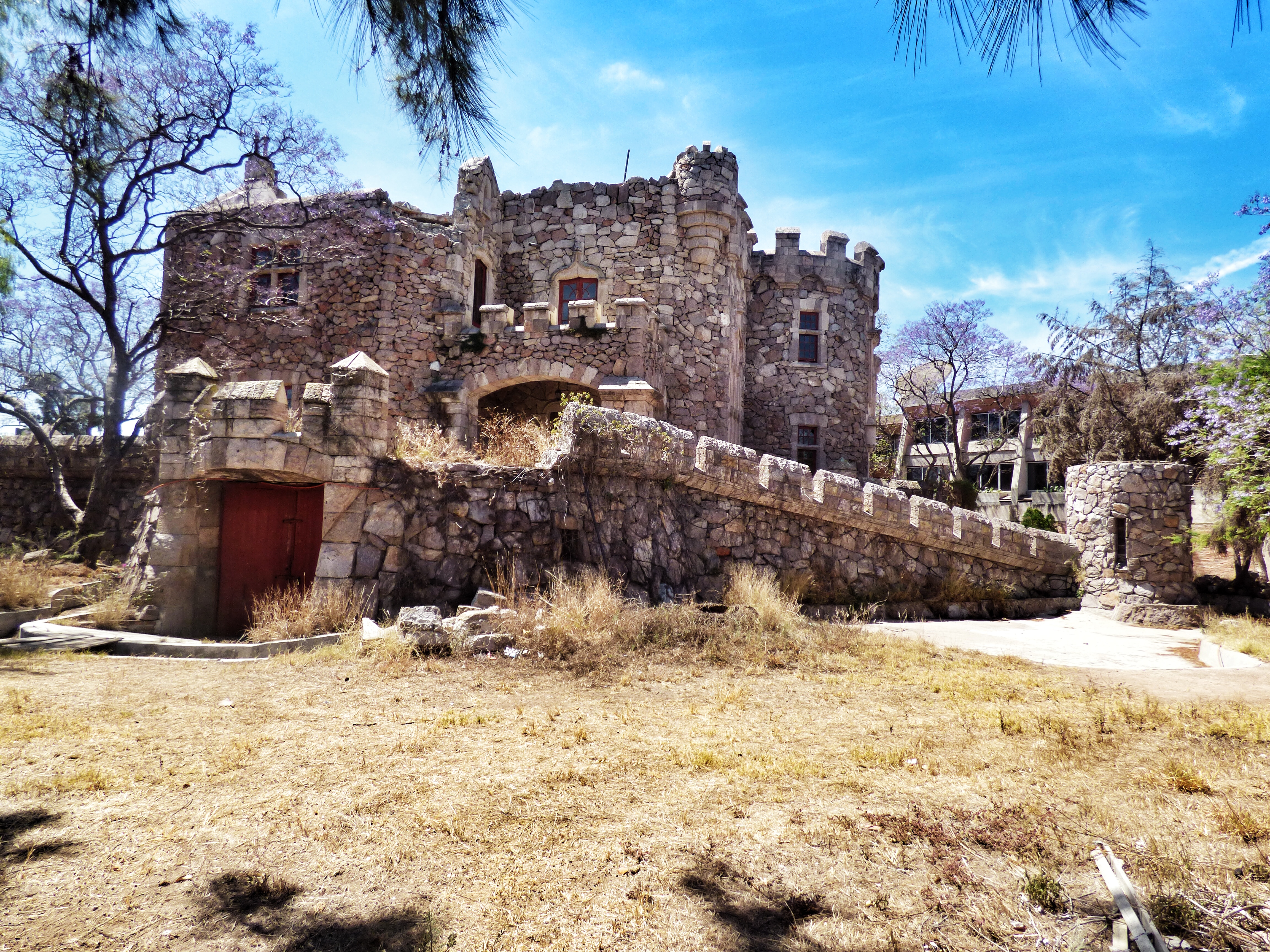
Castillo Douglas (1917), Aguascalientes, Ags.
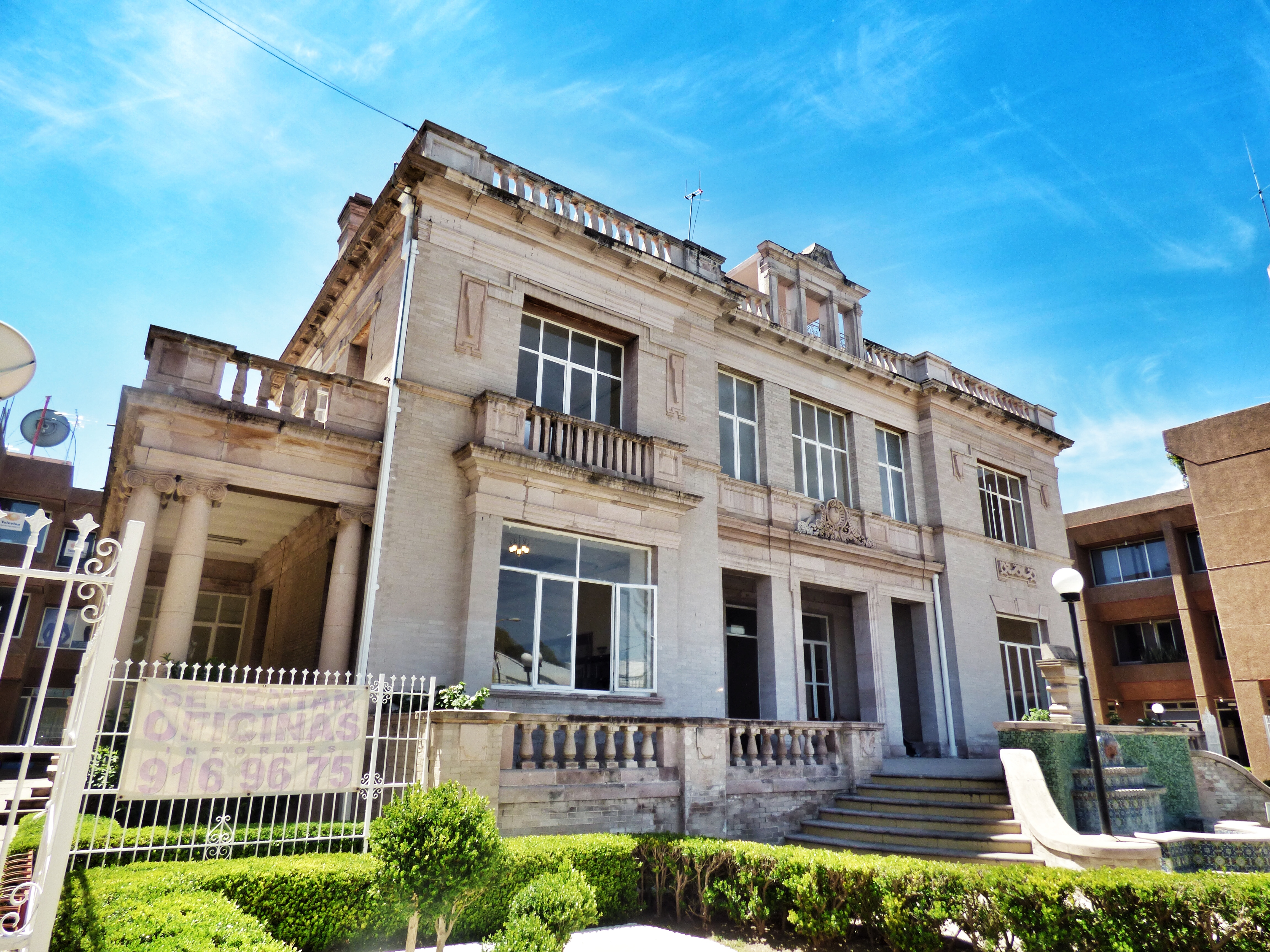
Chalet Douglas (1917), Aguascalientes, Ags.
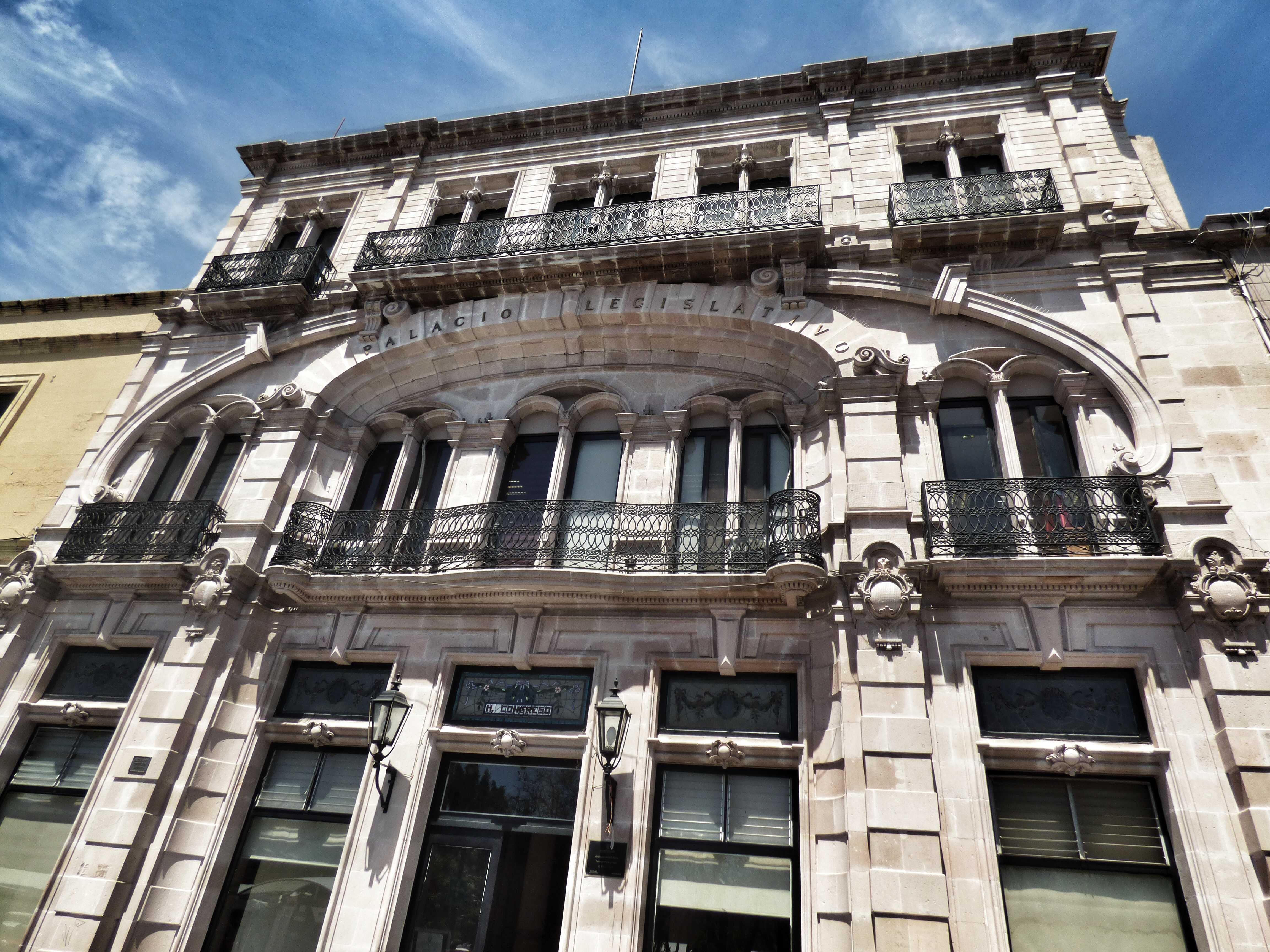
Hotel París (1919), actual Congreso del Estado, Aguascalientes, Ags.
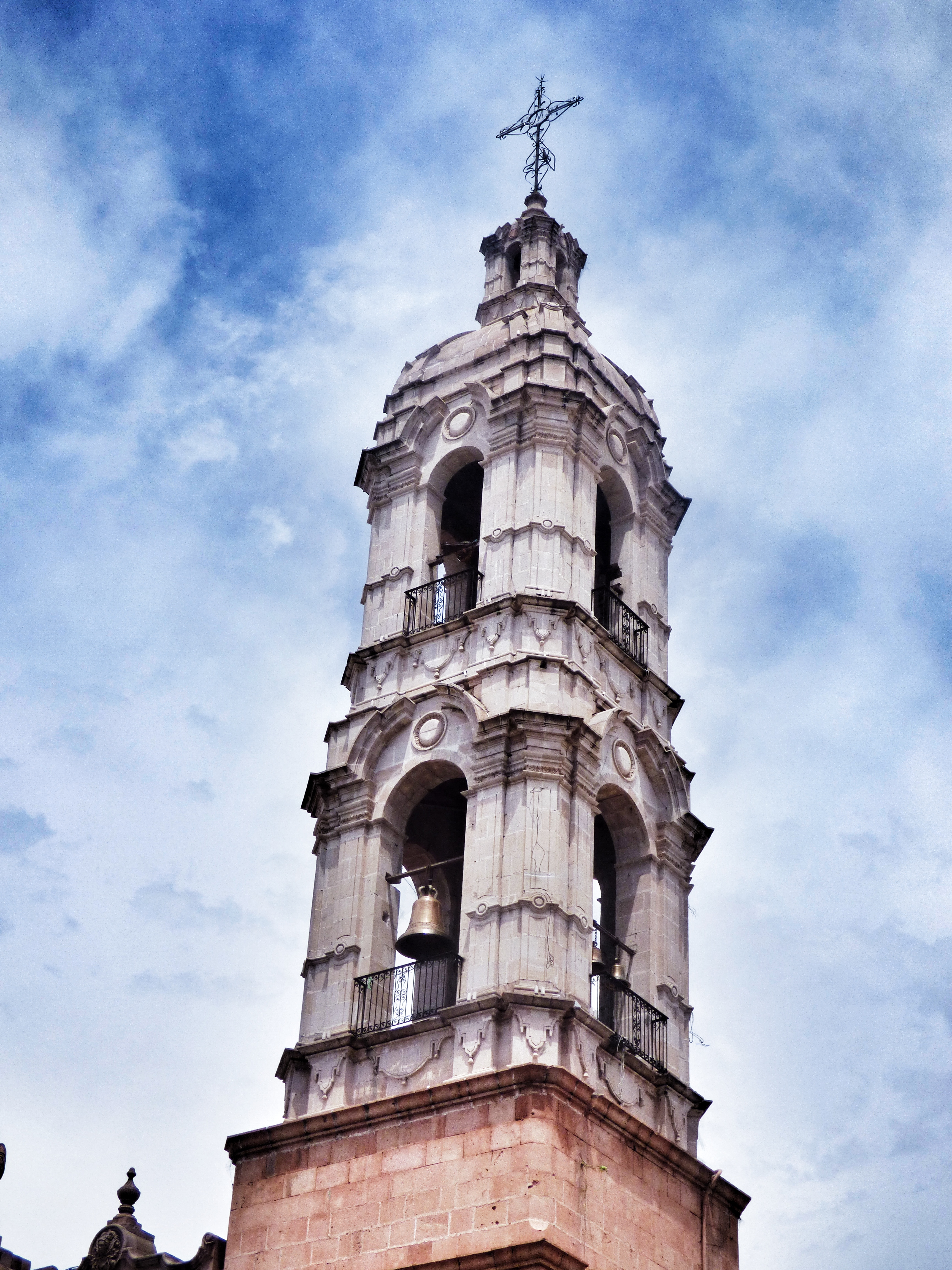
Torre del Templo del Santuario de Nuestra Señora de Guadalupe, Aguascalientes, Ags. (finalizado por Víctor Manuel Villegas en 1973)
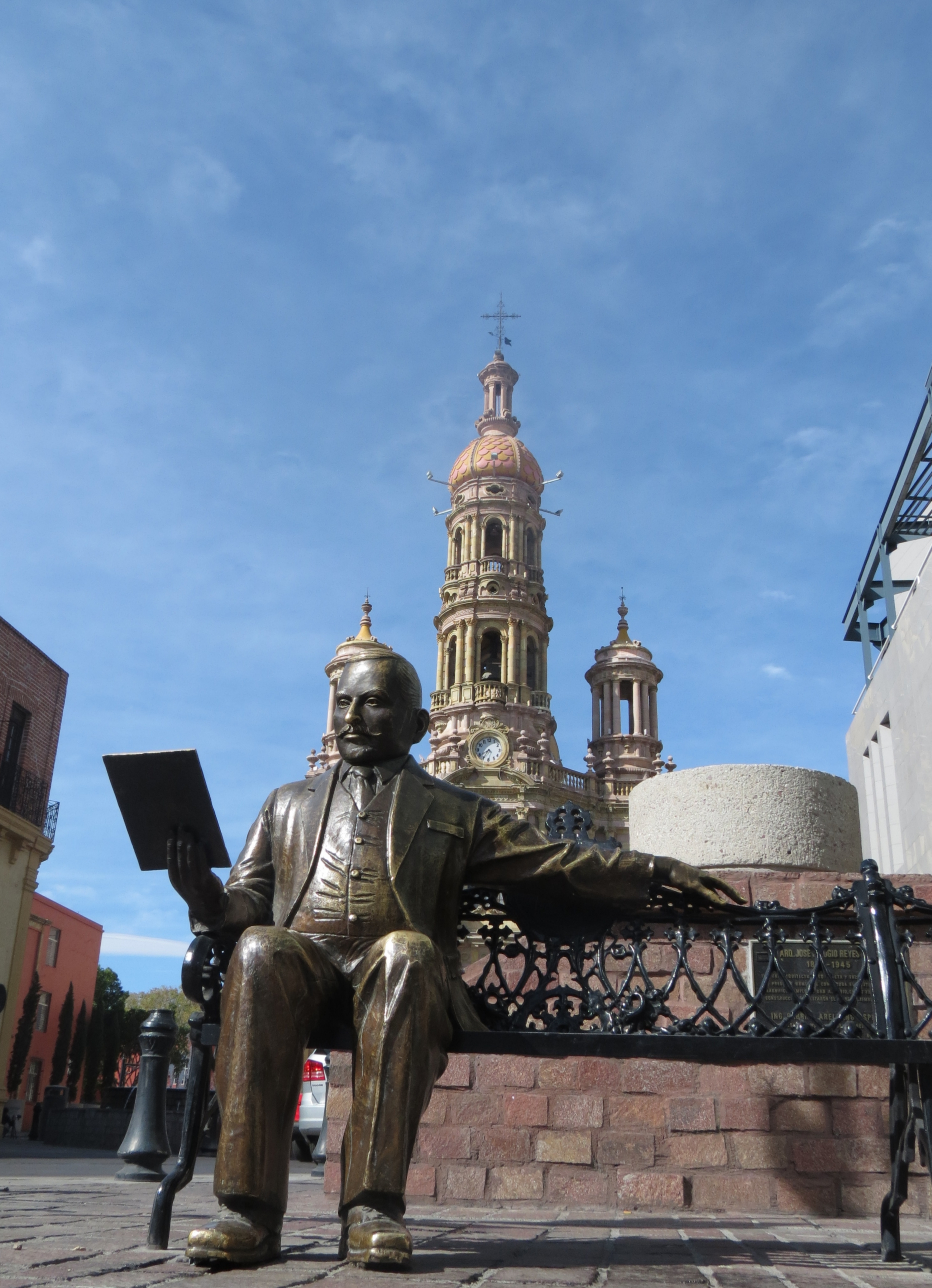
Monumento a Refugio Reyes Rivas frente al Templo de San Antonio, Aguascalientes, Ags.